# Spiaggia

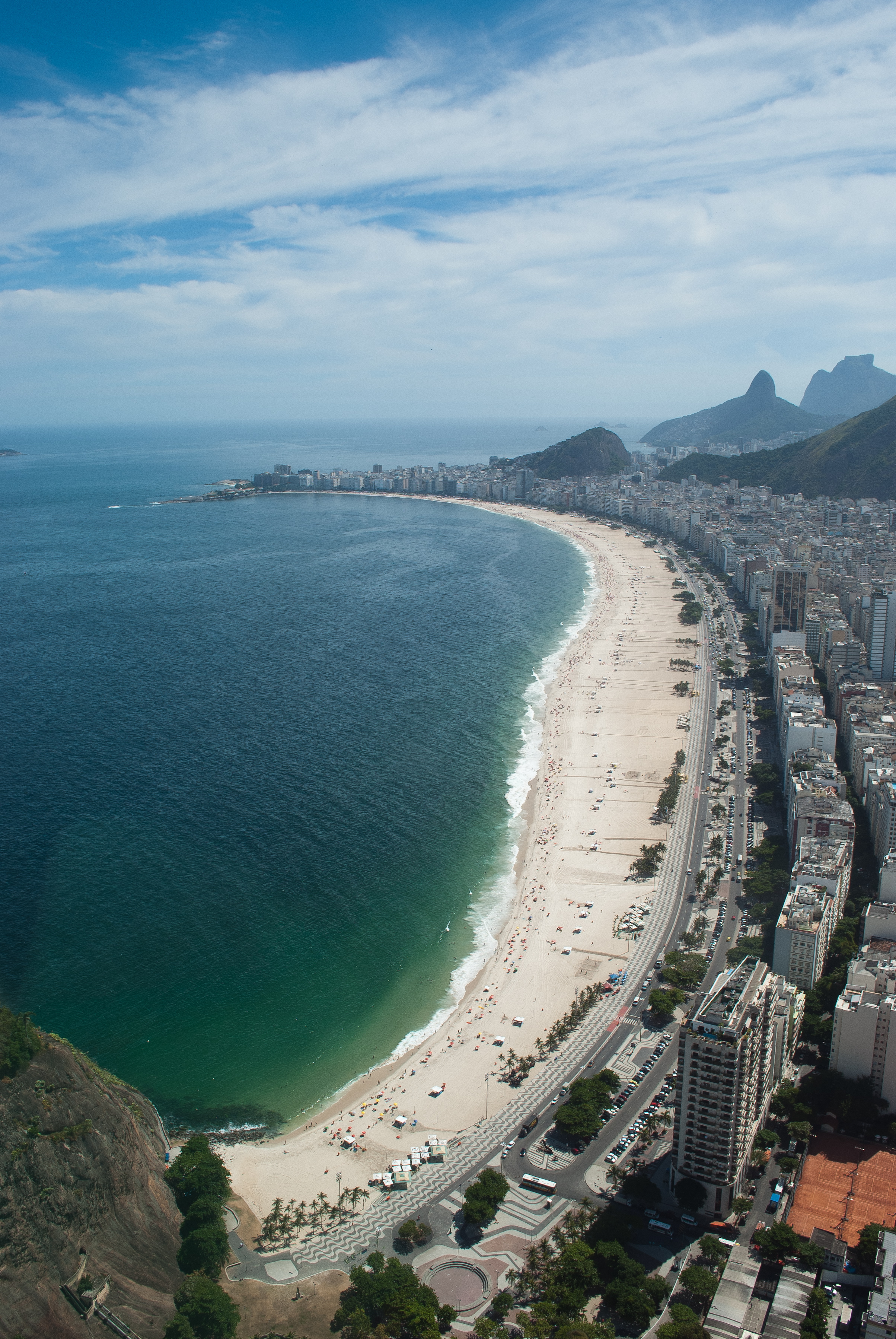
Spiaggia di Copacabana, Rio de Janeiro, una delle spiagge più famose del mondo

Una spiaggia, in senso geomorfologico, è un'area costiera sabbiosa prospiciente un bacino marino o lacustre caratterizzata da un’inclinazione verso il bacino stesso e compresa tra il limite inferiore e il limite superiore di azione delle onde. In senso sedimentologico, una spiaggia è un corpo sedimentario (sabbioso, ciottoloso, più raramente siltoso-argilloso) accumulato o rielaborato dalle onde e dalle correnti costiere.
Le spiagge possono impostarsi direttamente al limite della terraferma o su un cordone litorale (spiaggia-barriera). In quest'ultimo caso, la spiaggia delimita verso mare un ambiente protetto (una laguna o una piana di marea). La formazione di una spiaggia è dovuta alla combinazione di fenomeni di erosione e sedimentazione, determinati dalle onde, dalle maree e dalle correnti marine o lacustri costiere; il sedimento non consolidato, redistribuito da tutti questi agenti, deriva nella maggior parte dei casi da apporti provenienti da delta fluviali o da litorali vicini.
In aree a deposizione carbonatica, con una elevata produttività biologica si possono avere anche spiagge costituite prevalentemente da detrito formato da resti o scheletri calcarei di organismi marini, quali aculei di ricci mare, frammenti di coralli e briozoi, frammenti di gusci di molluschi e ooliti. A seconda del tipo di sedimenti disponibili, materiali di diversa granulometria possono accumularsi sulle spiagge: si va da ghiaia e ciottoli dove l'energia del mezzo è maggiore, a sabbia per la grande maggioranza delle spiagge; i sedimenti fangosi sono nettamente subordinati nel contesto di spiaggia, perché tendono a rimanere in sospensione nelle acque costiere e a deporsi per decantazione al largo oppure all'interno di lagune e in estuari di grandi fiumi che trasportano grandi quantità di sedimenti molto fini.

## Descrizione

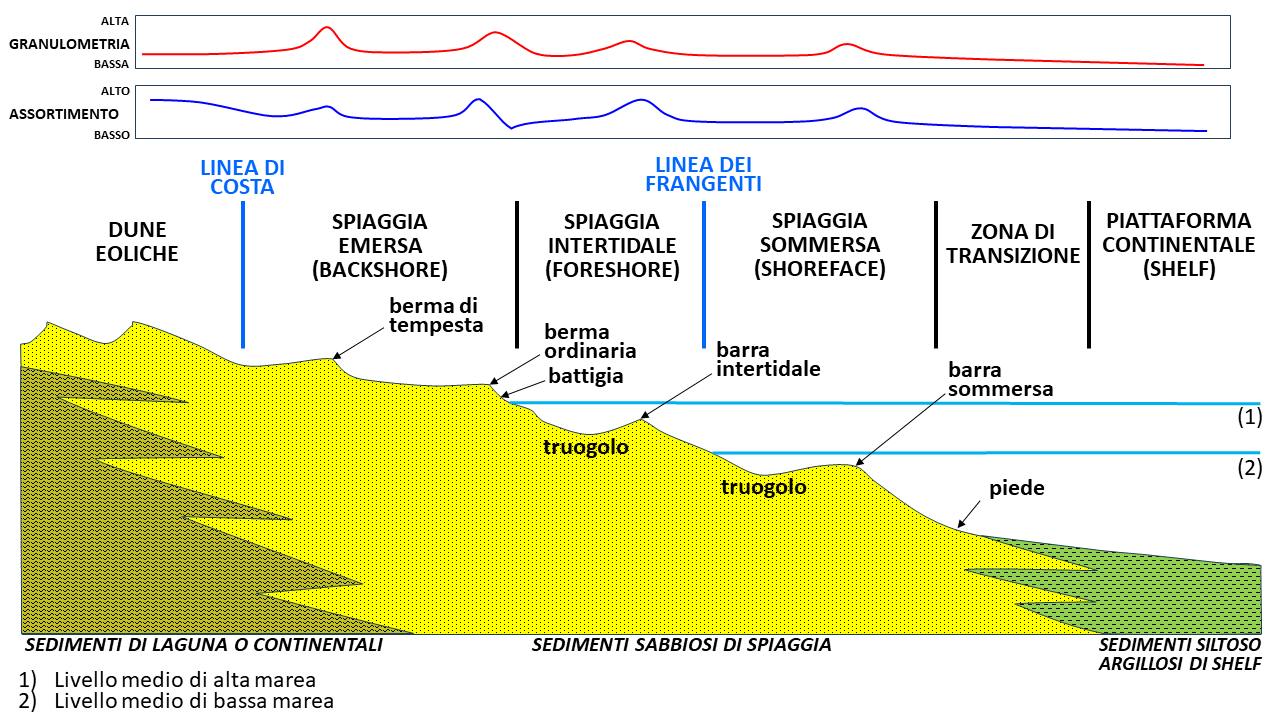
Profilo geomorfologico generalizzato (non in scala) di una spiaggia sabbiosa impostata sul limite della terraferma. Sono riportati profili schematici (indicativi) dell'andamento della granulometria e dell'assortimento dei granuli di sabbia. A monte delle dune eoliche in questo caso potremmo avere una pianura alluvionale, una costa rocciosa o un deserto. Nel caso di un cordone litorale, alle spalle della spiaggia si svilupperebbe un ambiente protetto, di laguna o piana di marea. Il profilo può essere più o meno completo a seconda dell'entità dell'escursione di marea, dell'esposizione ai venti e della prevalenza di fenomeni erosivi o di accumulo.

La spiaggia è quella parte di costa che risente dell'azione delle onde, compresa tra il piede della spiaggia, ovvero il limite interno della zona di transizione tra fondale sabbioso e fondale fangoso e, verso terra, il livello più interno raggiunto dalle onde di tempesta.
il profilo morfologico o topografico di una spiaggia presenta tre unità principali:
- Spiaggia emersa (backshore): è posta al di sopra del livello massimo di alta marea e si estende verso terra fino al limite massimo di azione delle onde di tempesta; è caratterizzata da una rampa inclinata verso mare (la battigia, ciclicamente sommersa ed esposta dal flutto montante) che termina verso terra in una leggera cresta a sezione triangolare (la berma ordinaria corrispondente alle condizioni normali di moto ondoso). Una o più berme di tempesta possono seguire in posizioni più interne, a rimarcare l'influenza delle mareggiate.[9] Dove termina la berma più interna si trova facilmente una fascia di dune di origine eolica, costruite dai venti e alimentate dalla sabbia asciutta della spiaggia emersa. La fascia di dune segna il limite interno della spiaggia e la linea di costa vera e propria (in senso sedimentologico e geomorfologico). La fascia di dune eoliche (e talora anche la berma più interna) possono essere colonizzate da piante psammofile e alofile. Se la spiaggia si imposta come cordone litorale con una laguna alle spalle, spesso la potenza delle onde di tempesta arriva a scavare delle brecce nel cordone stesso scagliando materiale verso l'interno, che si depone in piccoli corpi sedimentari a conoide (ventagli di rotta o wash-over fans):[10] veri e propri piccoli delta caratterizzati da laminazioni interne inclinate verso terra (a differenza delle lamine di battigia, inclinate prevalentemente verso mare).
- Spiaggia intertidale (foreshore), tra il livello medio di bassa marea e il livello medio di alta marea: viene quindi ciclicamente sommersa e scoperta dalle acque con cadenza diurna. Nelle coste molto basse con ampia escursione mareale (coste macrotidali, con escursione superiore ai quattro metri), si può sviluppare una vera e propria piana di marea, con caratteri peculiari che rientrano solo in parte nella definizione di spiaggia.[11] Nelle coste in cui l'escursione della marea è molto limitata (meno di un metro), questa zona è generalmente molto ridotta o assente. Ove presente, la zona in esame è caratterizzata dallo sviluppo di barre (o "secche") in posizione esterna, la cui cresta segna il livello medio tra bassa e alta marea, separate dalla battigia da un solco (truogolo) che decorre lungo costa e sbocca verso mare attraverso canali di marea perpendicolari alla linea di costa. Il solco e i canali intertidali sono percorsi ogni giorno dal flusso dal riflusso mareale. Durante l'alta marea, se i fronti d'onda sono obliqui rispetto alla costa, in questo settore possono svilupparsi anche correnti lungo costa (longshore currents), generate dalla componente di movimento parallela alla spiaggia.[12]
- Spiaggia sommersa (shoreface o nearshore): posta al di sotto del livello minimo di bassa marea, questa unità si estende fino al limite inferiore di azione delle onde "ordinarie" (pari a circa metà della lunghezza d'onda). Anche in questo caso si sviluppano comunemente barre lungo-costa (longshore bars), separate dalle zone più interne, e incise da canali perpendicolari alla costa percorsi dalle correnti di risucchio o di ritorno[N 3].[13]

Come si vede, questa definizione è notevolmente più ampia e articolata rispetto all'accezione comune, che identifica usualmente come spiaggia solo la parte emersa del deposito sabbioso.

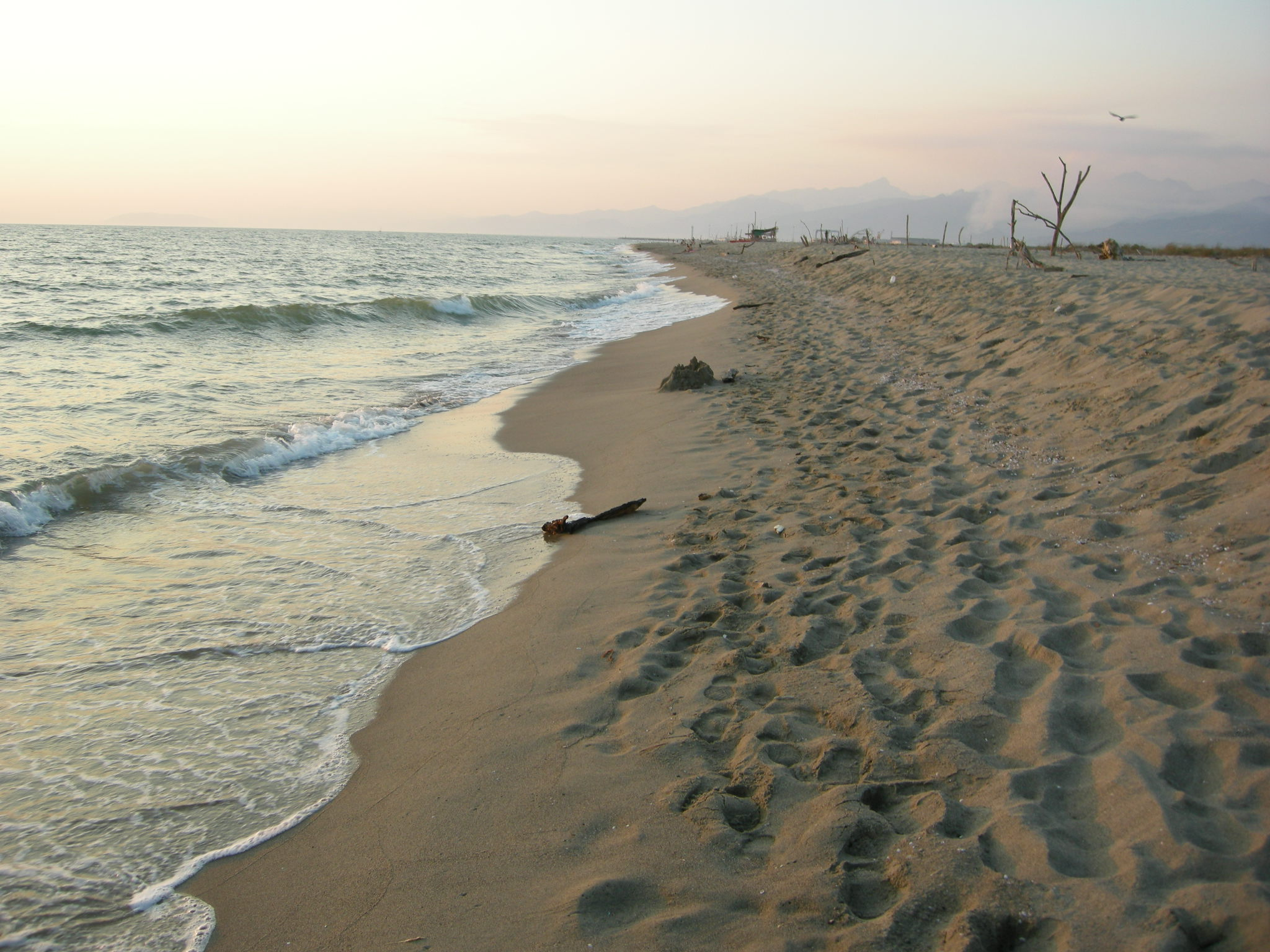
Spiaggia sabbiosa in Versilia.
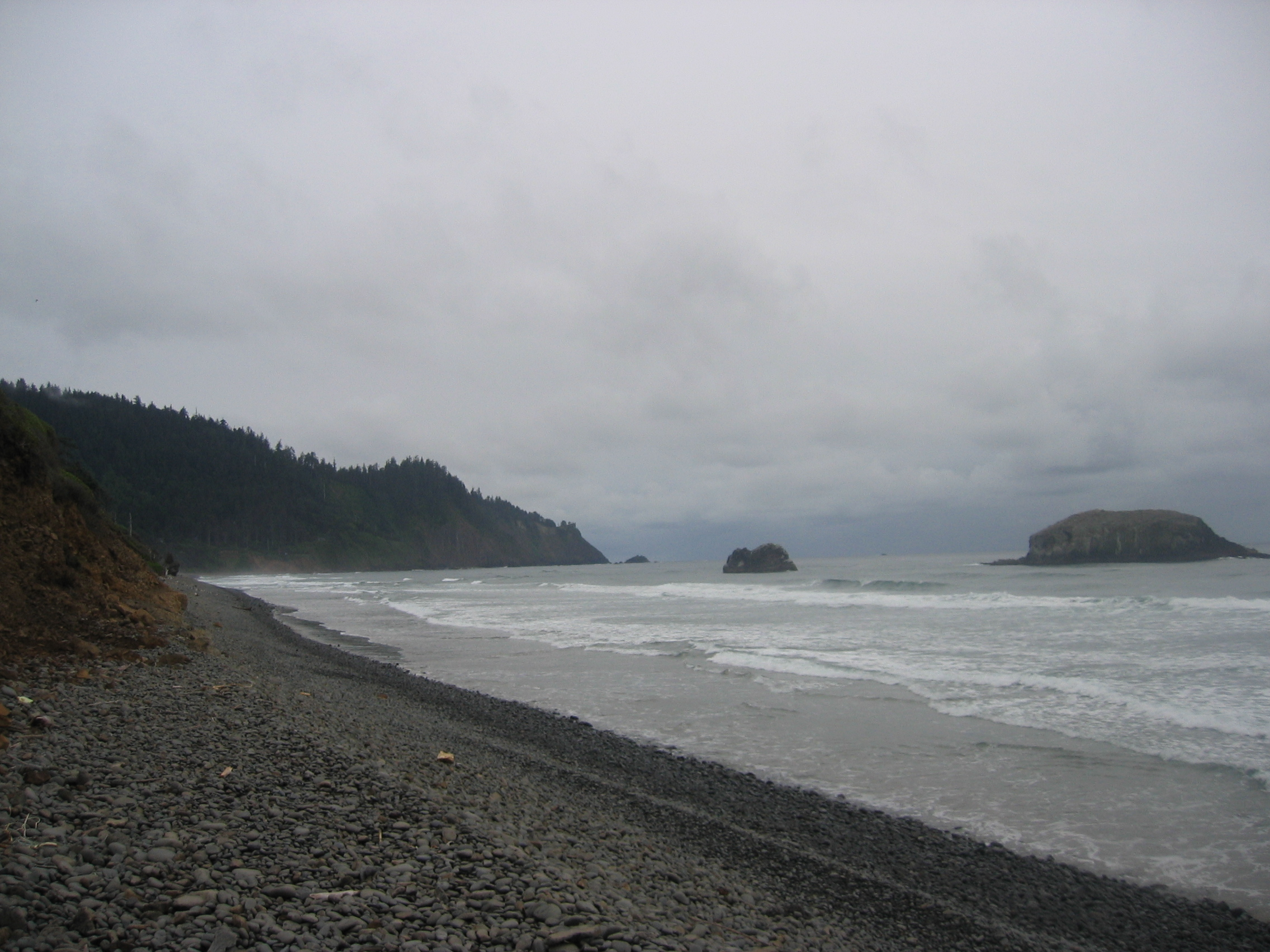
Una spiaggia ciottolosa (Oregon, USA), caratterizzata da pendenze maggiori rispetto alle spiagge sabbiose. Visibili la berma ordinaria (corrispondente al moto ondoso normale) e la berma di tempesta (più interna, verso terra), determinata dagli eventi di tempesta.
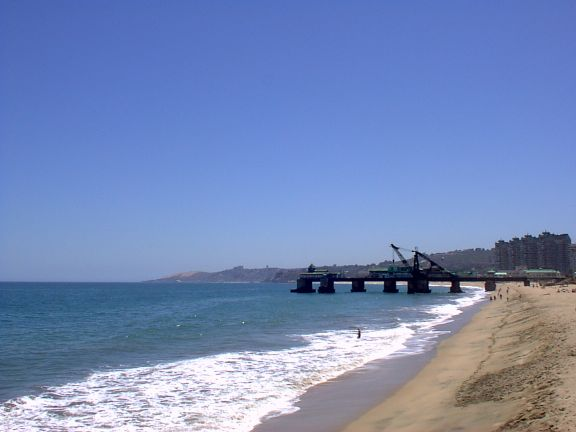
Esempio di battigia, terminante verso terra nella berma ordinaria. Cile.
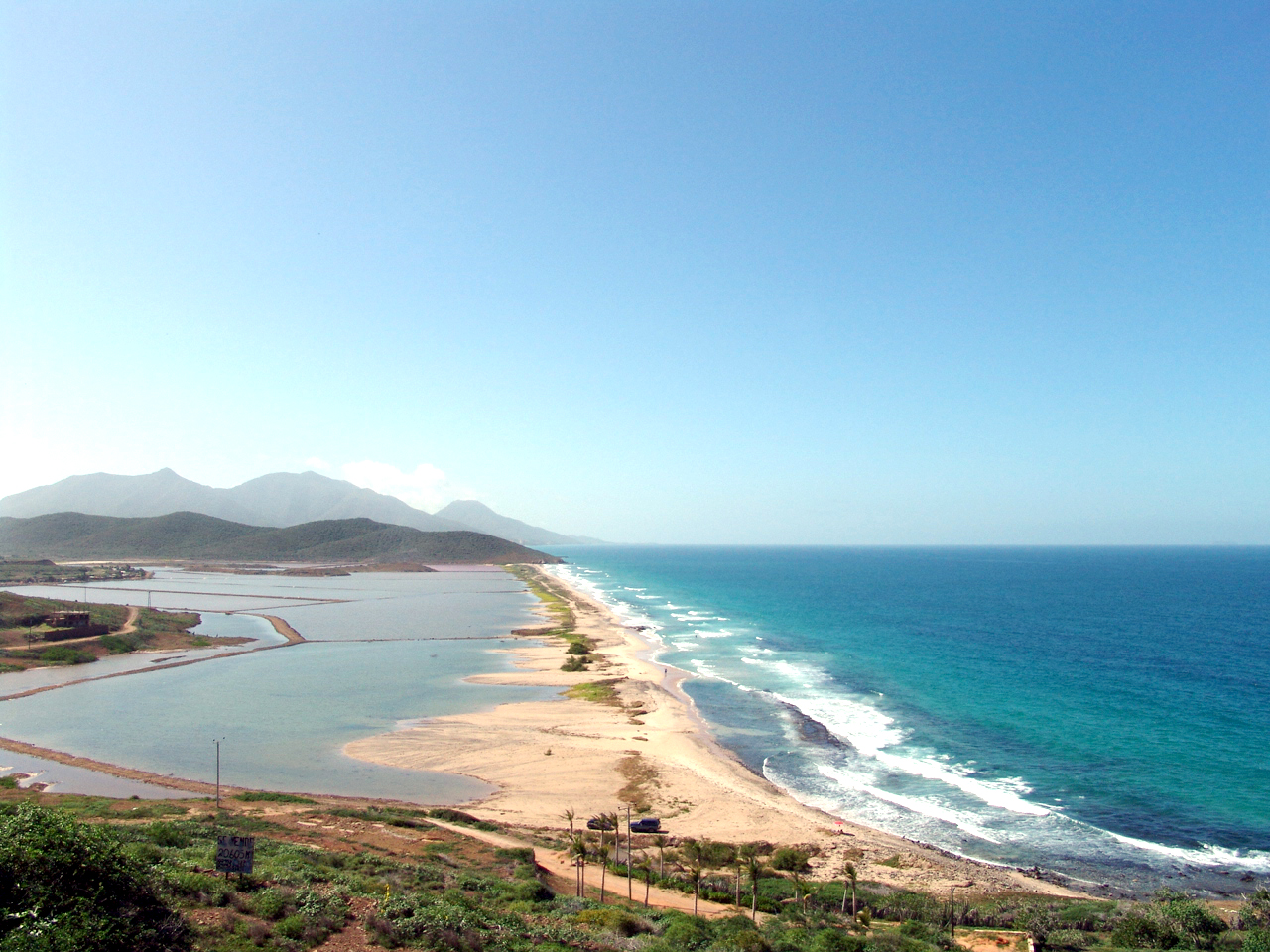
Esempio di cordone litorale delimitante una laguna, con fascia interna colonizzata dalla vegetazione; sono ben visibili i ventagli di rotta originati da materiale deposto dalle onde di tempesta. Venezuela.
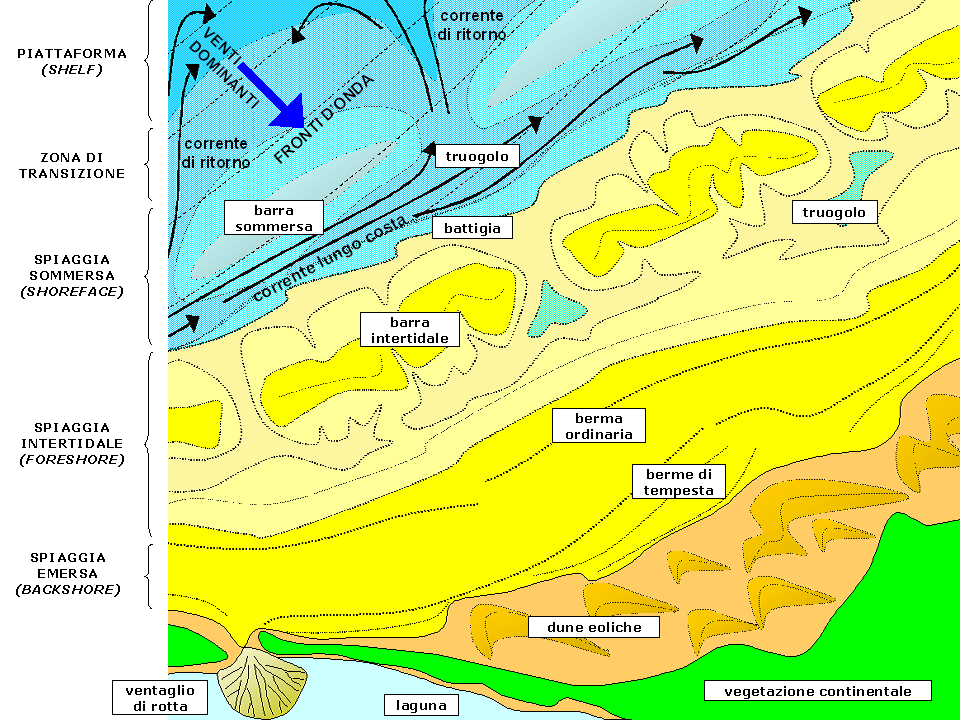
Schema in pianta (non in scala) di una spiaggia durante la bassa marea. La battigia si trova in posizione esterna, verso mare. Il solco (truogolo) subtidale è percorso dalla corrente lungo-costa (longshore current) generata dai fronti d'onda obliqui e i canali tra le barre subtidali sono percorsi dalle correnti di risacca (rip currents). Queste correnti tendono a portarsi in posizione più interna con l'alta marea.
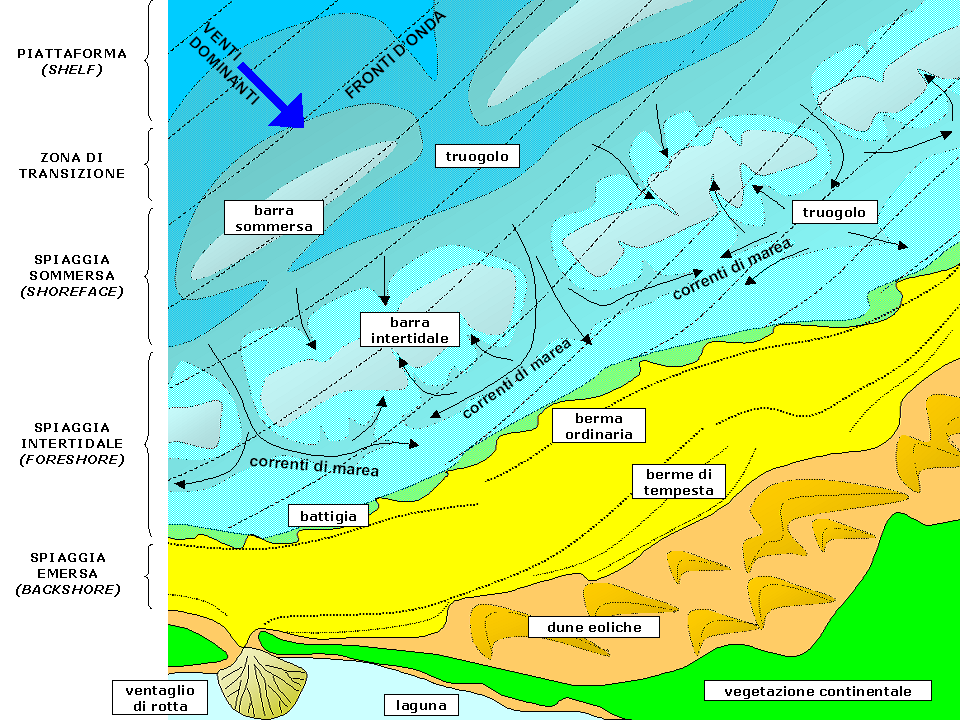
Schema in pianta (non in scala) di una spiaggia durante la fase iniziale dell'alta marea. La battigia ordinaria (corrispondente al moto ondoso "normale" è in posizione interna, verso terra. Il solco (truogolo) intertidale e i canali tra le barre intertidali sono percorsi dalle correnti di marea (tidal currents), in questo caso di marea montante (con la marea calante, saranno correnti di riflusso e andranno verso mare). Nella fase di stazionamento alto della marea (intorno al massimo livello di alta marea) si possono sviluppare correnti lungo costa generate dai fronti d'onda, che tendono a percorrere il solco intertidale.

## Genesi

### Processi e materiali

Moto orbitale delle particelle di un'onda in acqua profonda.

Moto orbitale delle particelle di un'onda in acqua bassa.

Le onde sono il principale agente di erosione e sedimentazione delle spiagge. Il moto delle particelle di un'onda in acque profonde (in cui il fondale è abbastanza lontano da esercitare un'influenza trascurabile sull'onda) è oscillatorio, di tipo orbitale e di forma circolare. Le orbite in realtà non sono chiuse, ma le particelle d'acqua si spostano per piccoli incrementi successivi nella direzione di propagazione dell'onda. Le onde esercitano la loro azione fino ad una profondità definita "livello di base del moto ondoso" (o "limite di azione delle onde"). Questo è anche il limite massimo fino a cui le onde possono esercitare trazione sui sedimenti (cioè smuoverli). Il livello di base delle onde si aggira sui 10 m in mari interni come il Mediterraneo, mentre arriva a 15–20 m sulle coste esposte agli oceani. La velocità del moto orbitale di un'onda può raggiungere alcuni metri al secondo, ma il diametro dell'orbita decresce rapidamente con la profondità dell'acqua, tanto che ad una profondità pari alla metà della lunghezza d'onda si riduce al 5% di quello superficiale.

Quando il fondale marino si trova a una profondità inferiore alla metà della lunghezza d'onda, l'acqua in movimento inizia a interagire con esso, e il moto orbitale delle particelle diviene ellittico (con asse maggiore parallelo al fondale). In questo modo, l'onda comincia a esercitare uno sforzo di taglio sul sedimento di fondo con velocità sempre maggiore mano a mano che la profondità diminuisce: il sedimento inizia quindi ad essere smosso sempre di più dal fondale. In questa fase, quando le particelle si spostano verso mare nella parte bassa della loro traiettoria ellittica sono ritardate dall'attrito con il fondale, quindi gradualmente prevale lo spostamento verso terra, che avviene nella parte alta della traiettoria. Il risultato è che l'onda diviene asimmetrica: la velocità di traslazione alla base dell'onda diminuisce mentre quella della cresta si conserva; quindi la cresta si sposta e si inclina sempre più verso terra fino a che l'onda (divenuta un frangente) si rompe e si riversa sulla spiaggia. Dalla linea dei frangenti fino alla battigia vera e propria le onde si propagano come onde di traslazione (con moto non più oscillatorio ma traslatorio) in regime turbolento, dissipando la propria energia e successivamente rifluendo verso mare.
I granuli di sedimento smossi dalle onde in prossimità della riva sono trascinati ripetutamente verso terra e verso mare, quindi per abrasione diminuiscono di dimensioni e si arrotondano sempre più. Quando la costa è rocciosa, i sedimenti portati avanti e indietro dalle onde colpiscono le rocce costiere e le modellano (abrasione marina).

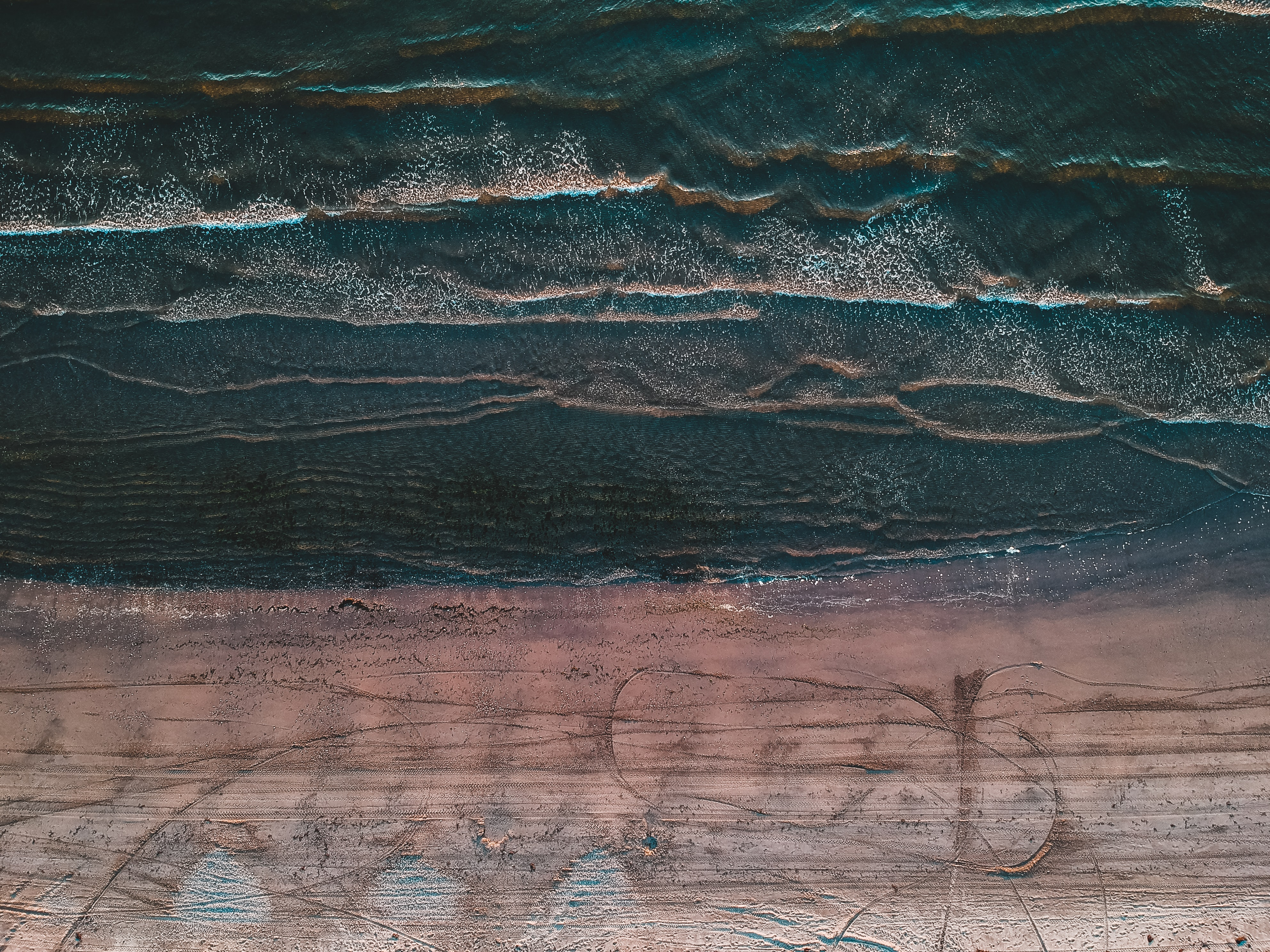
Fotografia aerea di una spiaggia presso la battigia. Ben visibile la zona dei frangenti (in alto) e la zona di trasferimento con onde più ridotte fino a riva.

L'azione delle onde e il loro angolo di incidenza rispetto alla costa, con il conseguente spostamento delle masse d'acqua, determinano anche l'insorgenza delle correnti costiere, la loro direzione e velocità. Tra queste, le più importanti per la formazione e l'evoluzione dei sedimenti di spiaggia sono le correnti di deriva (o correnti longshore, cioè lungo costa). Queste ultime sono generate da fronti d'onda obliqui rispetto alla costa e dalla propagazione della massa d'acqua da essi spostata in direzione parallela alla costa stessa. Il moto parallelo alla linea di costa delle particelle di sedimento è prodotto dalla risultante delle forze generate dal movimento verso terra del flutto montante (perpendicolare ai fronti d'onda e diagonale alla linea di riva) e verso mare del riflusso (determinato dalla gravità e perpendicolare alla linea di riva); quindi, nella fascia compresa tra la linea dei frangenti e la battigia i granuli si muovono alternativamente verso riva e verso mare secondo traiettorie a "denti di sega" che si traducono in un trasporto generalizzato in direzione parallela alla riva. Tali correnti raggiungono velocità intorno al metro al secondo e sono responsabili del trasporto del sedimento parallelamente alla costa.

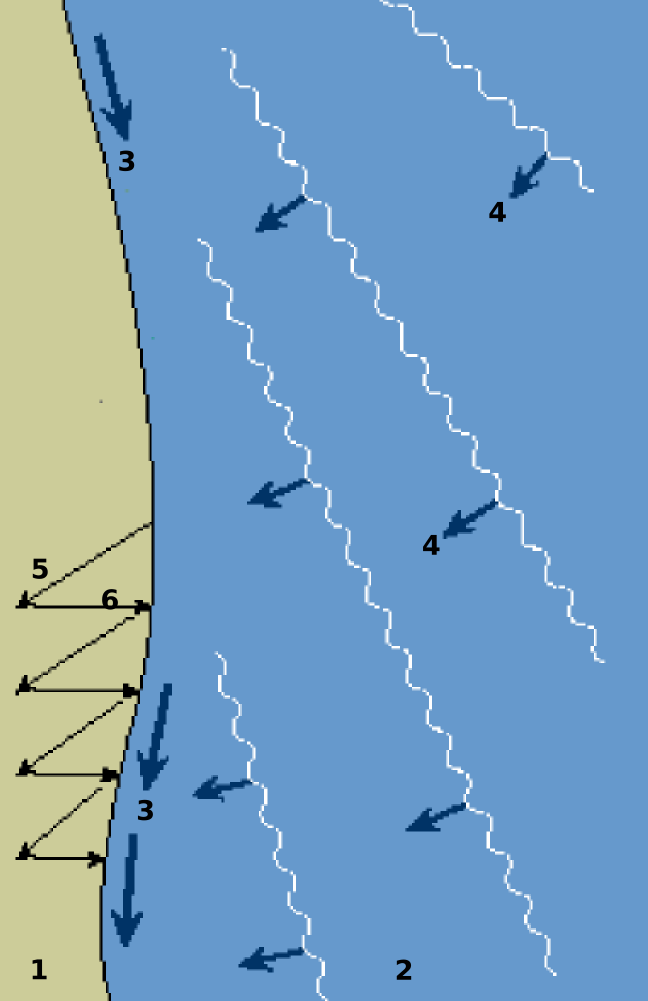
Formazione delle correnti longshore, responsabili del trasporto di sedimento lungo costa; 1-costa; 2-mare; 3-corrente longshore; 4 fronti d'onda; 5-flutto montante; 6- riflusso.

La formazione di una spiaggia è dovuta alla combinazione di fenomeni di erosione e sedimentazione, determinati dalle onde, dalle maree e dalle correnti marine o lacustri costiere; il sedimento inconsolidato redistribuito da tutti questi agenti deriva nella maggior parte dei casi da apporti provenienti da delta fluviali o da litorali vicini,; questo significa che il sedimento stesso ha una lunga storia di trasporto in diversi ambienti (fiumi, delta o estuari e poi in varia misura lungo la costa) e quindi è stato soggetto a un grado elevato di abrasione e di alterazione chimica: pertanto i minerali di minore durezza e più facilmente alterabili, come ad esempio feldspati e frammenti litici vengono erosi: pertanto le sabbie di spiaggia sono comunemente dominate da granuli quarzosi rispetto ai depositi continentali (elevata maturità composizionale); inoltre per l'intenso processo di abrasione cui sono sottoposti, tali sedimenti generalmente mostrano un buon grado di assortimento, con granuli ben arrotondati (elevata maturità tessiturale). Ove vi sono coste rocciose e falesie, le spiagge sono spesso composte prevalentemente da materiali presenti in loco e rielaborati da onde e correnti; in questi casi il grado di assortimento e di arrotondamento dei granuli sono generalmente minori, essendo il materiale eroso e rimaneggiato da minor tempo.
La composizione dei sedimenti di spiaggia può essere anche influenzata dal clima e dalla latitudine: nelle aree polari e circumpolari generalmente l'apporto di sedimenti è caratterizzato da minore maturità tessiturale e composizionale, perché il clima freddo riduce l'alterazione chimica e il trasporto glaciale, per le sue caratteristiche, non si traduce in maggiore selezione e arrotondamento dei clasti. In aree a deposizione carbonatica, soprattutto nella fascia tropico-equatoriale, con una elevata produttività biologica, si possono avere anche spiagge costituite prevalentemente da detrito formato da resti di scheletri calcarei di organismi marini, quali aculei e piastre di ricci mare, frammenti di coralli e briozoi, frammenti di gusci di molluschi e ooliti. in generale, la ricchezza di vita nelle acque basse di spiaggia rende disponibile abbondante materiale calcareo da resti di organismi a scheletro calcareo che, dopo il seppellimento e durante la diagenesi del sedimento, si dissolve nelle acque percolanti e riprecipita in forma di cemento carbonatico.

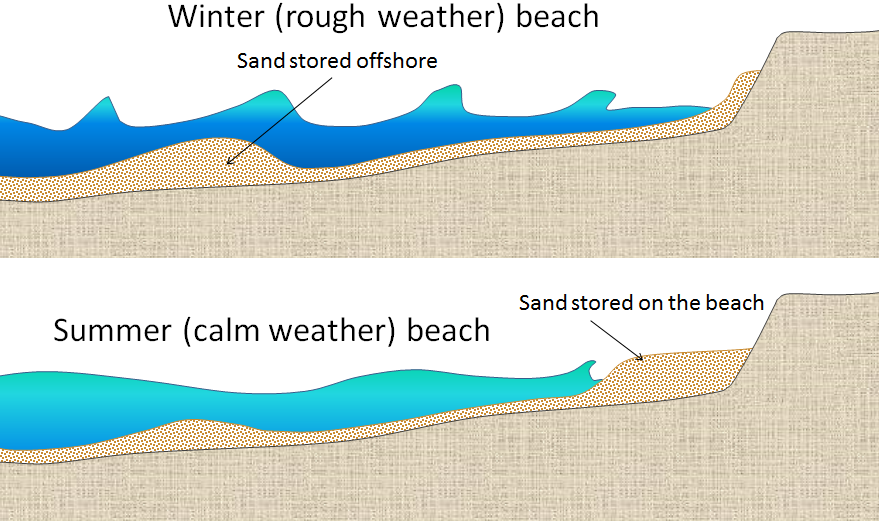
Condizioni di accumulo di sedimento di spiaggia in inverno e nella bella stagione.

In generale, le condizioni di erosione e di accumulo di sedimento di spiaggia sono influenzate dal clima e dalla stagionalità. Nelle regioni temperate di media e alta latitudine alla stagione invernale corrispondono a ridosso della riva condizioni di maggiore attività del moto ondoso, con onde di maggiore altezza e frequenza, con episodi di tempesta, e di maggiore energia delle correnti; questo causa una erosione più accentuata del deposito di spiaggia, mentre il sedimento asportato viene redistribuito al largo. Nella stagione estiva viceversa abbiamo complessivamente minore energia del mezzo con onde più basse caratterizzate da minore frequenza e maggiore lunghezza d'onda, condizioni più favorevoli alla sedimentazione. Nelle regioni tropico-equatoriali esposte all'azione dei cicloni tropicali si possono avere episodi localizzati di forte erosione sul percorso di queste depressioni particolarmente attive.
L'influenza delle maree ha notevole importanza sulle coste oceaniche, dove l'escursione della marea può essere fino a diversi metri. Si distinguono tre tipi di regime mareale:
- microtidale, con escursione minore di 2 m;
- intermedia, con escursione mareale tra 2 m e 4 m,
- macrotidale, con escursione mareale superiore ai 4 m

Le spiagge interessate da ampi movimenti di marea (in regime macrotidale) sono definite tide dominated (a marea dominante) e sono caratterizzate dallo sviluppo della zona intertidale. Quest'ultima è molto ridotta o assente viceversa nelle spiagge a regime microtidale, che sono dette wave dominated (a moto ondoso dominante). Nelle situazioni intermedie si sviluppano sistemi misti o di uno dei due tipi descritti, a seconda delle condizioni locali.

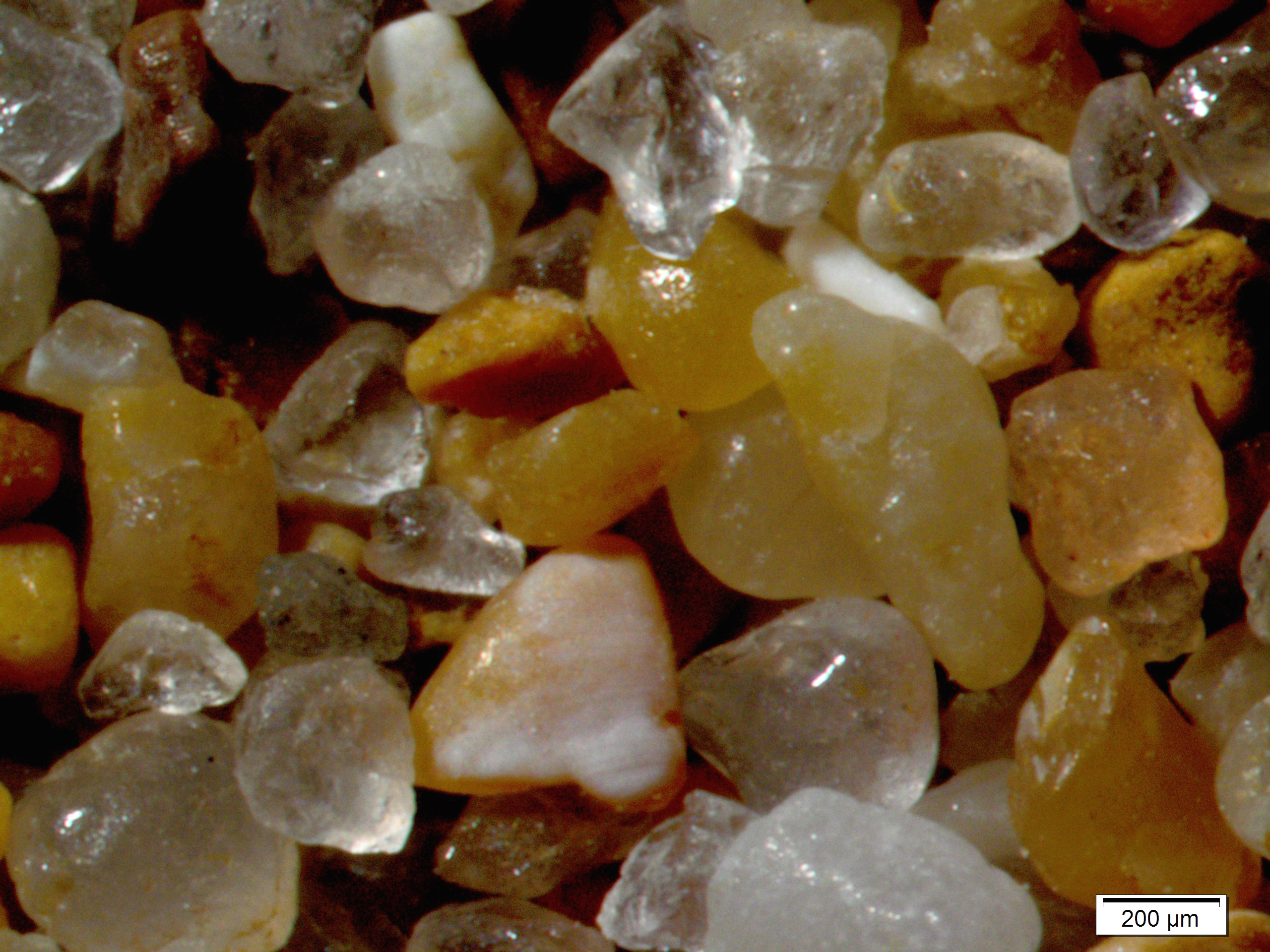
Sabbia di spiaggia (Scala dei Turchi, Sicilia)
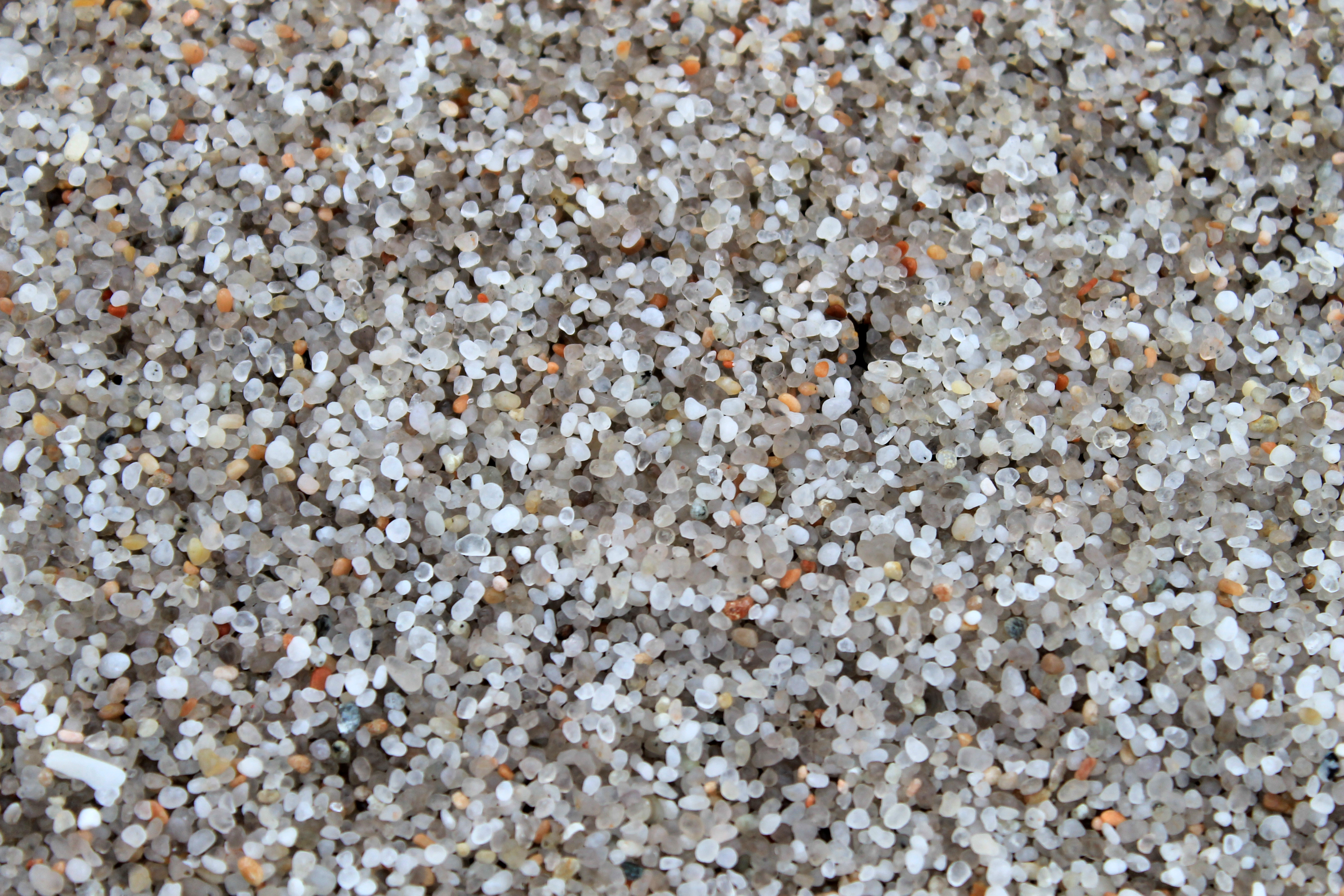
Sabbia di spiaggia prevalentemente quarzosa, ben assortita o classata (cioè con grani equidimensionali) e con elevato grado di arrotondamento.
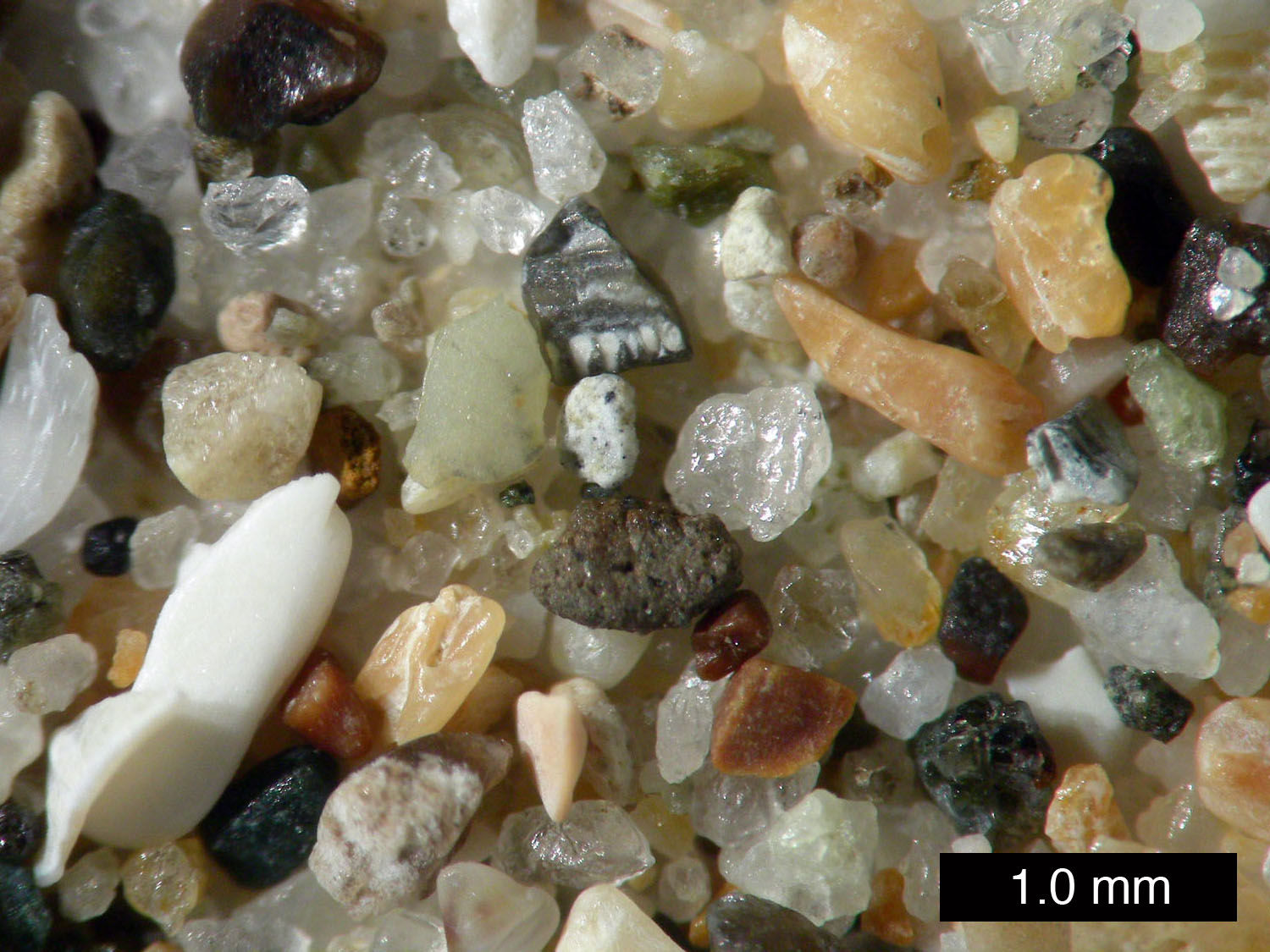
Sabbia di spiaggia a composizione molto varia (prevalentemente cristallina) con grani a spigoli vivi (indice di scarsa rielaborazione del sedimento)
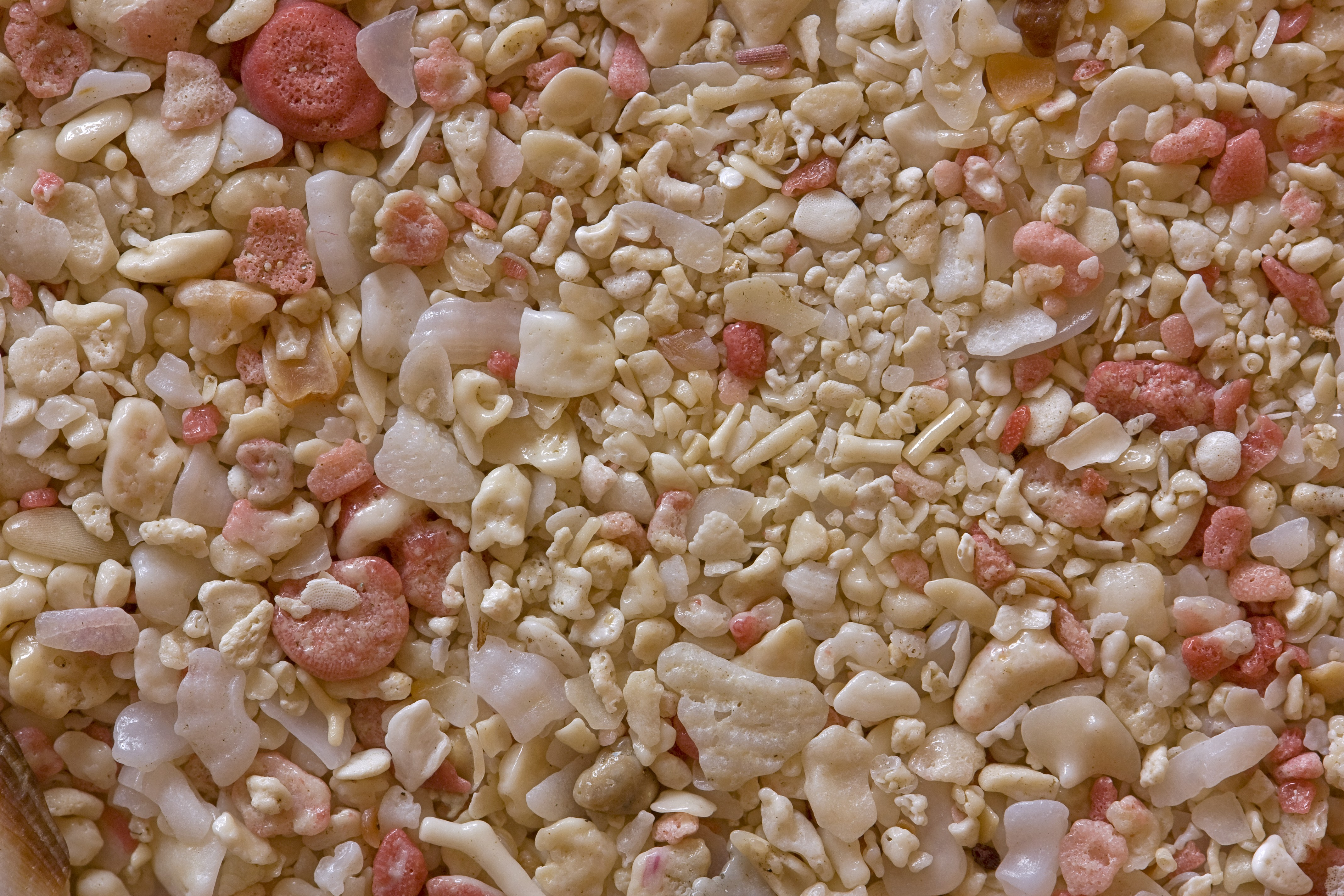
Sabbia carbonatica composta da frammenti di coralli, molluschi, echinoidi e foraminiferi (Isole Bermude), prodotta dallo smantellamento di reef ad opera delle onde.

### Strutture sedimentarie

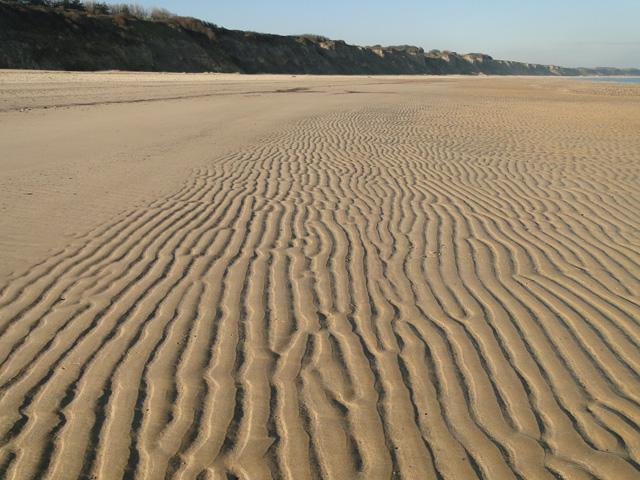
Ripple marks da onda su una spiaggia durante la bassa marea. Dove il fenomeno termina bruscamente sulla sinistra inizia la linea dei frangenti. La battigia di alta marea è visibile poco più in là, sempre sulla sinistra. Oltre, in questo caso, vi è una falesia (costa alta).

Entro la fascia litorale, l'energia del mezzo è massima sulla linea dei frangenti, e diminuisce molto rapidamente verso terra fino alla battigia, mentre tende a diminuire gradualmente verso mare fino alla zona esterna (offshore) in cui l'influenza delle onde è minima o nulla. Si ha quindi in generale una tendenza all'aumento progressivo della granulometria del sedimento dal limite esterno della spiaggia sommersa verso la linea di costa, e contemporaneamente tende ad aumentare la ripidità del profilo costiero all'aumentare dell'angolo di riposo del sedimento stesso.
Al largo troveremo sedimenti fini siltoso-sabbiosi interessati da intensa bioturbazione ad opera degli organismi bentonici. Vi possono essere anche livelli sabbiosi più grossolani con laminazioni ondulate, prodotti da episodi di tempesta durante i quali l'influenza delle onde sul fondale giunge a maggiore profondità. Verso riva vedremo sedimenti sempre più sabbiosi e a granulometria maggiore a causa dell'influenza crescente delle onde e delle correnti, e sempre meno strutture di bioturbazione, sia perché il substrato più mobile ne impedisce la conservazione, sia perché vi sono meno organismi biologici che sopportano la maggiore energia del mezzo; iniziano a comparire ripple marks (ondulazioni di sabbia) a scala sempre maggiore fino a vere e proprie dune subacquee che si esprimono in set di laminazioni oblique separati da superfici di erosione (laminazione incrociata o cross lamination).
In corrispondenza della linea dei frangenti e della massima energia si depongono i sedimenti più grossolani in forma di una barra di allungata parallelamente alla riva e interrotta dai canali di risacca, con laminazioni interne incrociate a vario angolo. Nella zona di battigia, oltre la linea di frangenza, abbiamo le cosiddette onde di traslazione che si muovono verso terra trascinando con sé il sedimento e successivamente si ritirano portando con sé le frazioni granulometriche più fini: in questo contesto si depongono sabbie con l'assortimento più elevato, in lamine planari debolmente inclinate verso mare, disposte in set separati da deboli discordanze angolari. In generale, l'andamento medio della granulometria e dell'assortimento dei clasti riflette un controllo topografico: i sedimenti più grossolani sono in corrispondenza delle barre; quelli meglio selezionati si trovano sulla cresta e sul versante verso mare delle barre stesse, mentre sul versante verso terra e nei truogoli vi sono depositi meno selezionati, come risultato della mescolanza del materiale più grossolano "lanciato" dal moto ondoso oltre le creste delle barre e di materiale fine sedimentato per decantazione durante le fasi di bassa marea. Anche entro i canali scavati dalle correnti di risacca (rip currents) si rinvengono depositi relativamente grossolani.
Nella zona di retrospiaggia i sedimenti sono già rielaborati in parte dal vento, dalle acque meteoriche e dagli organismi subaerei (vegetazione terrestre e animali); vi si possono formare dune eoliche, con caratteri diversi da quelli derivati dai processi marini.; i sedimenti sabbiosi di origine eolica tendono comunque a essere più fini e meglio assortiti rispetto a quelli di spiaggia sommersa, per le diverse caratteristiche del mezzo e del flusso.

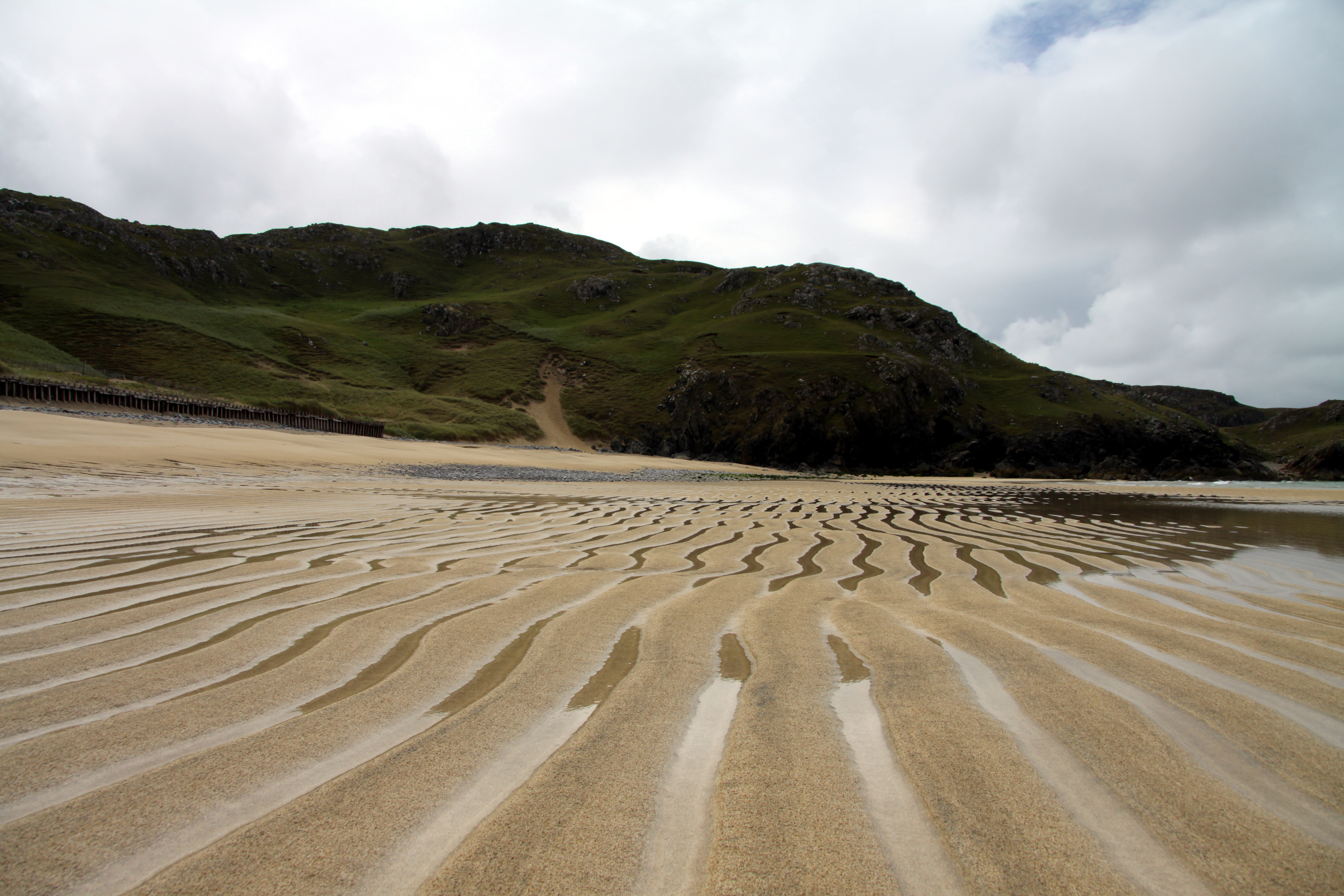
Ripple marks da onda su una spiaggia durante la bassa marea. Queste forme sono generate da correnti bidirezionali di tipo ondulatorio, che formano ondulazioni con creste simmetriche.
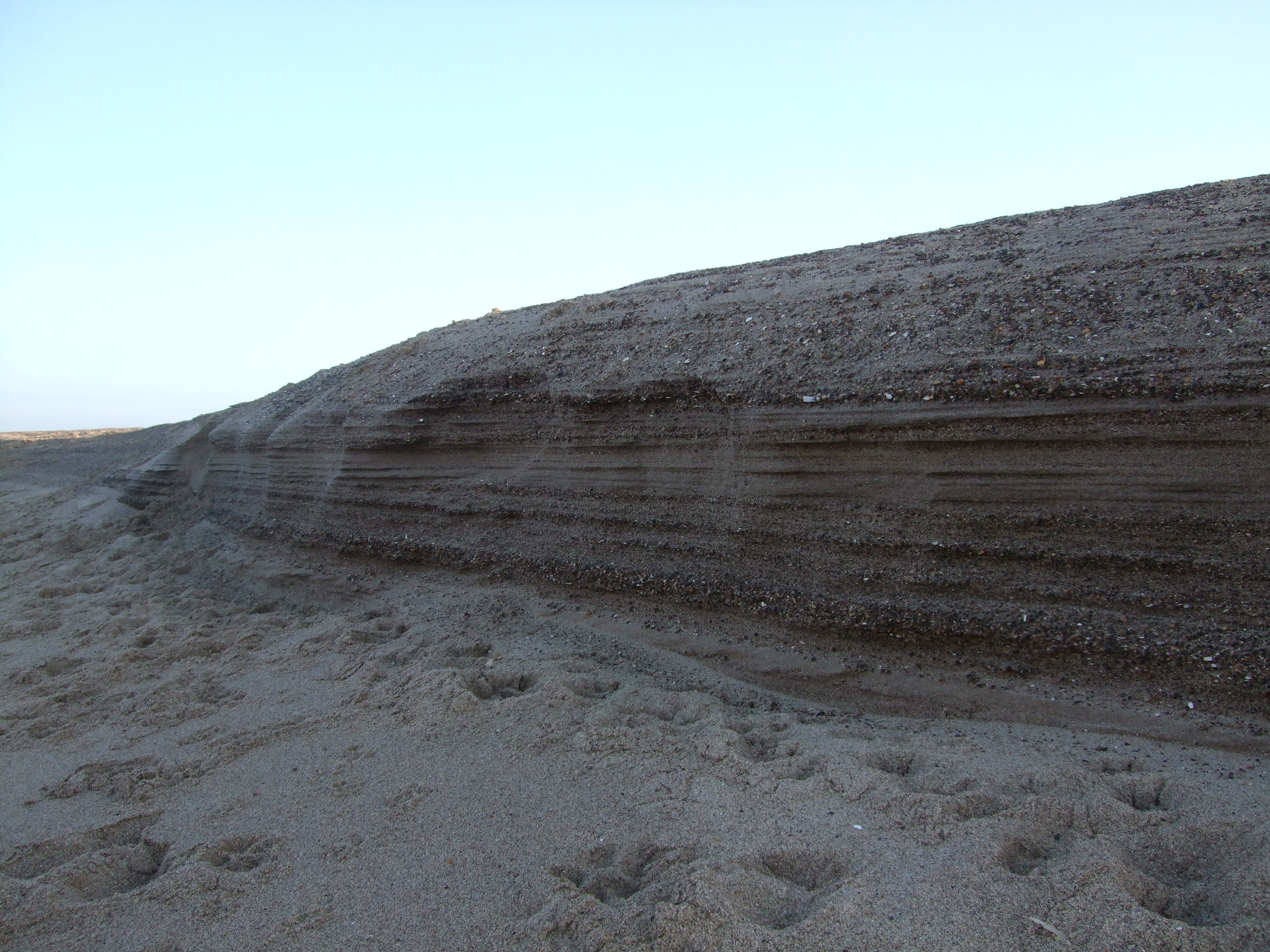
Deposito di spiaggia (di battigia in questo caso) in sezione, composto da sabbie grossolane-ghiaie fini con laminazioni planari disposte in set che si incrociano a basso angolo.
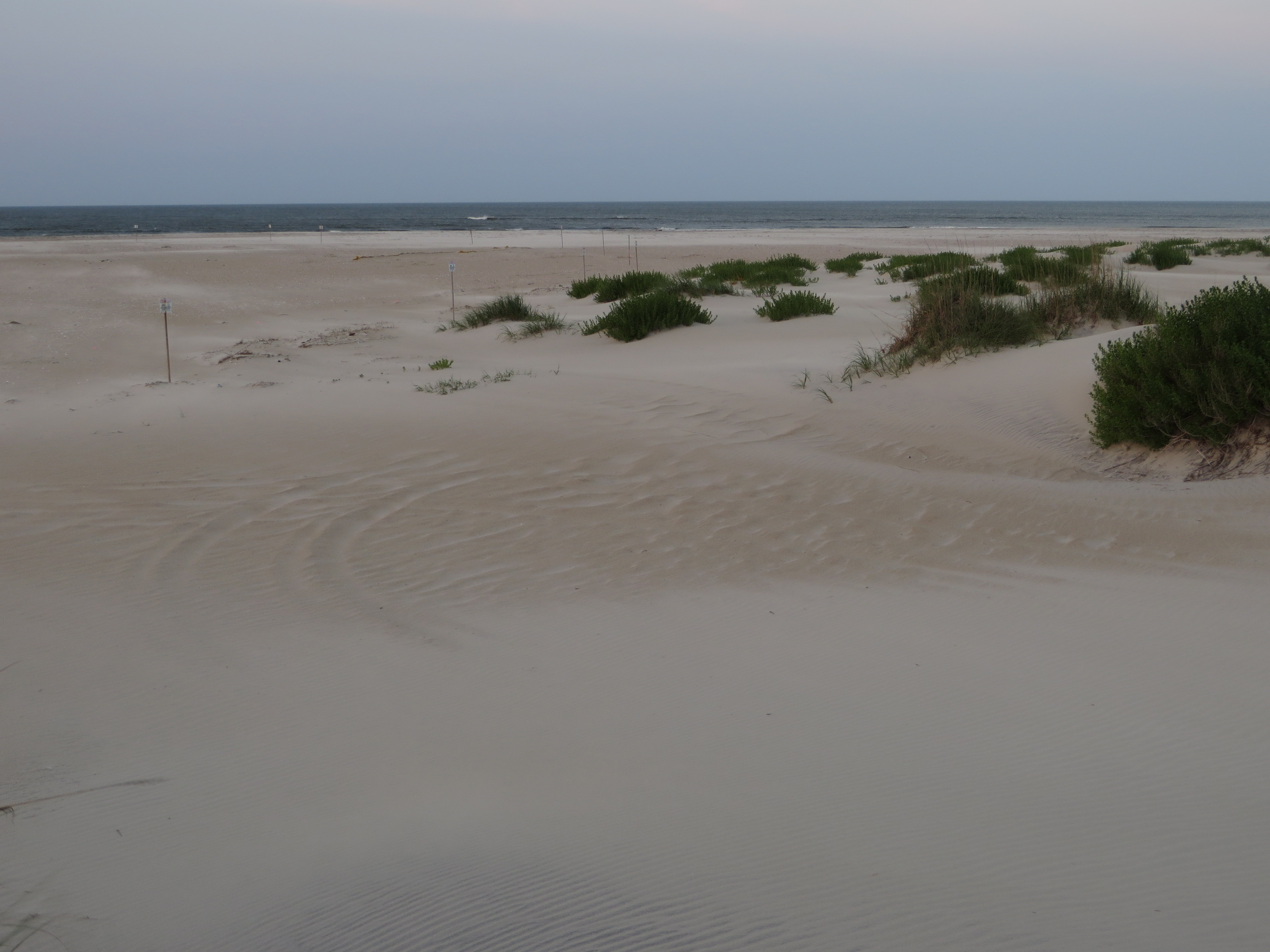
Area di retrospiaggia con dune parzialmente colonizzate da vegetazione.
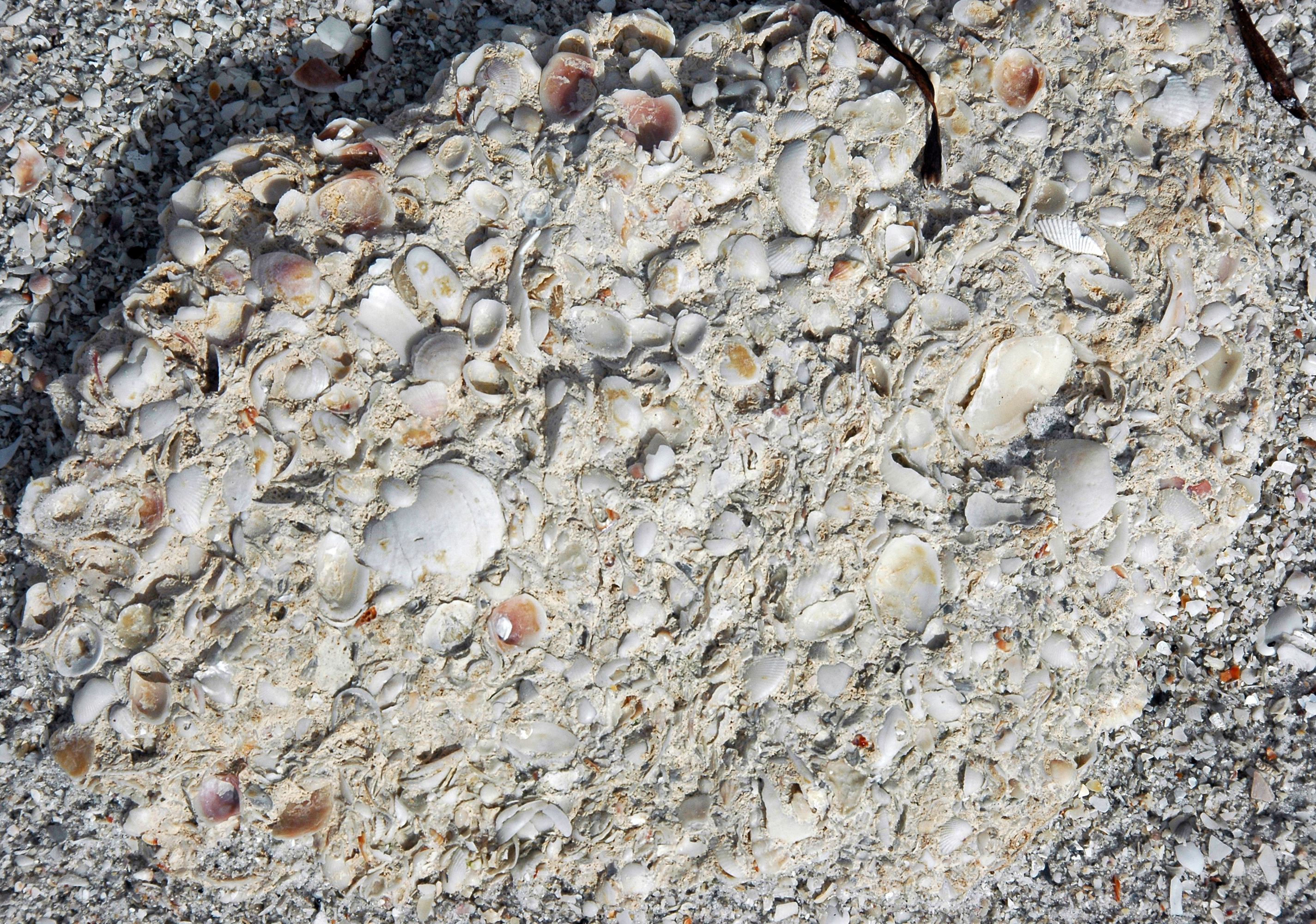
Accumulo di molluschi fossili in facies di spiaggia (Pleistocene-Olocene). Florida.

### Morfologia e morfodinamica
Le spiagge possono impostarsi direttamente al limite della terraferma o su un cordone litorale (spiaggia-barriera). In quest'ultimo caso, la spiaggia delimita spesso verso mare un ambiente protetto (una laguna o una piana di marea). Ove l'azione delle correnti lungo-costa è attiva, in presenza di promontori, baie e isole costiere si possono formare frecce litorali, cioè cordoni di sedimento che si protendono verso mare, deposti dall'azione della corrente che per inerzia tende a "proseguire" verso mare senza seguire esattamente il limite della costa, espandendosi e rallentando, deponendo quindi parte del carico di sedimento. Si forma quindi dapprima una barra sommersa (una "secca") che poi, per progressiva accrezione di materiale, tende a emergere come spiaggia vera e propria. Nel caso di isole o scogli a poca distanza dalla costa, le frecce litorali possono unire il continente all'isola stessa formando dei tomboli. Questi ultimi possono essere formati anche dalla diffrazione delle onde intorno isole o scogli posti vicino alla costa: i fronti d'onda, rallentati dalle acque basse in prossimità di uno di questi ostacoli, tendono a inflettersi ("piegarsi") intorno allo stesso; questo provoca la concentrazione dell'energia delle onde sulla sponda verso mare, che dà origine a fenomeni di erosione, mentre determina una convergenza di correnti longshore, con trasporto e accumulo di materiale, sulla sponda verso la costa. Nello spazio tra l'isola e la costa si determinano fenomeni di interferenza tra i fronti d'onda diffratti, che rallentano lo spostamento delle masse d'acqua e favoriscono ulteriormente la deposizione e l'accumulo di materiale. Alle spalle di frecce litorali e tomboli si creano aree protette dall'azione diretta delle onde, con formazione talora di stagni e lagune.
Al modellamento della costa contribuisce il fenomeno della rifrazione dei fronti d'onda, causato dall'irregolarità della linea costiera. Quando un fronte d'onda si avvicina a una costa con morfologia irregolare (ad esempio a baie e promontori), l'onda inizia a interagire con il fondale prima nelle zone più "sporgenti" della costa (e viene quindi "frenata" dall'attrito col fondo), e dopo in corrispondenza delle "rientranze". Questo provoca una inflessione del fronte dell'onda, che tende a convergere sulle sporgenze della costa, dove l'energia dell'onda si concentra, e a divergere in corrispondenza delle rientranze, dove l'energia tende a disperdersi. La conseguenza è che l'erosione si concentra sui tratti sporgenti della costa (i promontori) da cui il sedimento viene eroso e trasportato verso le zone ad energia minore (le baie), dove tendono a formarsi le spiagge. In questo modo l'azione del moto ondoso tende a regolarizzare la linea di costa. Quando la costa è rocciosa e caratterizzata da disomogeneità litologiche e linee di debolezza (ad esempio superfici di stratificazione, fratture o faglie), questi fenomeni di diffrazione possono arrivare a isolare elementi della falesia generando forme d'erosione come faraglioni o archi naturali.

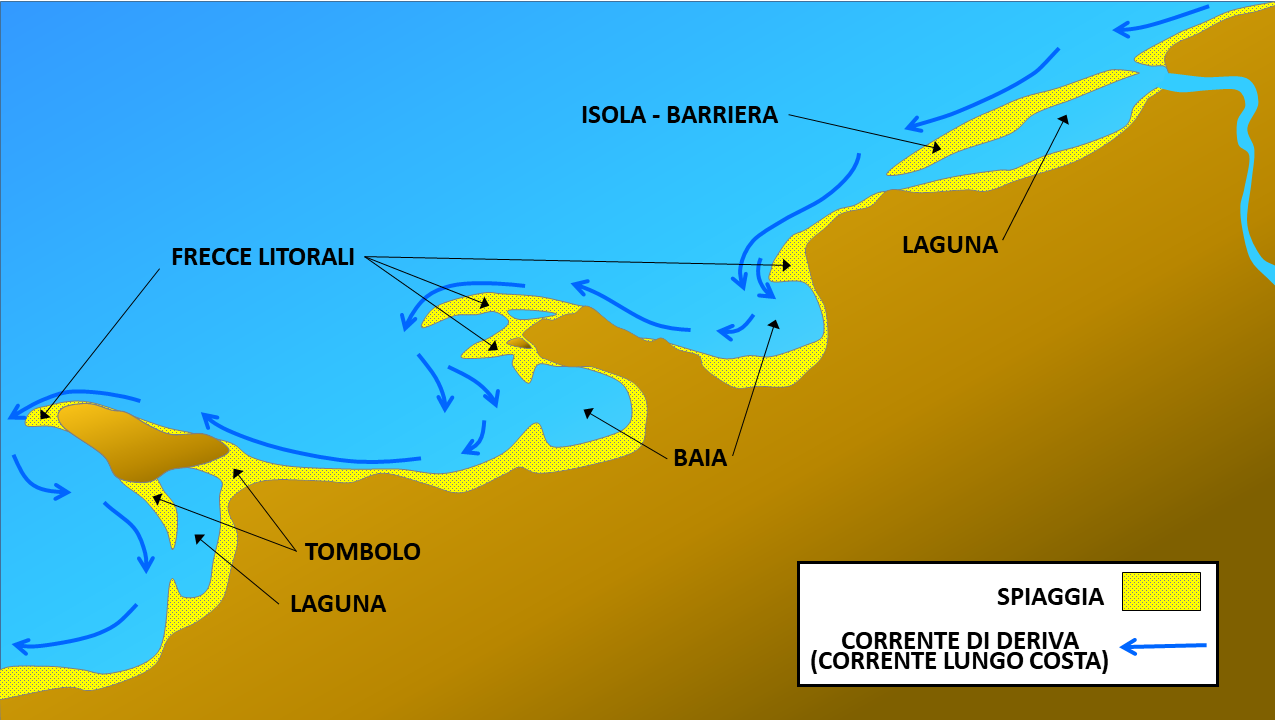
Schema dei principali elementi di morfologia costiera relativi ai sedimenti di spiaggia.
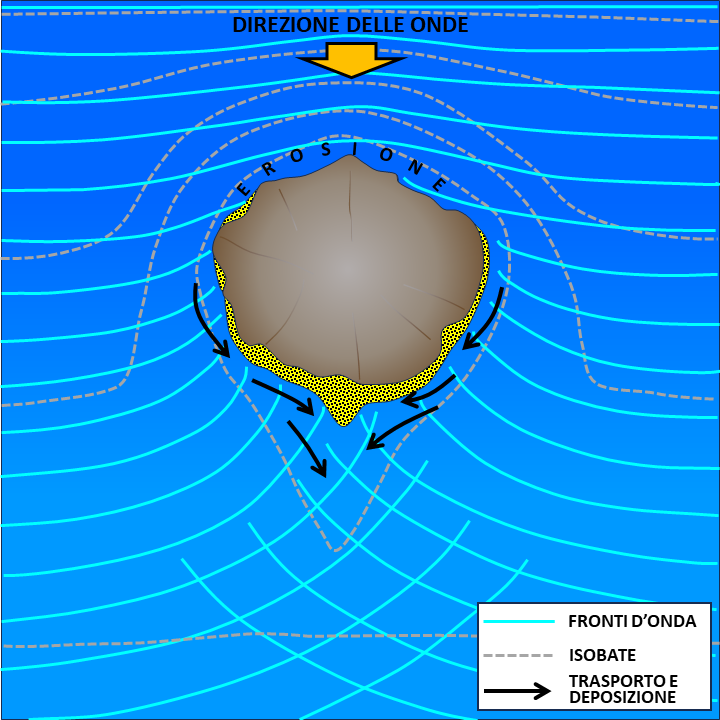
Pattern di rifrazione / diffrazione e di interferenza di fronti d'onda generati dalla presenza di un'isola vicino alla costa. Formazione di un tombolo sul lato sottoflutto di un'isola. Spiegazione nel testo.
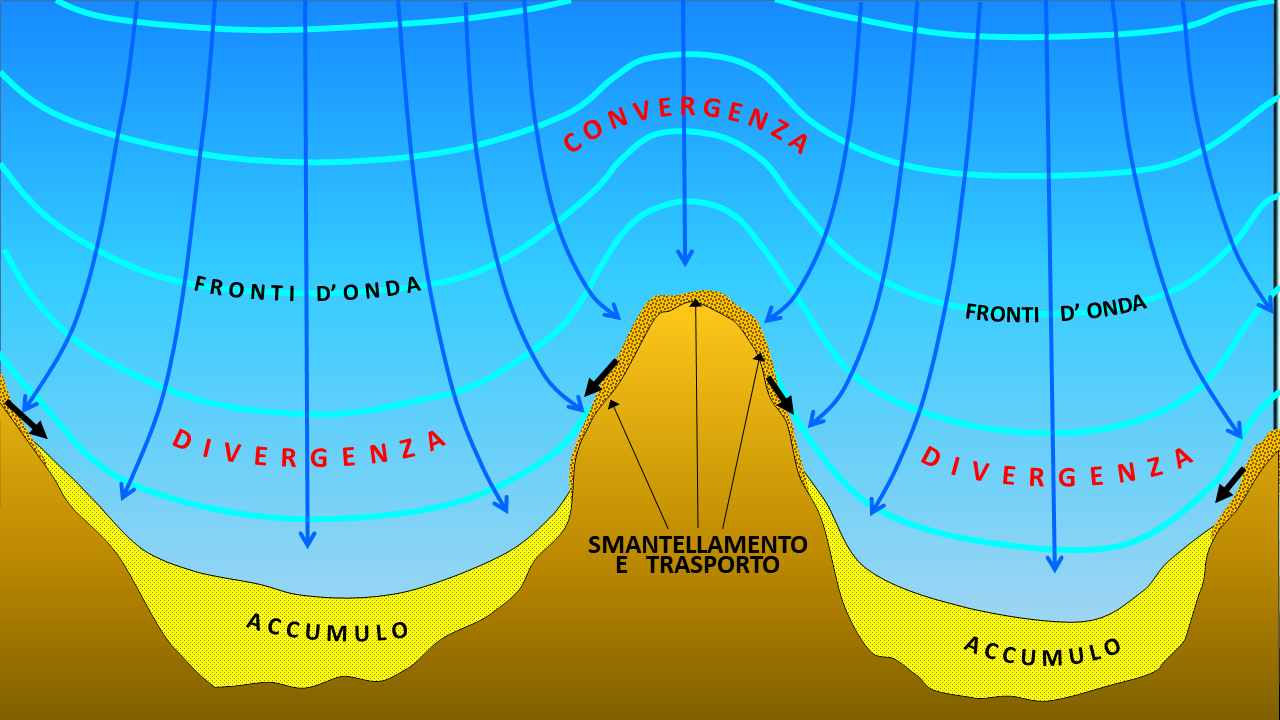
Esempio di rifrazione dei fronti d'onda per opera della fisiografia costiera. L'energia delle onde si concentra sulle parti sporgenti, erodendole, mentre nelle parti con energia minore vi è sedimentazione.

L'estensione in ampiezza e il profilo trasversale delle spiagge variano in funzione del regime del moto ondoso e delle correnti costiere. In generale i sistemi di spiaggia comprendono due grandi categorie:
- sistemi riflettivi: spiagge tendenzialmente strette e con andamento lineare, profilo trasversale ripido e granulometria del sedimento più elevata, con berme accentuate: si formano quando l'azione del moto ondoso è prevalente, con onde più corte; si tratta di spiagge di tipo accrezionale (in cui prevale la sedimentazione);
- sistemi dissipativi: spiagge ampie, con inclinazione molto bassa e sedimenti più fini rispetto al tipo precedente, che si formano con onde più lunghe; sono sistemi prevalentemente erosionali a causa della maggiore mobilizzazione del sedimento nella zona situata tra la linea dei frangenti e la battigia.

Questa terminologia è in relazione con l'energia dei fronti d'onda incidenti, che nel primo caso viene riflessa dalla costa (le onde si frangono direttamente sulla costa a breve distanza dalla battigia con tutta la loro energia, che viene riflessa verso l'esterno), mentre nel secondo caso l'energia viene assorbita ("dissipata") entro l'ampia zona a bassa profondità (dalla linea dei frangenti alla battigia), la cosiddetta "zona del surf", in cui le onde cedono gradualmente la propria energia con moto turbolento; la linea dei frangenti in questi ultimi sistemi può essere a partire da varie decine fino ad alcune centinaia di metri di distanza dalla riva. Lo sviluppo di sistemi dissipativi è favorito sulle coste dove si ha ampia escursione di marea (regime macrotidale). La maggior parte dei sistemi di spiaggia tende ad essere intermedia tra questi estremi. Tuttavia, lo stato morfodinamico di un sistema di spiaggia può variare in funzione del regime del moto ondoso, da riflettivo nei periodi di tempo buono e con i minimi delle maree a dissipativo durante le tempeste (perché le onde sono più alte e si frangono prima interagendo col fondale) e durante i massimi di alta marea. Ovviamente, il regime del moto ondoso non è il solo elemento che influisce sulla morfologia, ma anche la disponibilità di sedimento per i processi relativi all'ambiente e la sua tipologia. La morfologia e la morfodinamica delle spiagge hanno comunque un notevole impatto sull'ecosistema che si imposta sulla spiaggia, sull'uso antropico e sulla strategia di difesa costiera da adottare.

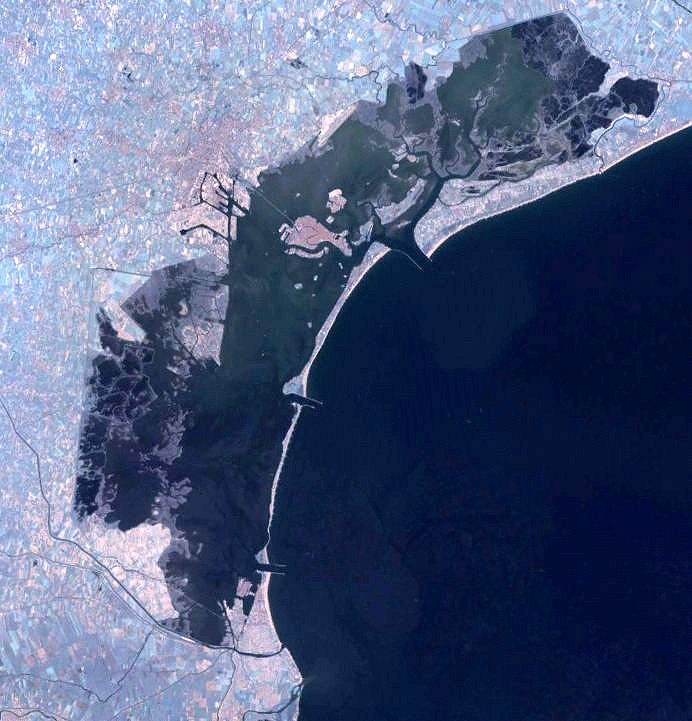
Cordone litorale (isola-barriera) che protegge la Laguna di Venezia.
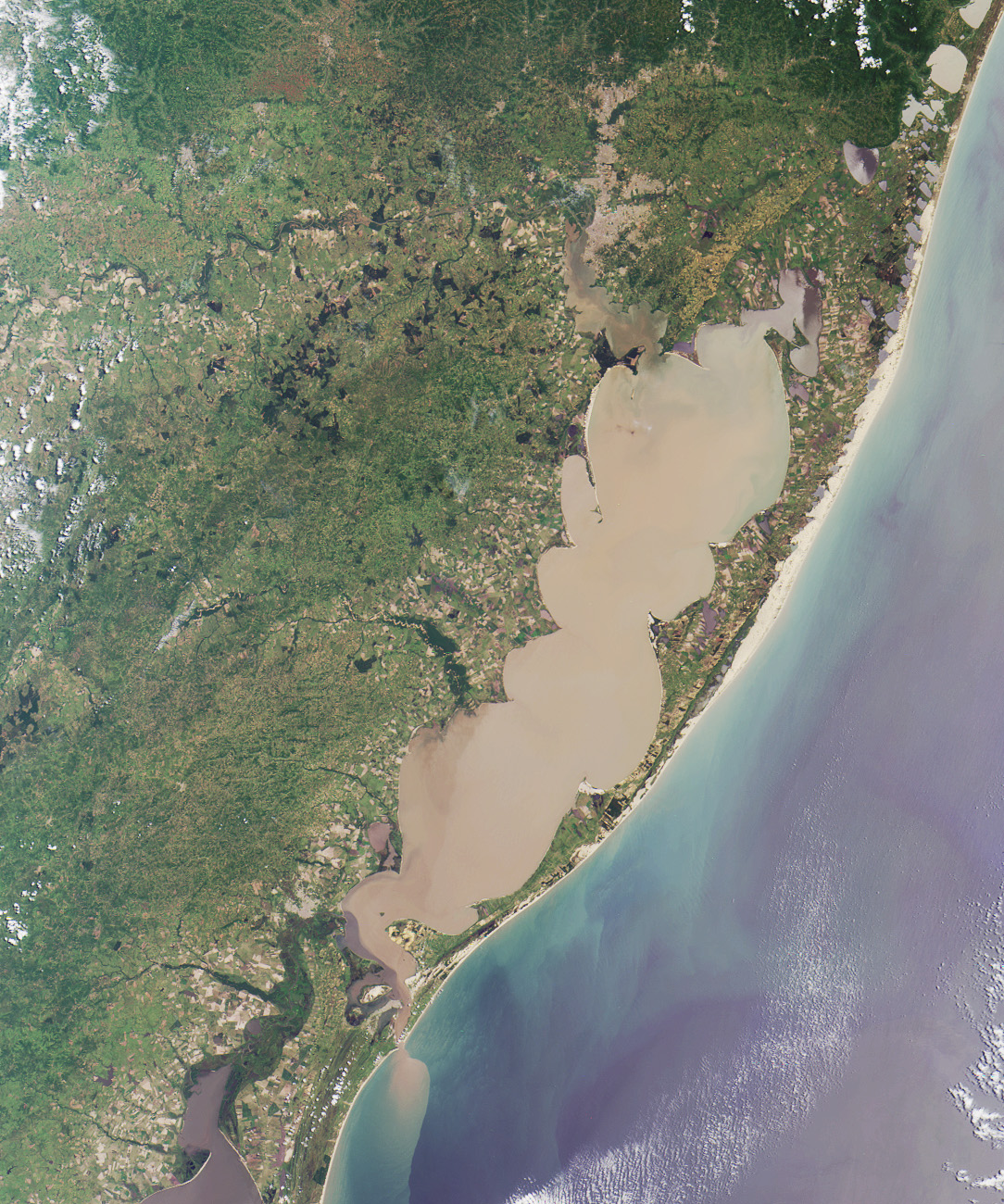
Cordone litorale. Le acque della laguna sono molto più torbide rispetto a quelle marine per la presenza della foce di un fiume (Brasile, Rio Grande do Sul).
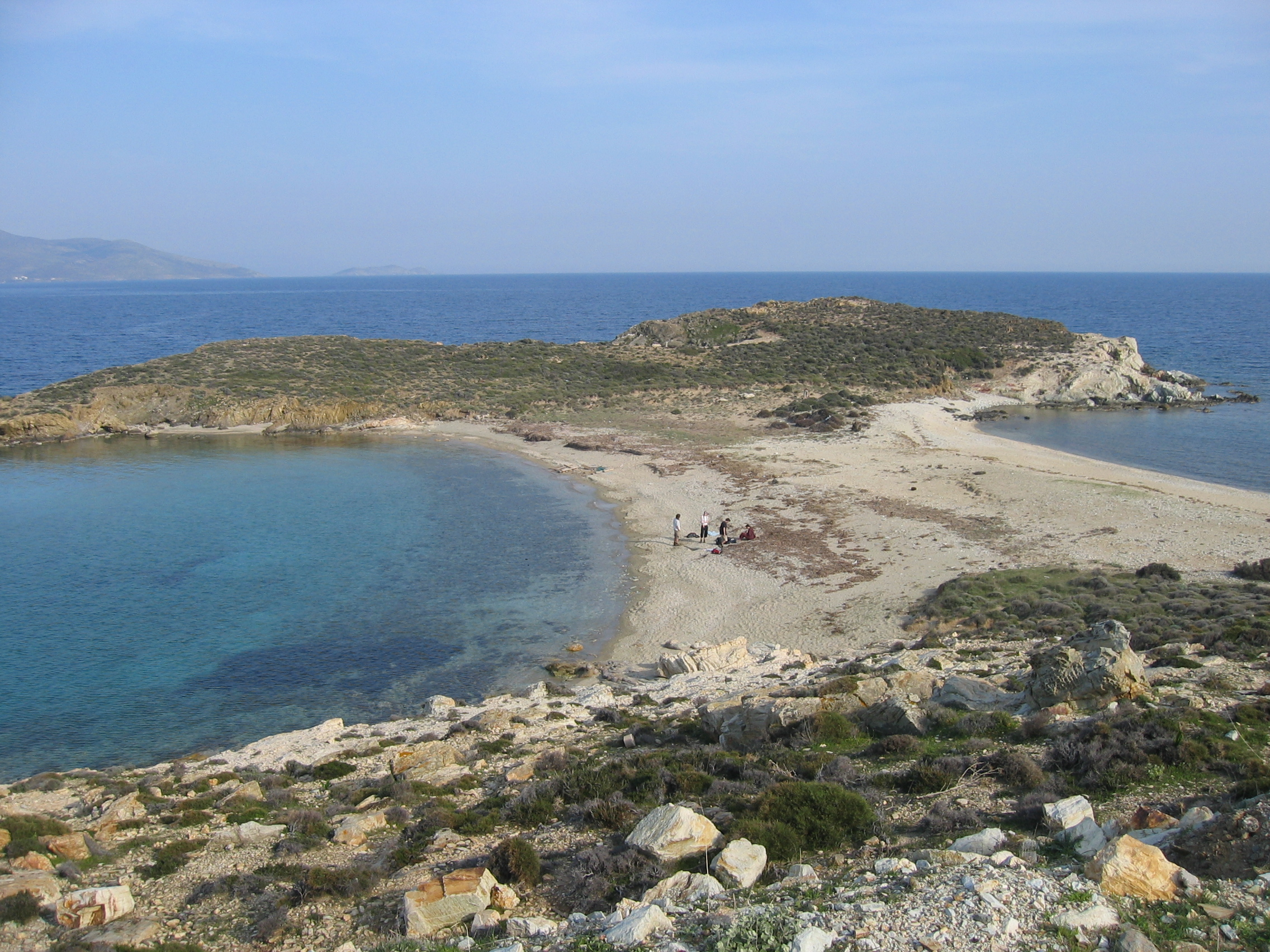
Tombolo (Eubea, Grecia)
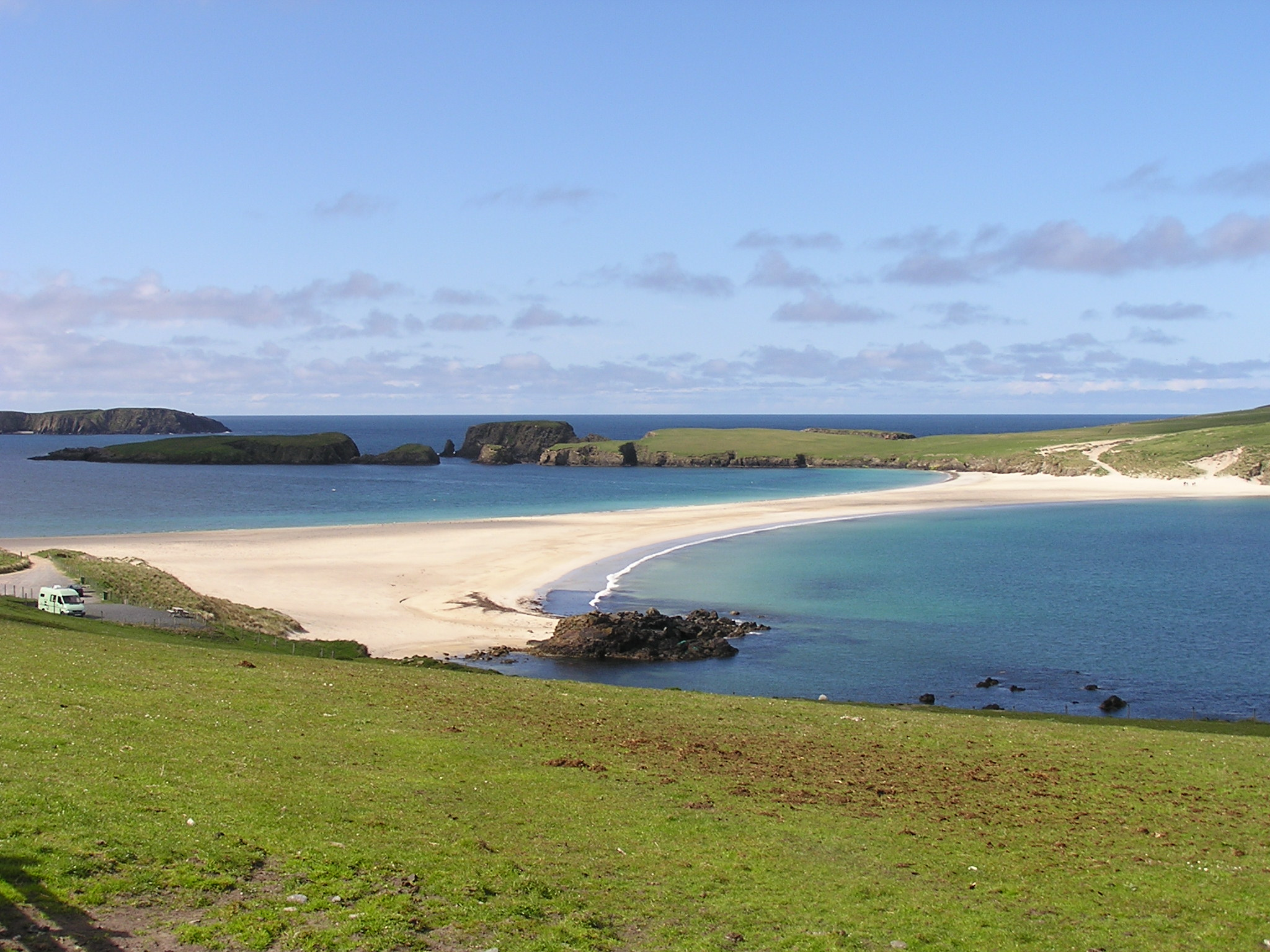
Tombolo (Isole Shetland).
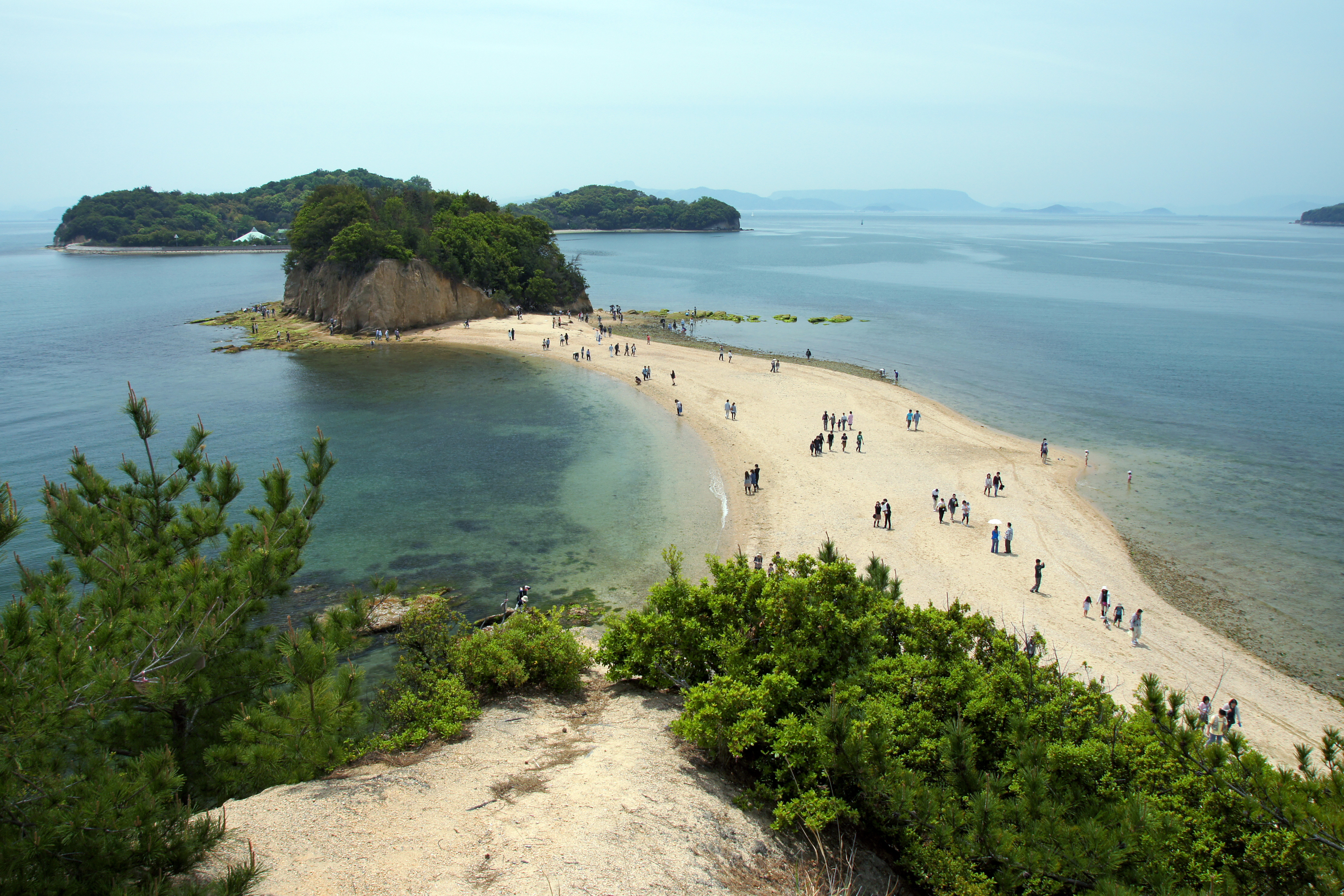
Tombolo (Giappone).
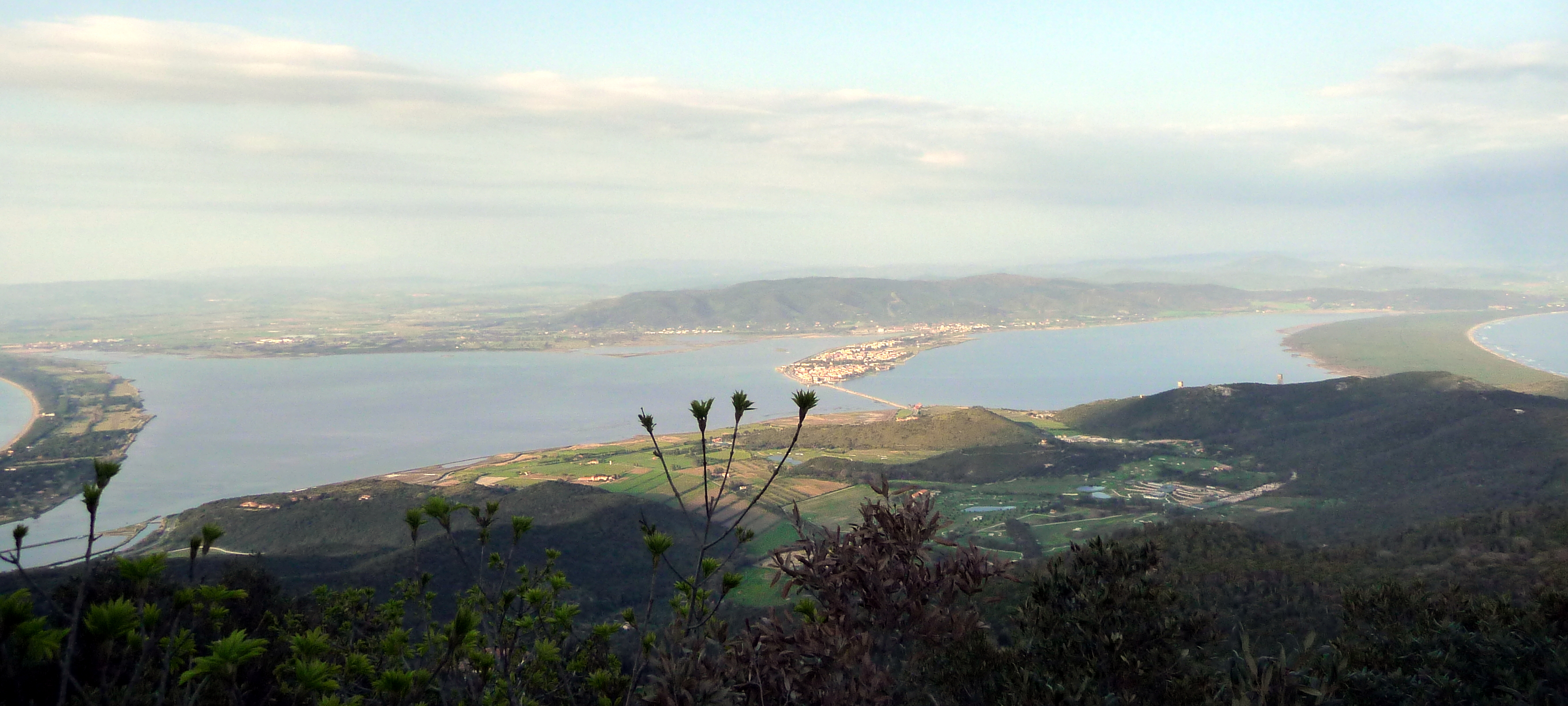
Laguna di Orbetello (delimitata dal tombolo che unisce l'Argentario alla costa della Toscana)
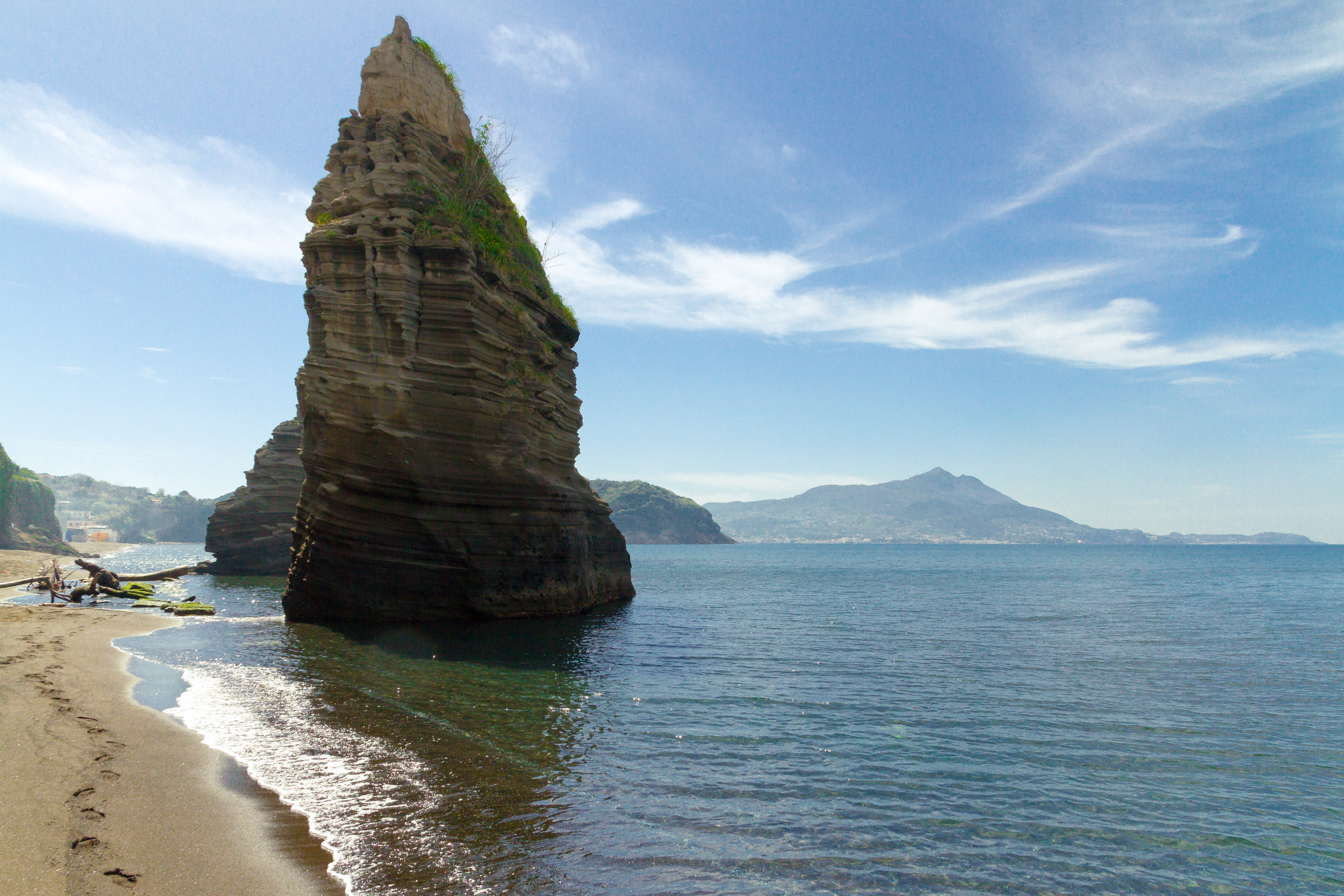
Faraglioni (Procida).
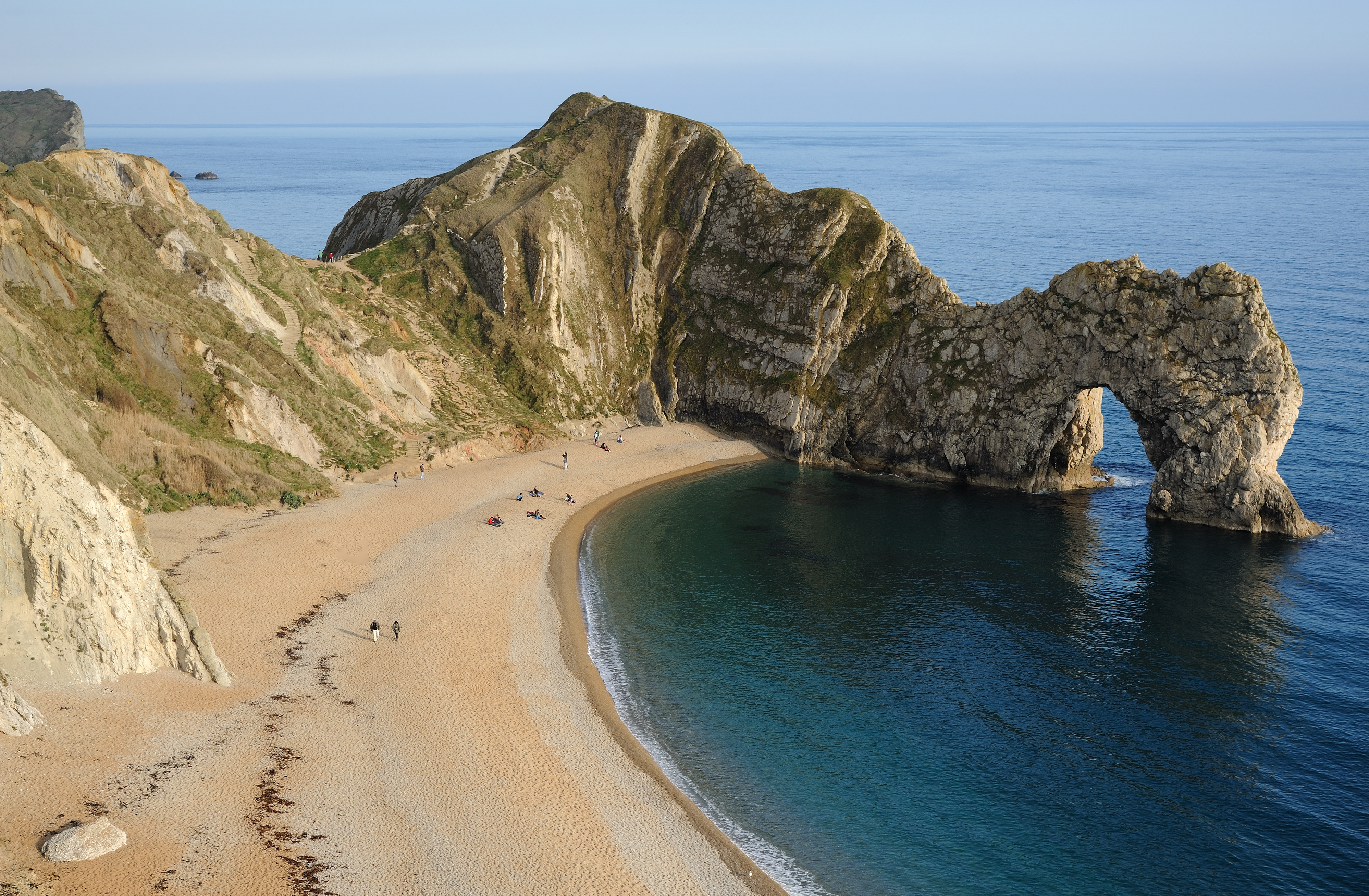
Arco naturale (Inghilterra, costa del Dorset).
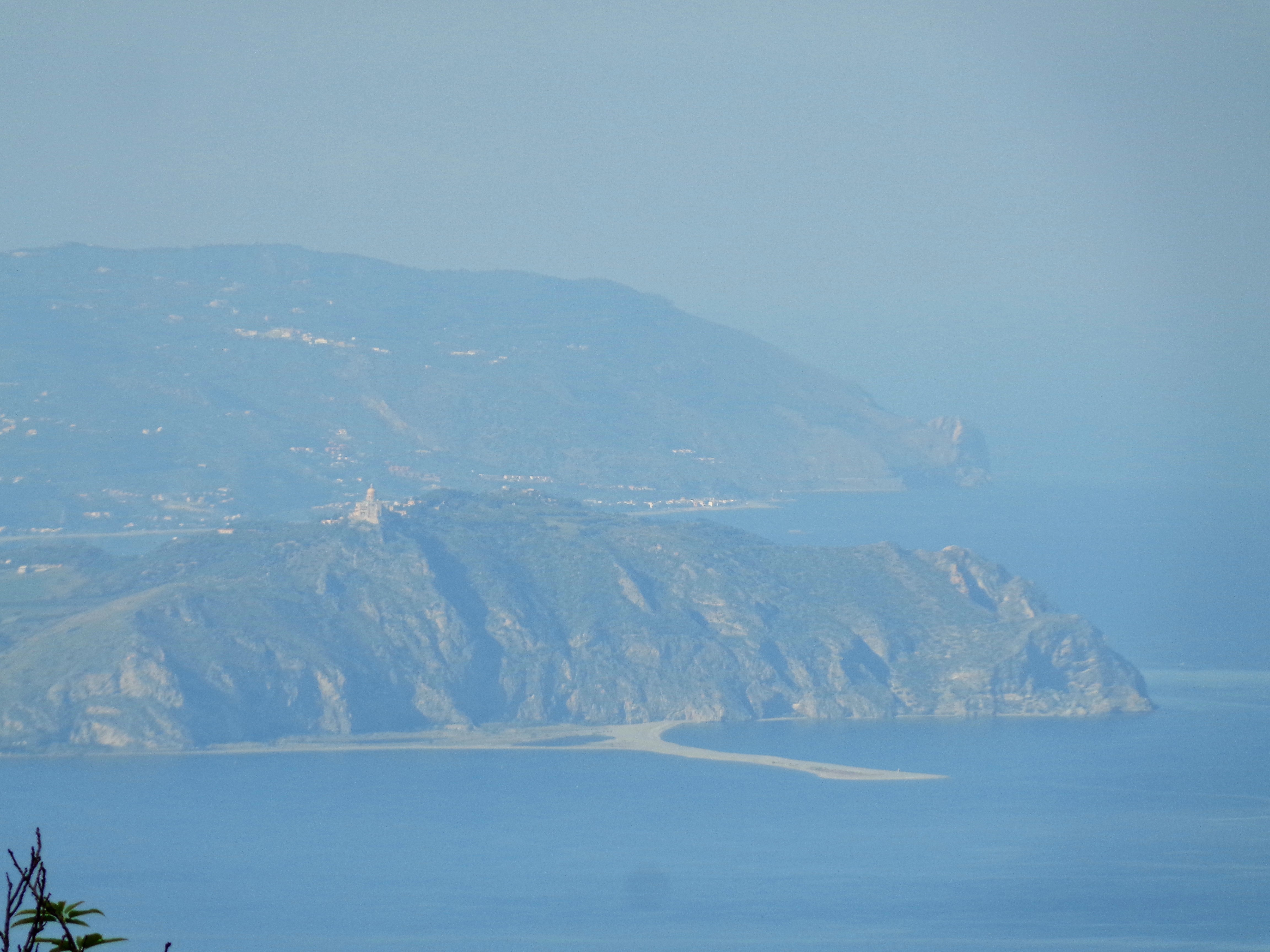
Tipica "freccia litorale" formata da correnti di deriva che isola pozze d'acqua salata e piccoli bracci di mare (i Laghetti di Marinello - Tindari, Sicilia).
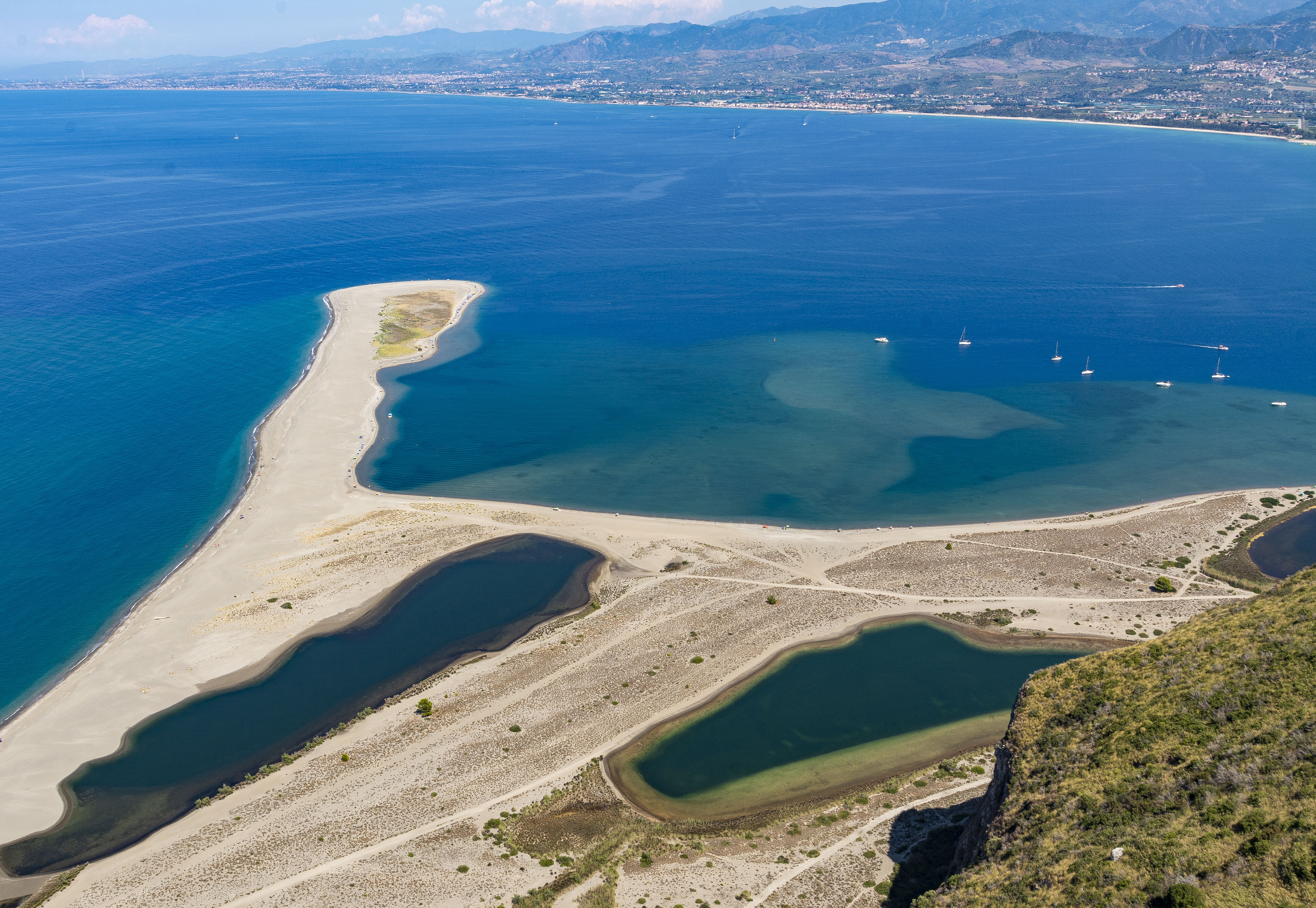
Veduta dei Laghetti di Marinello e dei relativi cordoni litorali.
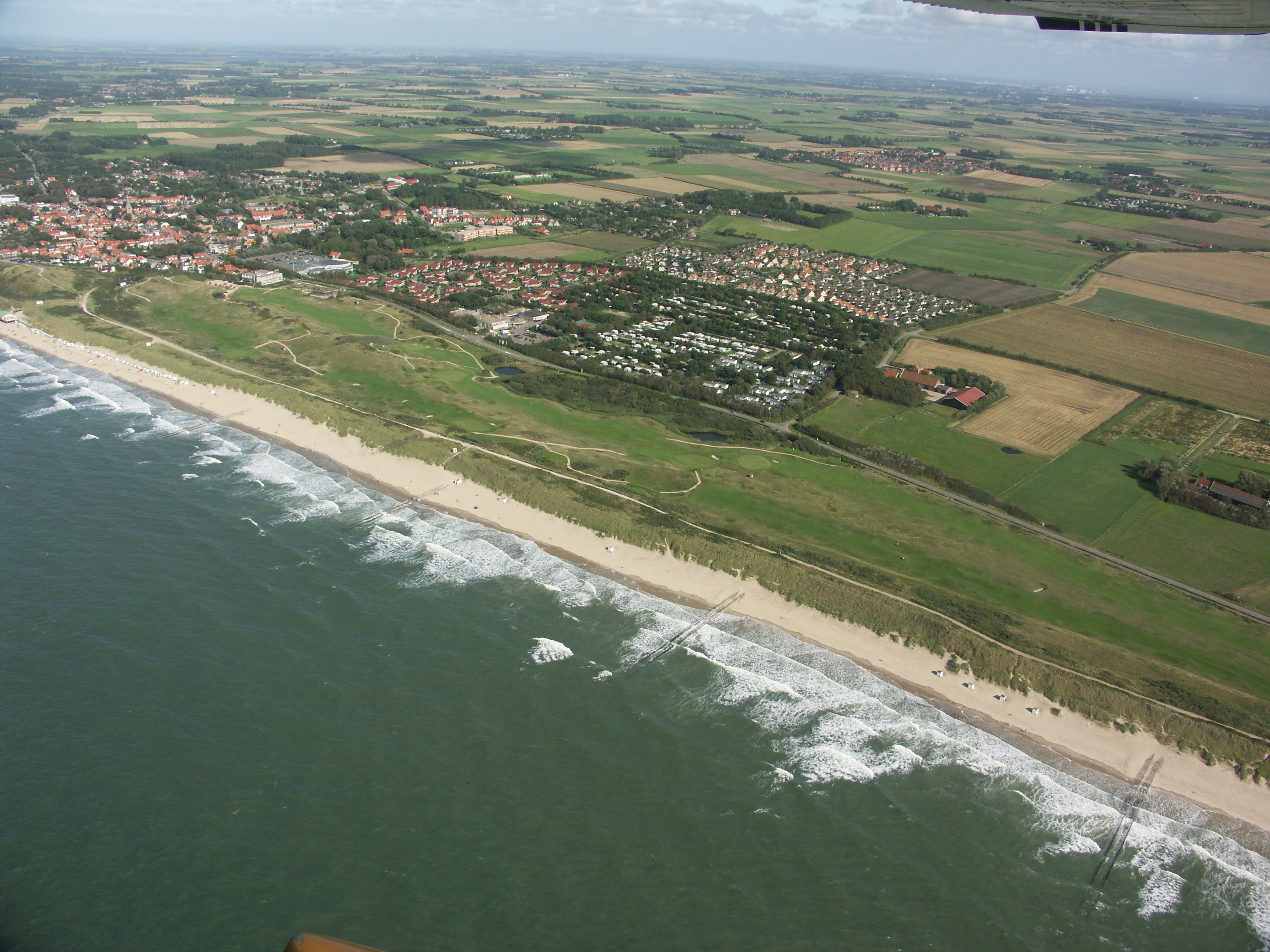
Spiaggia di tipo riflettivo, stretta e ripida, con zona dei frangenti sotto riva.
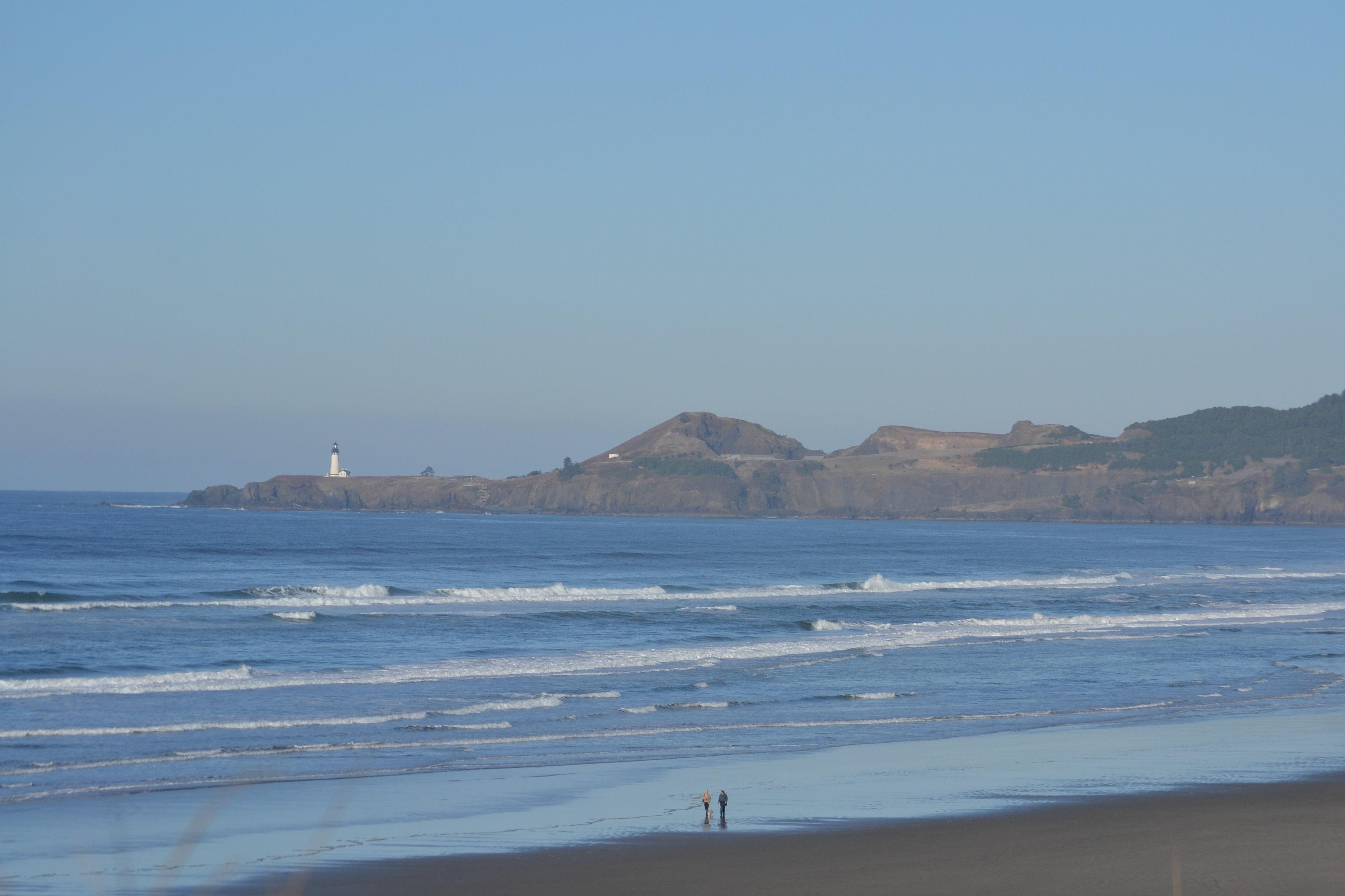
Spiaggia di tipo dissipativo, con zona di trasferimento (dalla linea dei frangenti alla battigia) ampia diverse decine di metri.

## Storia geologica

### Le origini
Depositi costieri di spiaggia sono presenti sulla superficie del nostro pianeta da quando vi è stata acqua allo stato liquido con aree continentali stabili e aree oceaniche differenziate, le cui prime evidenze sono datate sicuramente a 3,7 Ga e dubitativamente fino a 4,4 Ga. Le rocce più antiche sulle quali è possibile riconoscere i pattern sedimentari dei depositi originari (nonostante un metamorfismo di basso grado) fanno parte delle cosiddette greenstone belt, presenti al nucleo dei principali cratoni continentali, in cui sono stati riconosciuti ambienti sedimentari che vanno da continentali (conoide e piana alluvionale), marino marginali (delta-conoide, depositi costieri con influenza di moto ondoso), fino a torbiditi di mare profondo; questi primi sedimenti avevano una forte componente vulcanoclastica e sono intercalati con frequenti livelli di natura vulcanica (lave, piroclastiti). Il più antico esempio documentato di area costiera a sedimentazione terrigena risale a 3,0-2,7 Ga, è situata nel Cratone del Kaapvaal, in Sudafrica, e corrisponde ad una vasta baia ampia centinaia di chilometri soggetta ad apporti terrigeni da pianure costiere fluviali, delimitata verso mare da una costa con forte influenza tidale nella parte più interna e dominata dall'influenza di onde (con fronti d'onda obliqui rispetto alla linea di costa) e correnti geostrofiche nella parte più esterna, con pattern sedimentario da trasgressivo nella parte inferiore a regressivo nella parte superiore.

### Variazioni nel tempo

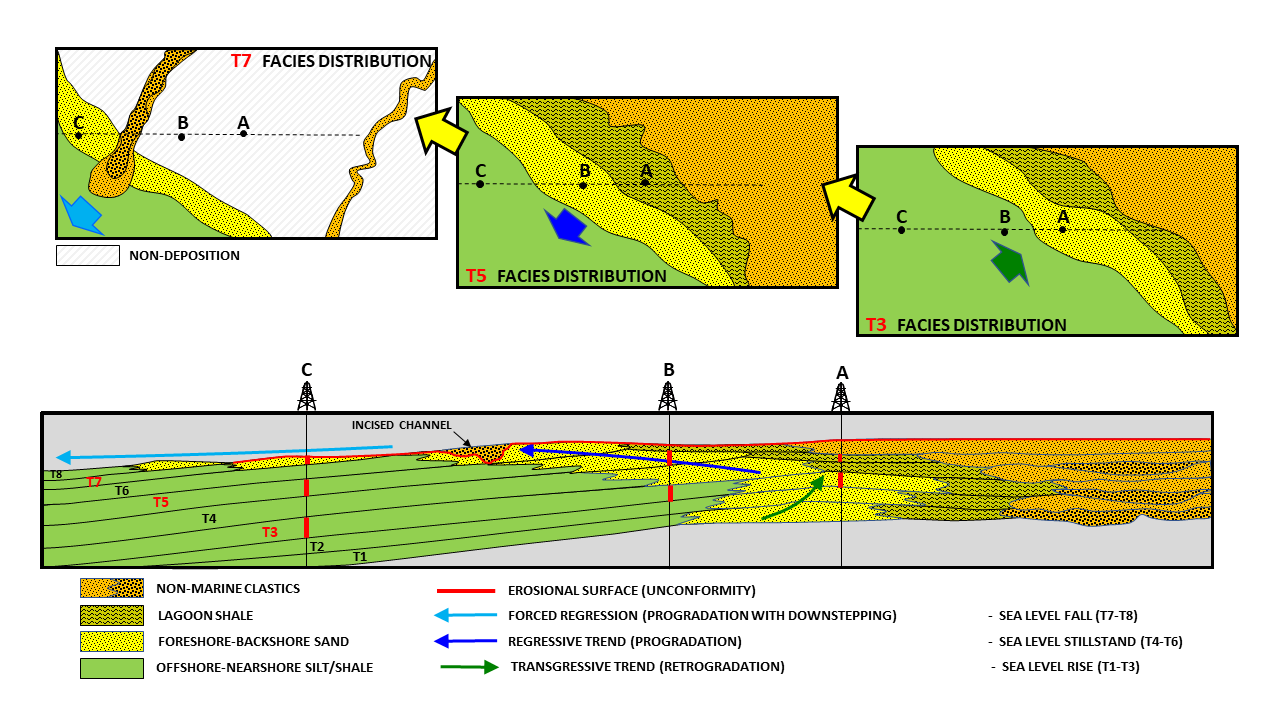
Schema generale (non in scala) che illustra la migrazione delle facies deposizionali in fasi trasgressive e regressive del livello del mare entro una sequenza stratigrafica di sottosuolo ideale. Sono rappresentate le mappe di facies relative alle unità deposizionali corrispondenti ai tempi T3 e T5. Al tempo T3 abbiamo il massimo della trasgressione marina, le facies marine costiere nella posizione più interna verso il continente. Al tempo T5 siamo in una fase regressiva in cui le facies di spiaggia (e la linea di costa) si sono spostate verso mare. Quindi in corrispondenza delle unità T3 e T5 i pozzi A, B e C attraverseranno facies diverse. Le unità corrispondenti ai tempi T7-T8 si depongono sulla costa durante un brusco abbassamento del livello marino (regressione forzata) e corrispondono verso terra ad una superficie di erosione (unconformity); verso terra durante questo tempo avremo prevalentemente non-deposizione, ad eccezione di valli incise da corsi d'acqua in cui possono accumularsi sedimenti fluviali e deltaici. Il canale inciso al di sopra della superficie di erosione apparterrà alle unità-tempo T7-T8, anche se lateralmente risulta contiguo alle facies di spiaggia dell'unità T6.

La linea di costa è soggetta a cambiamenti a lungo termine (migliaia-milioni di anni), a causa delle variazioni relative e assolute del livello del mare (cicli eustatici) dovute ai cambiamenti climatici, alla subsidenza naturale e alla tettonica. Nel record stratigrafico sono riconoscibili cicli trasgressivo-regressivi che si esprimono come variazioni di facies sedimentologica, a loro volta legate alle variazioni degli ambienti sedimentari; in sintesi:

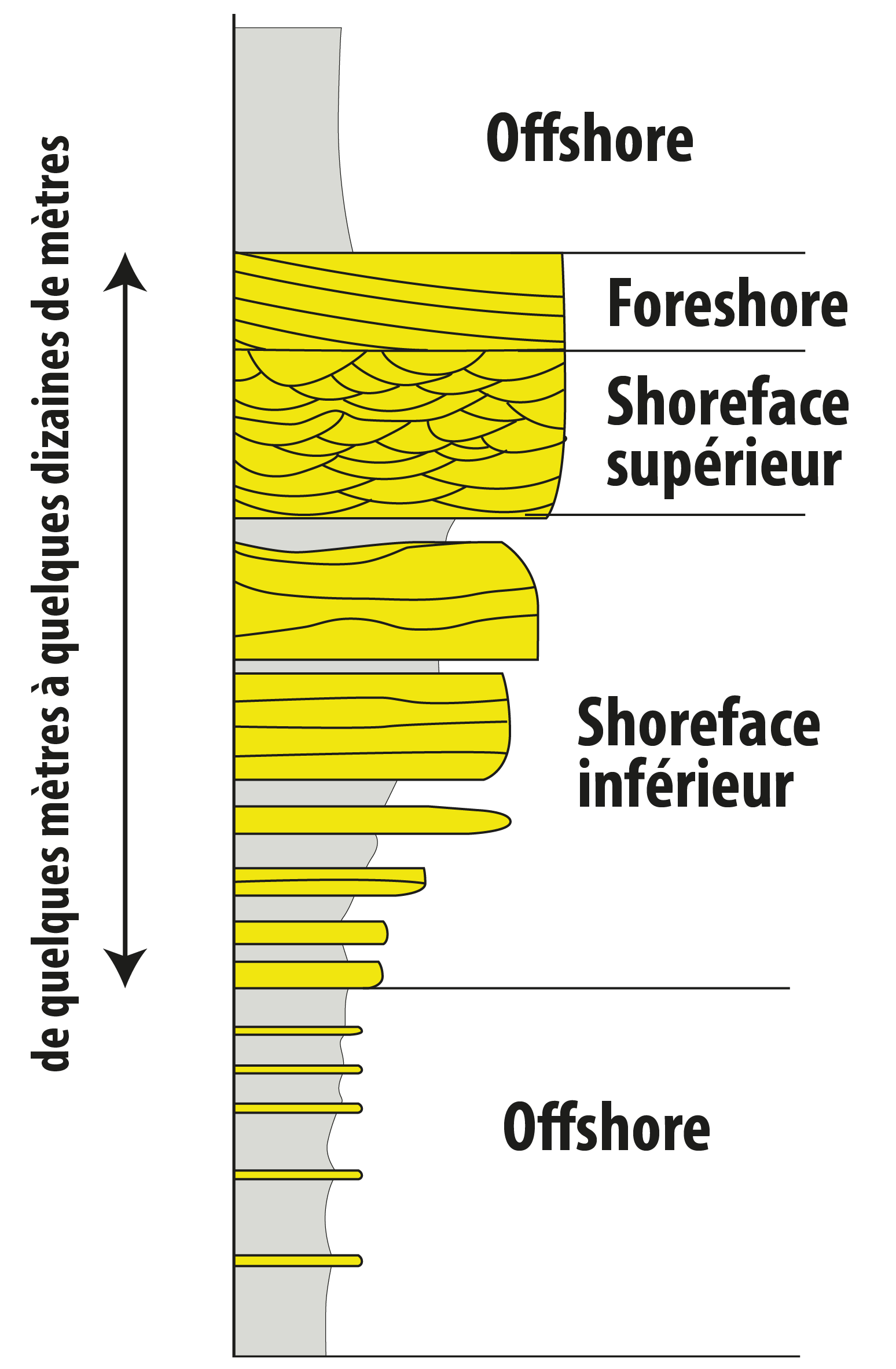
Sezione stratigrafica di una sequenza marino-marginale regressiva. Dal basso abbiamo sedimenti di offshore argilloso-siltosi con sporadici livelli di sabbia, cui seguono depositi di shoreface (sabbie con laminazioni oblique/incrociate) e infine depositi di foreshore con laminazioni planari verso mare.

- si ha una trasgressione marina quando il livello del mare subisce un incremento relativo e il mare tende a sommergere un tratto più o meno esteso di costa. Di conseguenza, le facies di spiaggia e la linea di costa si spostano gradualmente verso l'interno del continente (retrogradazione) e ove prima vi erano facies di spiaggia si depongono termini a granulometria più fine di ambiente più profondo. Sulla verticale quindi alle facies sabbiose ad alta energia di spiaggia succederanno facies più fini di spiaggia esterna e di piattaforma continentale.
- si ha una regressione marina quando il livello del mare è stazionario (o varia debolmente) in presenza di un apporto di sedimenti sostenuto; in questo caso le facies di spiaggia tendono a migrare (a progradare) verso bacino e con loro la linea di costa. Quindi, sempre sulla verticale, facies di spiaggia esterna saranno ricoperte da facies di spiaggia più prossimali ed eventualmente da facies più interne (di laguna o continentali), mentre le facies di spiaggia precedenti saranno ricoperte da facies più interne (laguna o sedimenti continentali).
- Se si ha un decremento relativo del livello del mare la linea di costa migrerà in tempi relativamente brevi in posizione decisamente più esterna ma a quota più bassa: si avrà in questo caso una "regressione forzata" (forced regression) in cui le facies litorali emerse delle unità più antiche verso terra sono sottoposte ad erosione più o meno accentuata a seconda della velocità di variazione del livello marino e dell'apporto di sedimenti (con variazione molto rapida del livello marino e scarso apporto di sedimenti si avrà erosione accentuata). Il pattern sarà sempre progradazionale ma per unità disposte fisicamente a "gradini" degradanti in posizione sempre più bassa sulla piattaforma continentale (downstepping). Se la velocità di caduta del livello marino è elevata questa fase può non avere un'espressione sedimentaria in quanto le facies costiere non hanno il tempo di instaurarsi.
- meno frequente è il caso in cui si instaura per un certo tempo un equilibrio stabile tra incremento del livello marino e apporto di sedimenti: in tal caso non si ha variazione verso mare o verso terra (né retrogradazione né progradazione) della linea di costa e verticalmente non si ha variazione di ambiente. In questa situazione abbiamo aggradazione del sistema costiero (i sedimenti si accumulano sempre nella stessa posizione). Si può avere aggradazione generalmente tra la fine di un trend regressivo e la parte iniziale di un trend trasgressivo, quando la velocità di incremento del livello marino rallenta fino alla stazionarietà.

Come sopra riportato, in realtà non è solo la variazione del livello marino a guidare i pattern di variazione della linea di costa ma è di notevole importanza la disponibilità e il regime dell'input di sedimenti, che determina la prevalenza di fenomeni di erosione piuttosto che di progradazione.
Lo studio dei cicli trasgressivo-regressivi è di grande importanza per la ricostruzione dei paleoambienti e per la correlazione delle serie sedimentarie a scala regionale e globale, oltre che per lo studio delle variazioni del livello del mare nel tempo geologico e delle loro implicazioni paleoclimatiche (glacio-eustatismo o glacioeustasy):
- in generale, durante le fasi climatiche "fredde" si hanno pattern prevalentemente regressivi, per la diminuzione del livello del mare in conseguenza dell'aumento di volume dei ghiacciai continentali e delle banchise.
- durante le fasi climatiche "calde" di ha viceversa un aumento del livello degli oceani per lo scioglimento dei ghiacci marini e continentali e quindi pattern prevalentemente trasgressivi.

Il meccanismo glacio-eustatico è in grado di spiegare variazioni del livello marino ad alta frequenza in periodi della storia della Terra (come il Pleistocene e l'Olocene) in cui si sono avute alternanze tra fasi glaciali con accumulo significativo di ghiacci ai poli e fasi con clima più caldo con scioglimento parziale delle calotte glaciali: i volumi di acqua coinvolti sono in grado di causare innalzamenti e abbassamenti globali dell'ordine del centinaio di metri e più; inoltre, mentre la durata delle fasi glaciali e interglaciali è dell'ordine di decine e centinaia di migliaia di anni, le variazioni eustatiche che le separano sembrano richiedere intervalli di tempo piuttosto limitati, dell'ordine di poche migliaia di anni.

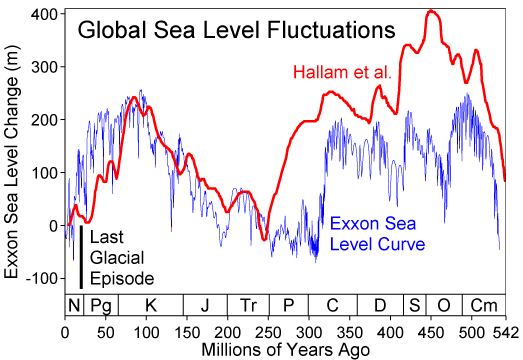
Curva (in blu) delle variazioni del livello marino rispetto all'attuale utilizzando le variazioni verso mare e verso bacino della posizione dei sedimenti costieri nel record sedimentario (spiegazione nel testo), a partire dal Cambriano fino all'attuale.

Il tasso di subsidenza e la tettonica a loro volta possono giocare un ruolo importante a scala locale interferendo e sovrapponendosi con i cicli climatici in varia misura; un sollevamento di origine tettonica del territorio (come ad esempio una fase orogenica su un margine continentale attivo) potrebbe dare origine localmente a un pattern regressivo anche se si ha contemporaneamente su scala globale un evento di trasgressione marina; viceversa uno sprofondamento tettonico (come ad esempio durante la formazione di un rift) potrebbe originare un pattern costiero trasgressivo indipendentemente dai cicli eustatici globali.
Un ulteriore meccanismo di origine tettonica suggerito per le variazioni eustatiche a scala globale (tettono-eustatismo o tectono-eustasy) è di origine geodinamica ed è connesso alla tettonica delle placche e alle variazioni fisiografiche e di capacità degli oceani in risposta ai movimenti delle placche tettoniche (convergenza, divergenza, apertura e chiusura di bacini oceanici, attività delle dorsali oceaniche e delle zone di subduzione...). Ad esempio un periodo di frammentazione (breakup) continentale con forte espansione delle dorsali oceaniche causerà la messa in posto di grandi quantità di nuova crosta oceanica "calda" e l'aumento di volume delle dorsali stesse, che indurrebbe una diminuzione di capacità dei bacini oceanici e di conseguenza l'aumento del livello marino sui margini continentali con fasi trasgressive generalizzate; viceversa in un periodo di accrezione continentale con formazione di supercontinenti si avrebbe una riduzione di attività delle dorsali e quindi aumento della capacità degli oceani con abbassamento del livello marino e fasi regressive. Questo tipo di meccanismo sarebbe in grado di causare variazioni dell'ordine di oltre un centinaio di metri, che però richiederebbero (a causa dei tempi in gioco nel movimento delle placche tettoniche) tempi molto più lunghi rispetto alle fasi climatiche (fino a decine di milioni di anni).
La posizione dei sedimenti costieri di spiaggia corrisponde alla posizione media del livello marino. Quindi le variazioni verso mare e verso bacino dei sedimenti costieri registrate nel record sedimentario, con le rispettive quote, permettono teoricamente di calcolare le variazioni relative e assolute del livello del mare nel tempo geologico. Questo approccio è stato attuato a partire dagli anni 1970 del secolo scorso nell'ambito dell'esplorazione petrolifera, soprattutto ad opera della compagnia Exxon, facendo largo uso di rilievi sismici a riflessione e di dati di pozzo, integrati con dati di affioramento e datazioni di ordine cronostratigrafico e magnetostratigrafico.

## Comunità biologica
L'ambiente di spiaggia, soprattutto prossimale alla costa, è da considerarsi un ambiente estremo, per le proprie caratteristiche intrinseche:
- energia del mezzo e trasporto di sedimento elevati nelle zone di frangenza e di trasferimento delle onde;
- alternanza ciclica (con frequenza variabile) di condizioni subacquee e subaeree nella zona di battigia e nella zona intertidale (quest'ultima molto sviluppata nei sistemi di spiaggia macrotidali e in generale nei sistemi dissipativi);

Come già riportato, verso bacino le condizioni di energia decrescono gradualmente nella zona offshore, aumentando nel contempo la stabilità del sedimento e migliorando le condizioni di vita sul fondale. In ogni caso, anche nelle zone prossimali, le spiagge non sono affatto "deserti" biologici; offrono in effetti anche condizioni favorevoli:
- elevato ricambio di acqua ed eccellente ossigenazione del sedimento, soprattutto nella fascia più prossimale alla costa e nei sistemi di tipo riflettivo, che consente la presenza di abbondante plancton e microbenthos; solamente in caso di sedimento fine e scarso flusso d'acqua si possono manifestare condizioni di ristagno (soprattutto entro la zona intertidale, nei sistemi dissipativi);
- elevata porosità interstiziale del sedimento, che consente la presenza nello stesso di organismi unicellulari e piccoli metazoi (endobenthos), disponibili come fonte di cibo;
- un elevato apporto di materiale vegetale (alghe, piante terrestri) e resti di animali morti (sia acquatici che terrestri), che costituiscono una ulteriore significativa fonte di cibo;
- una elevata produttività organica nella zona intertidale, generata dall'abbondanza di organismi sia entro che sopra il sedimento, presente soprattutto nei sistemi di spiaggia di tipo dissipativo.

Tutti questi elementi forniscono apporto di cibo e nutrienti organici alle forme di vita che costituiscono la base della catena alimentare, e supportano una notevole varietà di organismi, con adattamenti peculiari non riscontrabili in altri ambienti. Considerate le caratteristiche di elevata energia e instabilità del sedimento superficiale, la maggior parte degli organismi invertebrati sono endobionti, a varia profondità e comprendono policheti, altri tipi di vermi, molluschi, crostacei (particolarmente frequenti i granchi) ed echinodermi, che possono essere necrofagi e saprofagi, predatori, filtratori e detritivori; queste forme vivono entro il sedimento a profondità variabile in funzione dell'energia media delle onde; alcune (come i molluschi) sono comunicazione con la superficie tramite strutture respiratorie e nutrizionali organiche (sifoni), altre, come alcuni tipi di vermi, fuoriescono in parte solo per nutrirsi ed altre ancora (i crostacei e pesci in genere) utilizzano la tana come ricovero e per la riproduzione. Sovente queste forme costruiscono strutture abitative (tane) anche di forma complessa le cui pareti in genere sono cementate da muco, che si possono riconoscere anche nei sedimenti fossili come strutture di bioturbazione e costituiscono "guide" affidabili per l'interpretazione sedimentologica e paleoambientale. I consumatori alla sommità della catena alimentare nelle spiagge sono vertebrati predatori, soprattutto pesci e uccelli adattati a questo tipo di ambiente.

Diversi organismi superiori vi trovano anche il proprio areale di riproduzione: tra questi numerosi mammiferi marini, uccelli marini e le tartarughe marine (soprattutto nella zona di backshore).
In generale, la biodiversità (il numero di specie) è inversamente proporzionale alla granulometria del sedimento e all'inclinazione del substrato della parte sommersa e intertidale della spiaggia. I sistemi di spiaggia di tipo riflettivo, caratterizzati da maggiore energia del mezzo, sedimenti più grossolani e maggiore ripidità del substrato, supportano quindi una minore biodiversità mentre quest'ultima è più sviluppata nei sistemi dissipativi e in quelli con un'ampia zona intertidale.
Gli ecosistemi di spiaggia, in generale, svolgono un ruolo di primaria importanza nell'elaborazione di grandi quantità di materiale organico e nel riciclo dei nutrienti nelle acque costiere, consentendo inoltre, tramite le comunità biologiche, la fissazione tramite mineralizzazione del carbonio organico da parte degli organismi a scheletro calcareo. Gli stessi corpi sedimentari porosi di questo ambiente svolgono inoltre un ruolo chiave nel filtraggio delle acque marine costiere e collegano le stesse con gli acquiferi continentali, permettendo l'afflusso di nutrienti dilavati dalle acque sotterranee continentali alle acque marine.

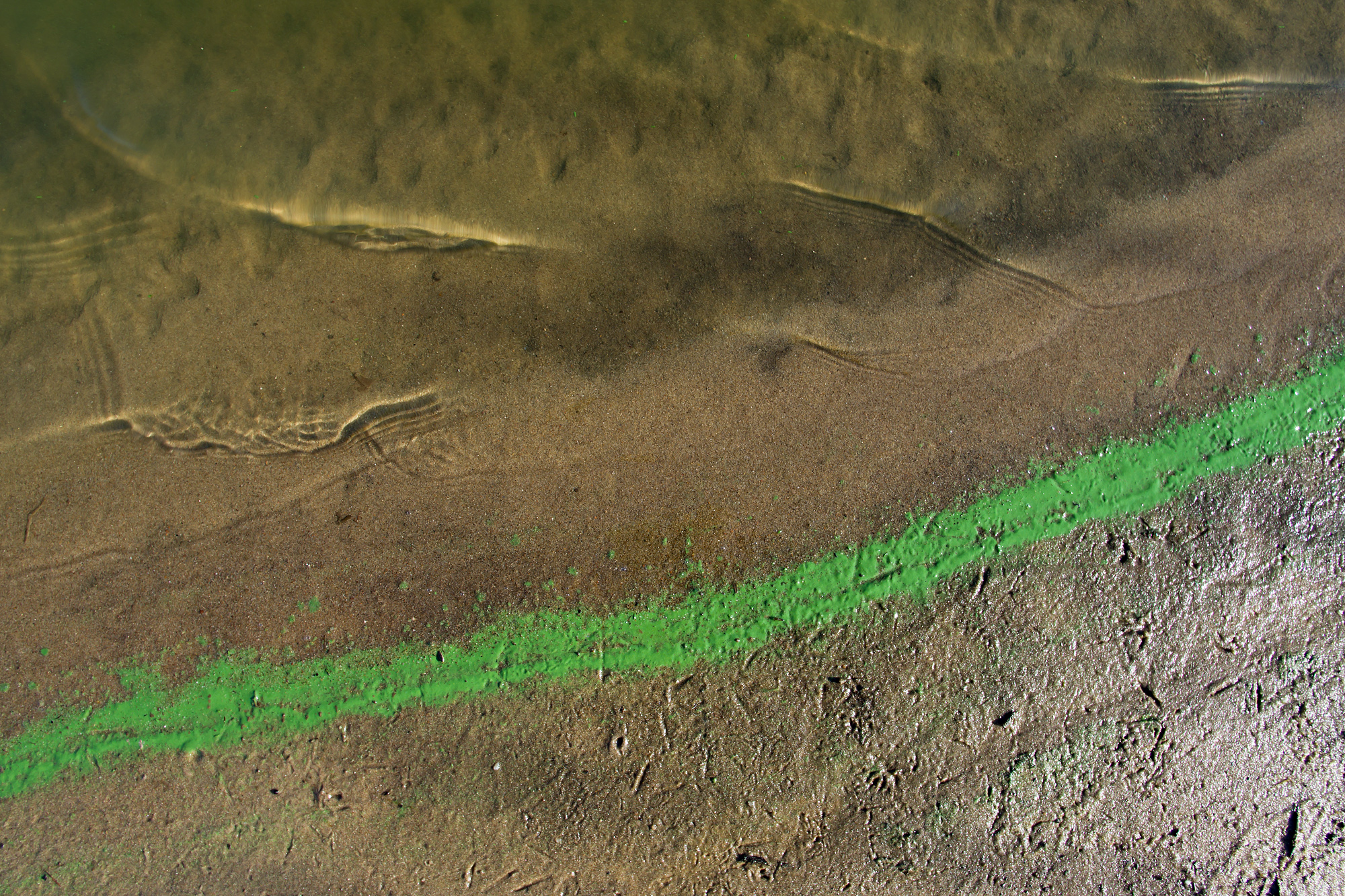
Colonie di cianobatteri al limite della battigia.
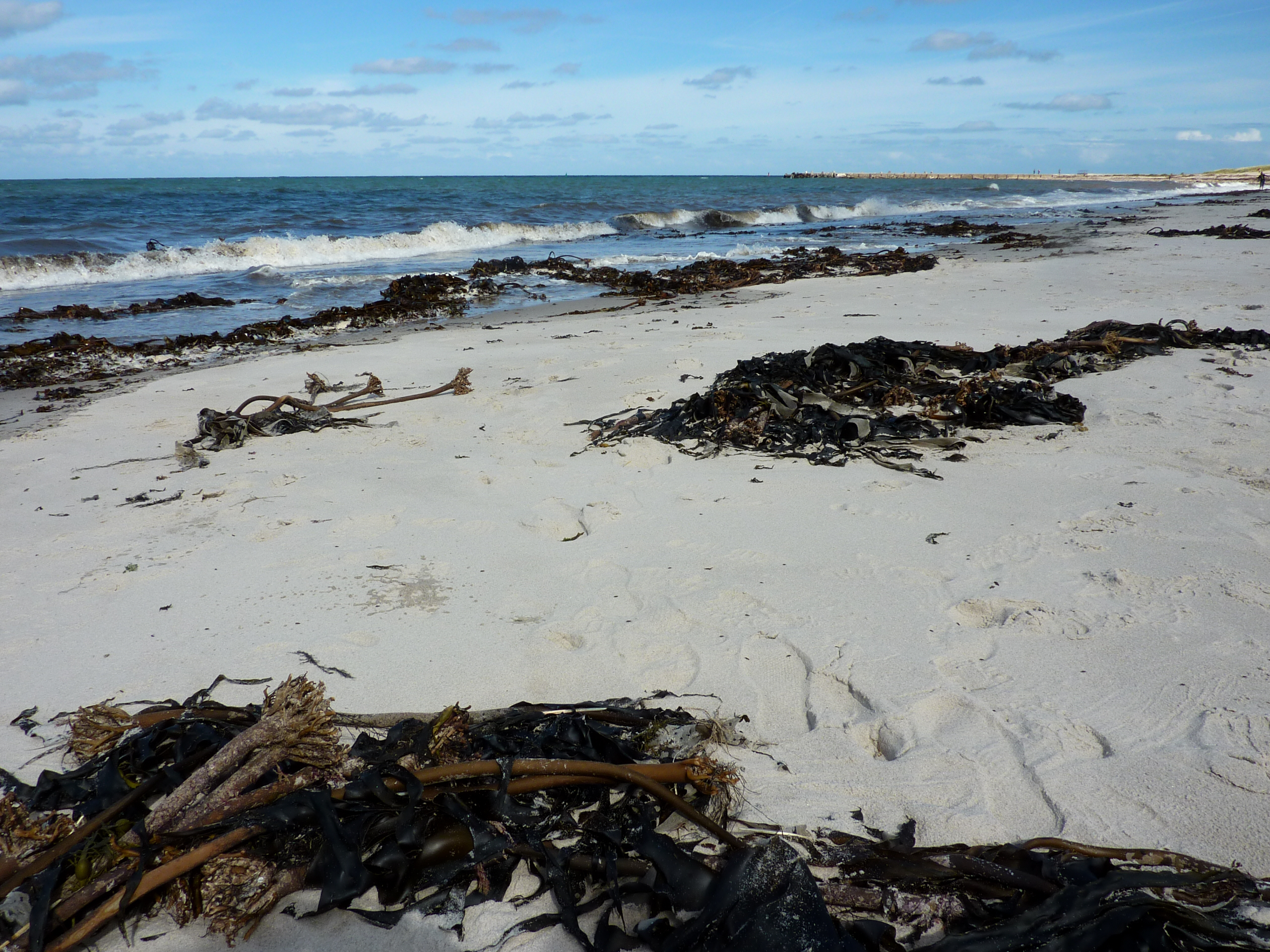
Alghe spiaggiate presso la battigia.
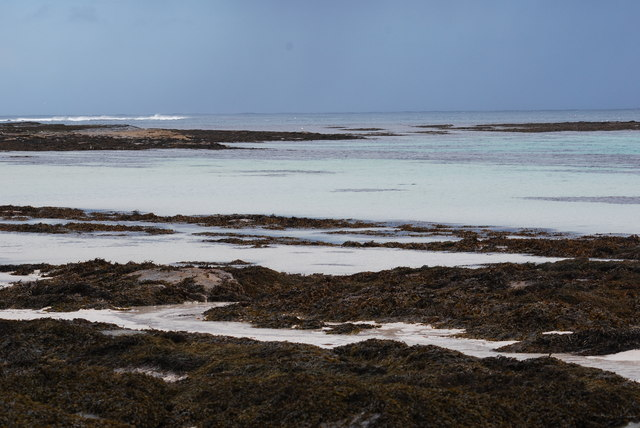
Cumuli di alghe spiaggiate.
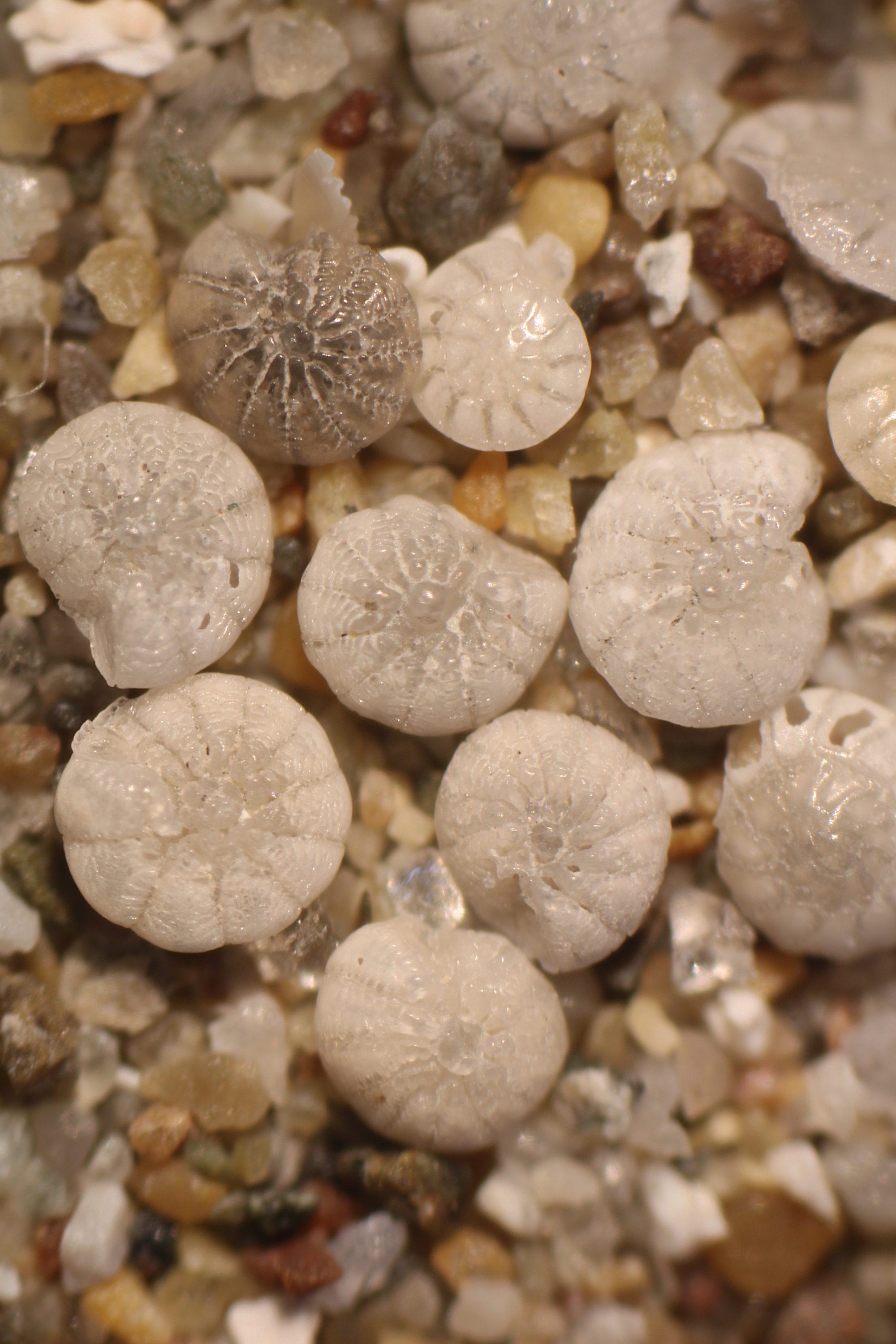
Ammonia beccarii, un foraminifero bentonico di acque basse, comune in facies di spiaggia sommersa e laguna.
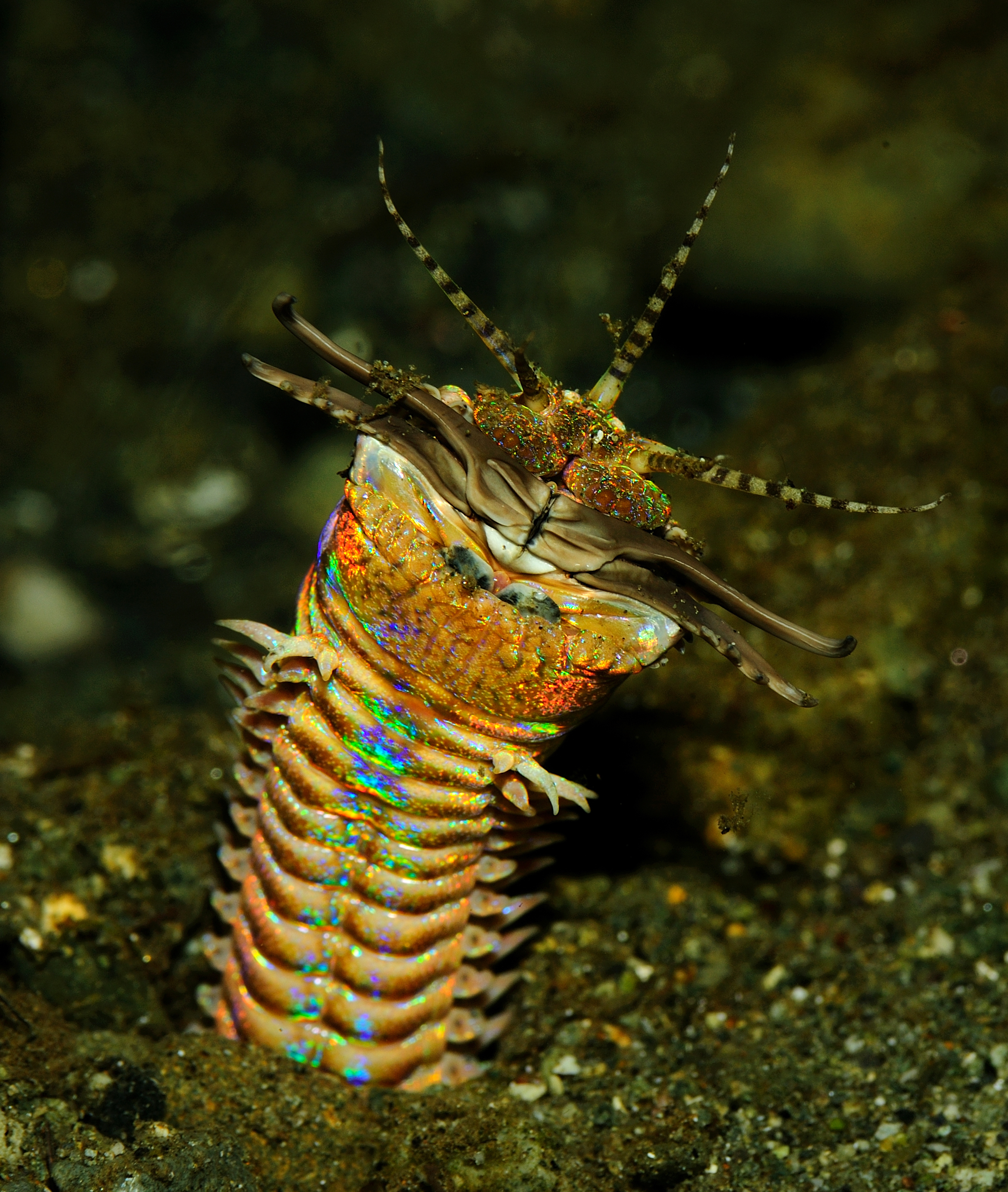
Verme polichete predatore, parzialmente fuoriuscito dalla tana.
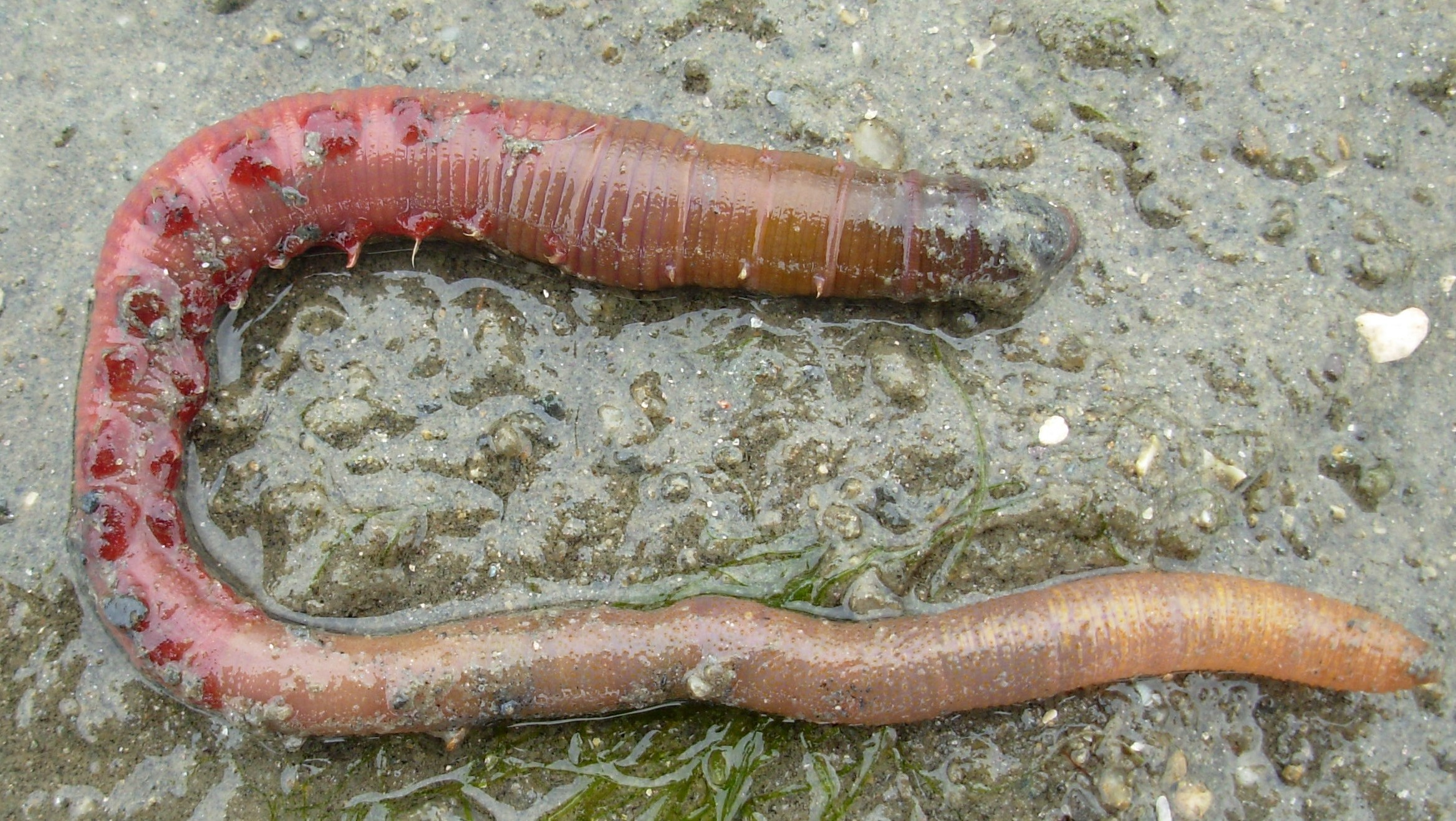
Verme (anellide) tipico della zona intertidale, su una spiaggia.
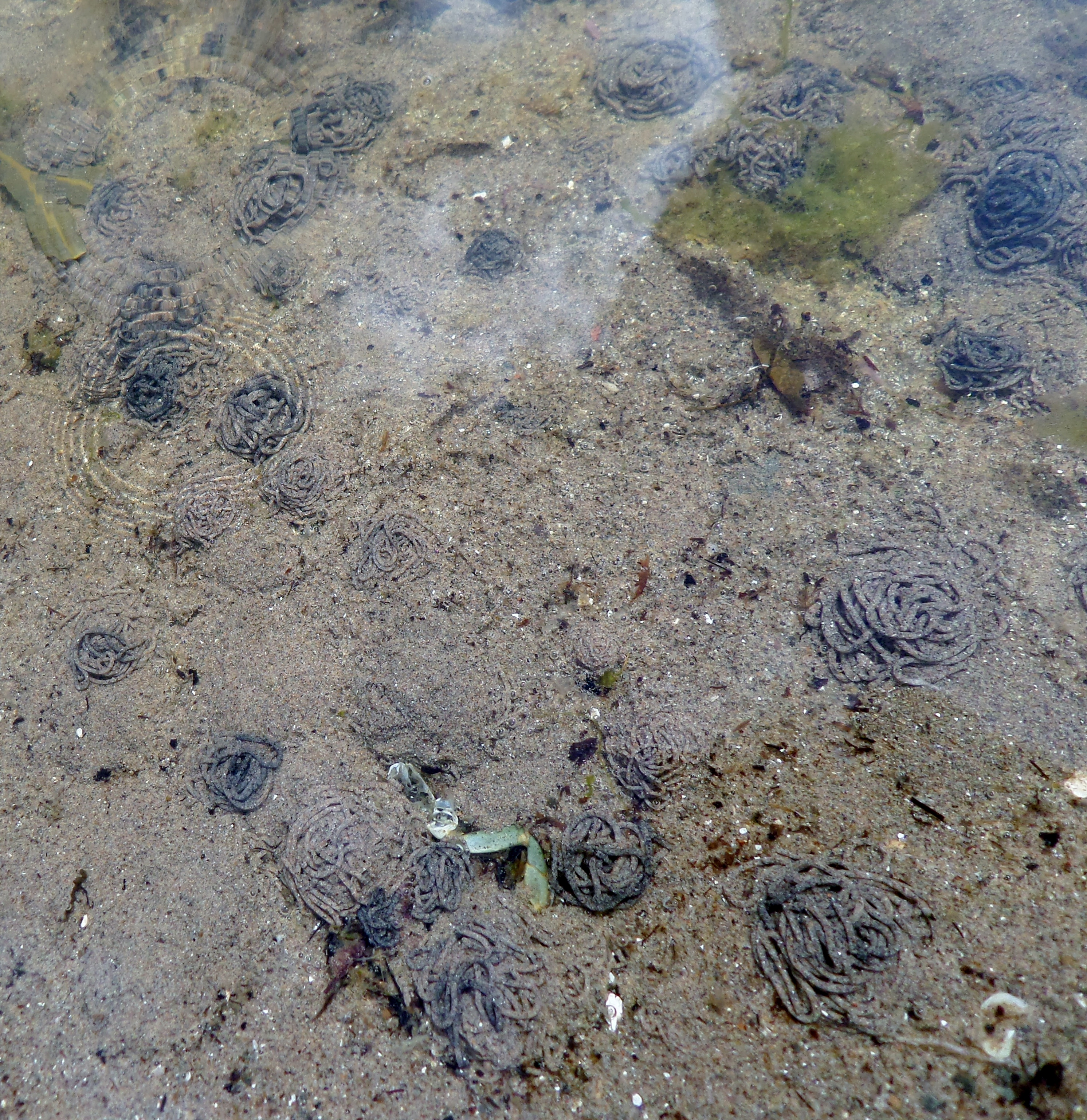
Cumuli di deiezioni su tane di vermi, nella zona intertidale.
Schema di tana di verme. Queste tane costituiscono entro i sedimenti strutture di bioturbazione.
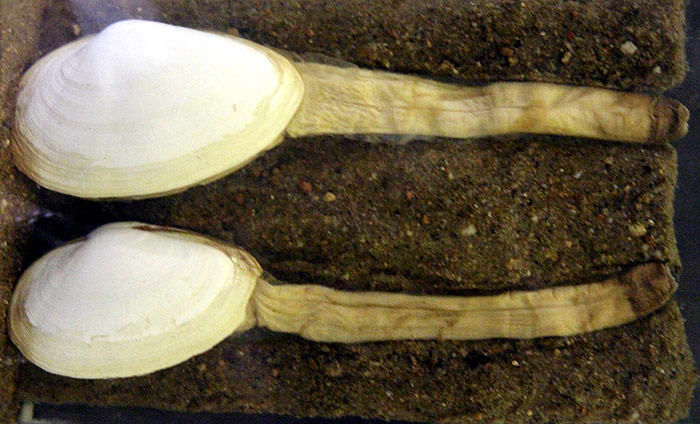
Mya arenaria, un bivalve endobionte comune in facies di spiaggia del nord Europa. Evidenti i sifoni con cui l'animale si tiene in contatto con la superficie del sedimento.
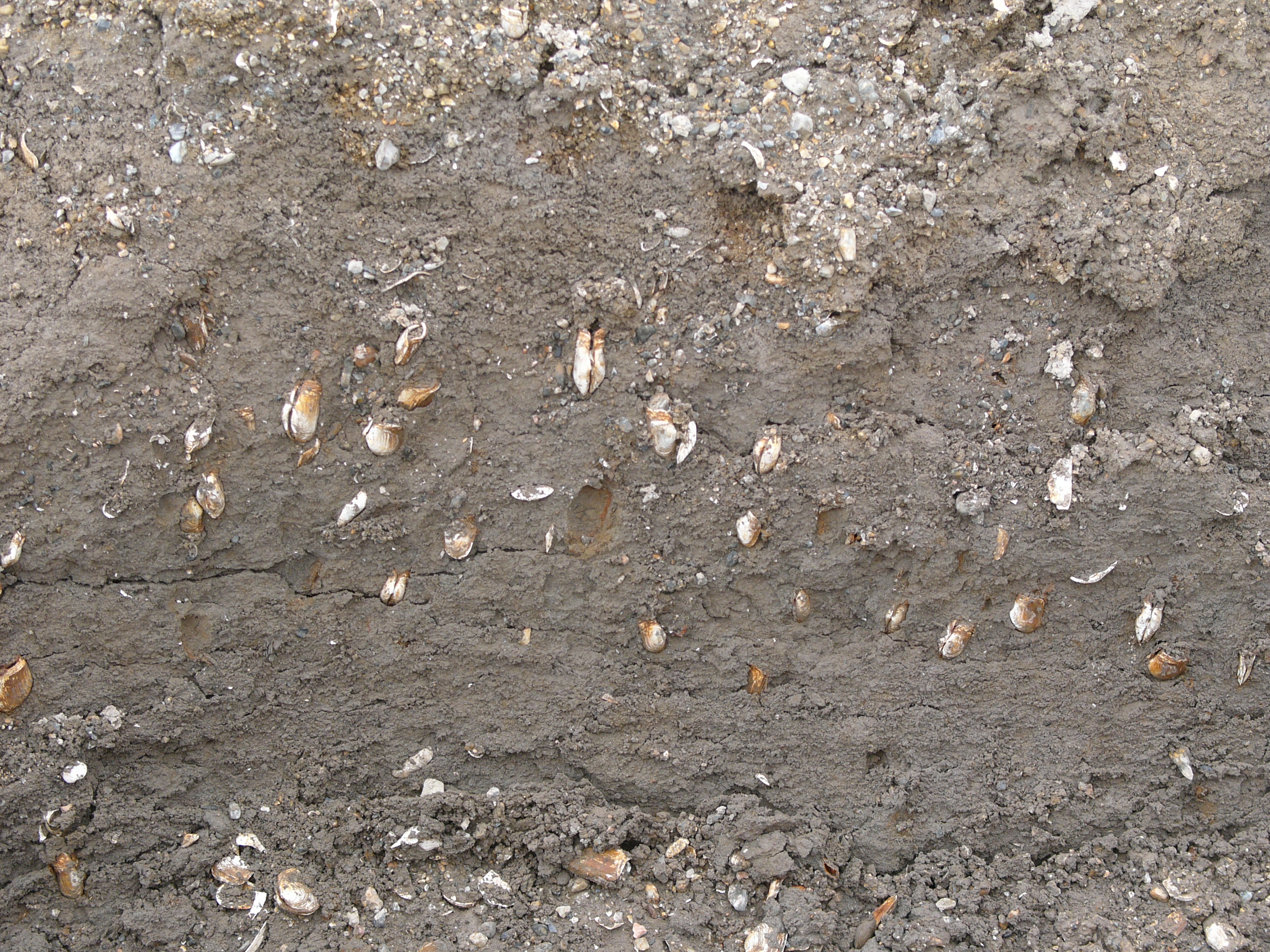
Mya truncata, bivalve endobionte fossile in facies di spiaggia subrecenti (Spitzbergen). Gli esemplari sono in posizione di vita.
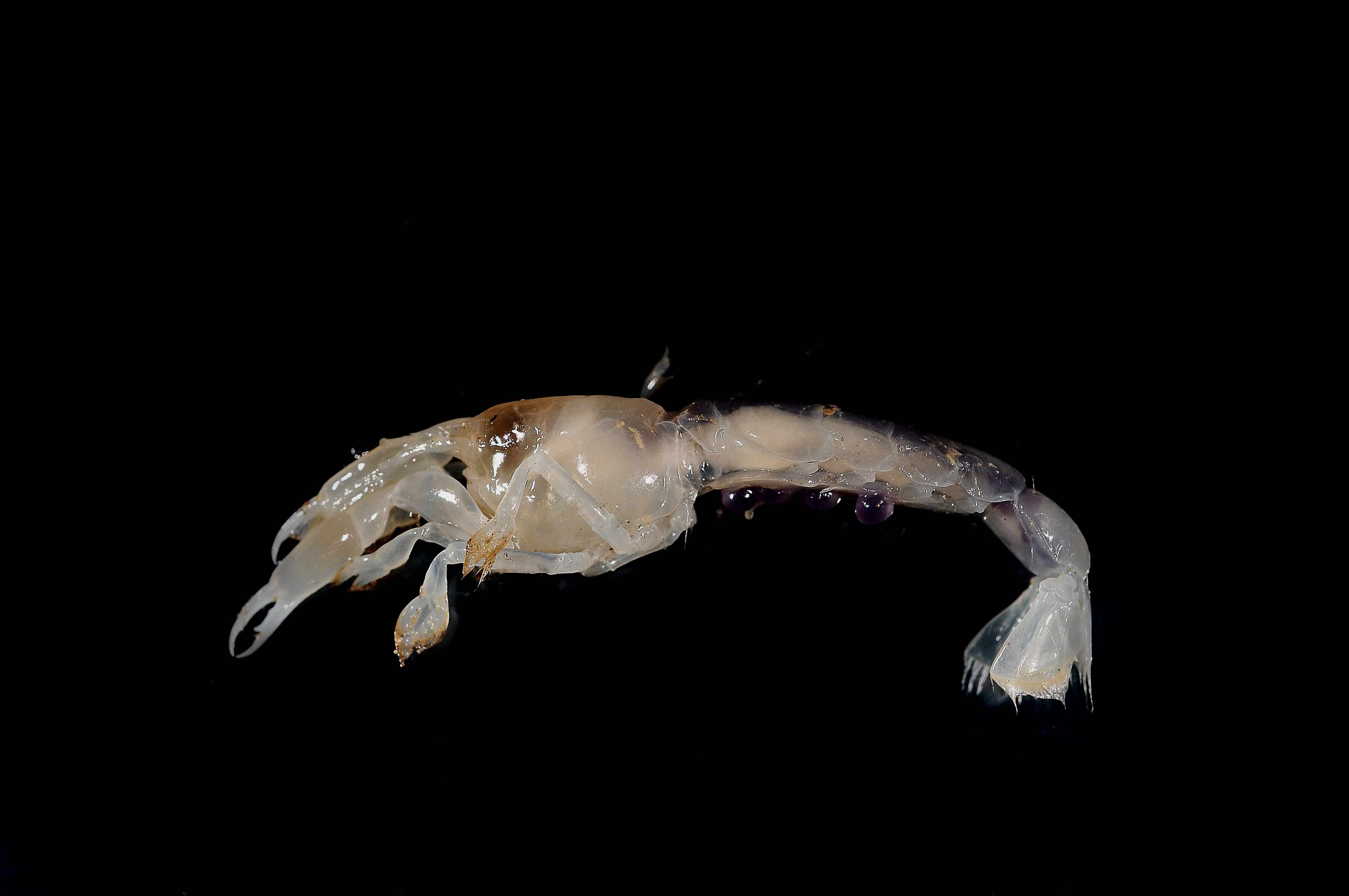
Crostaceo del genere Callianassa, caratteristico del piano infralitorale e circalitorale, dove scava tane di diverse decine di centimetri di profondità, con sviluppo complesso.
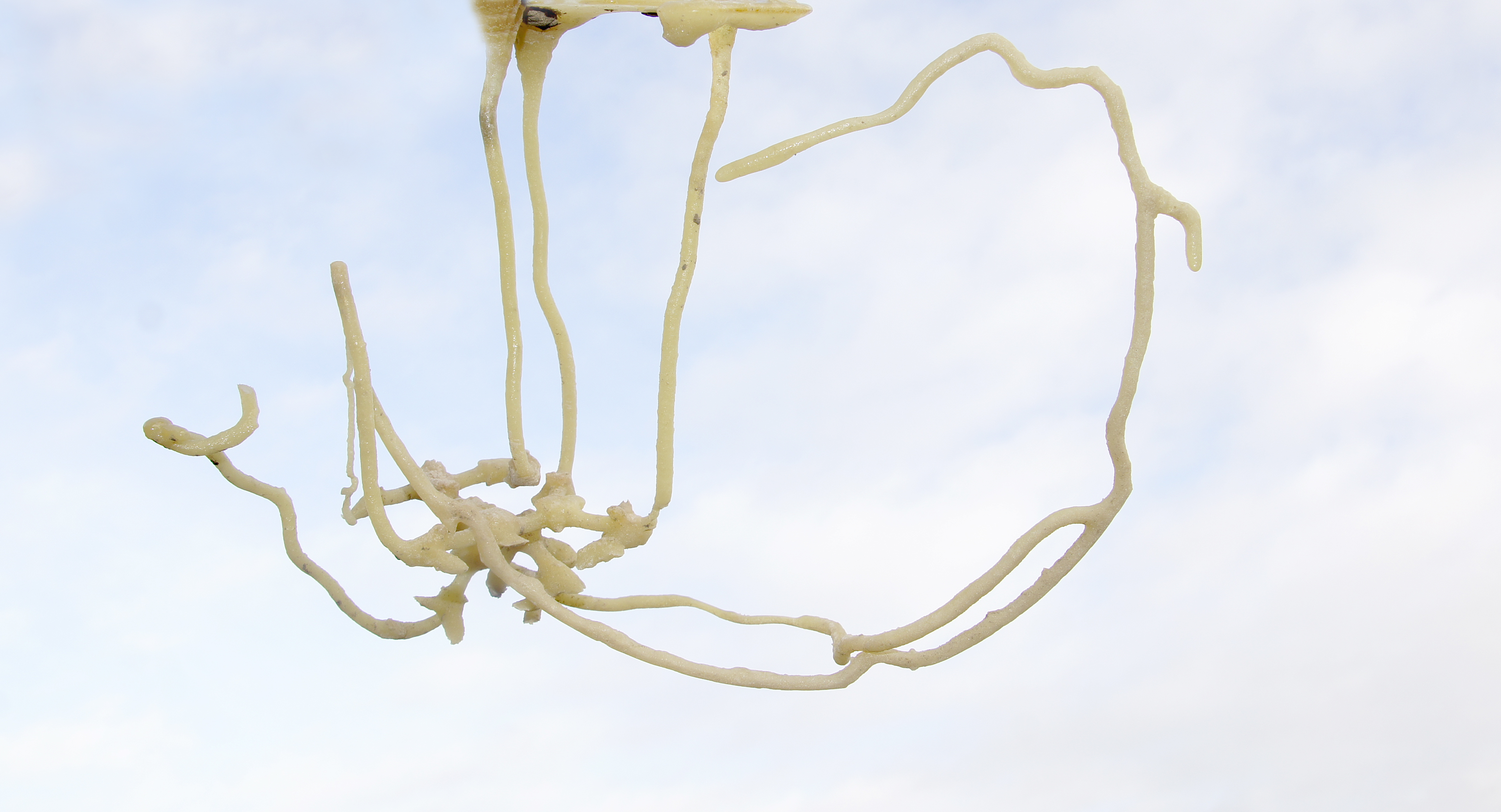
Modello interno di tana di Callianassa.
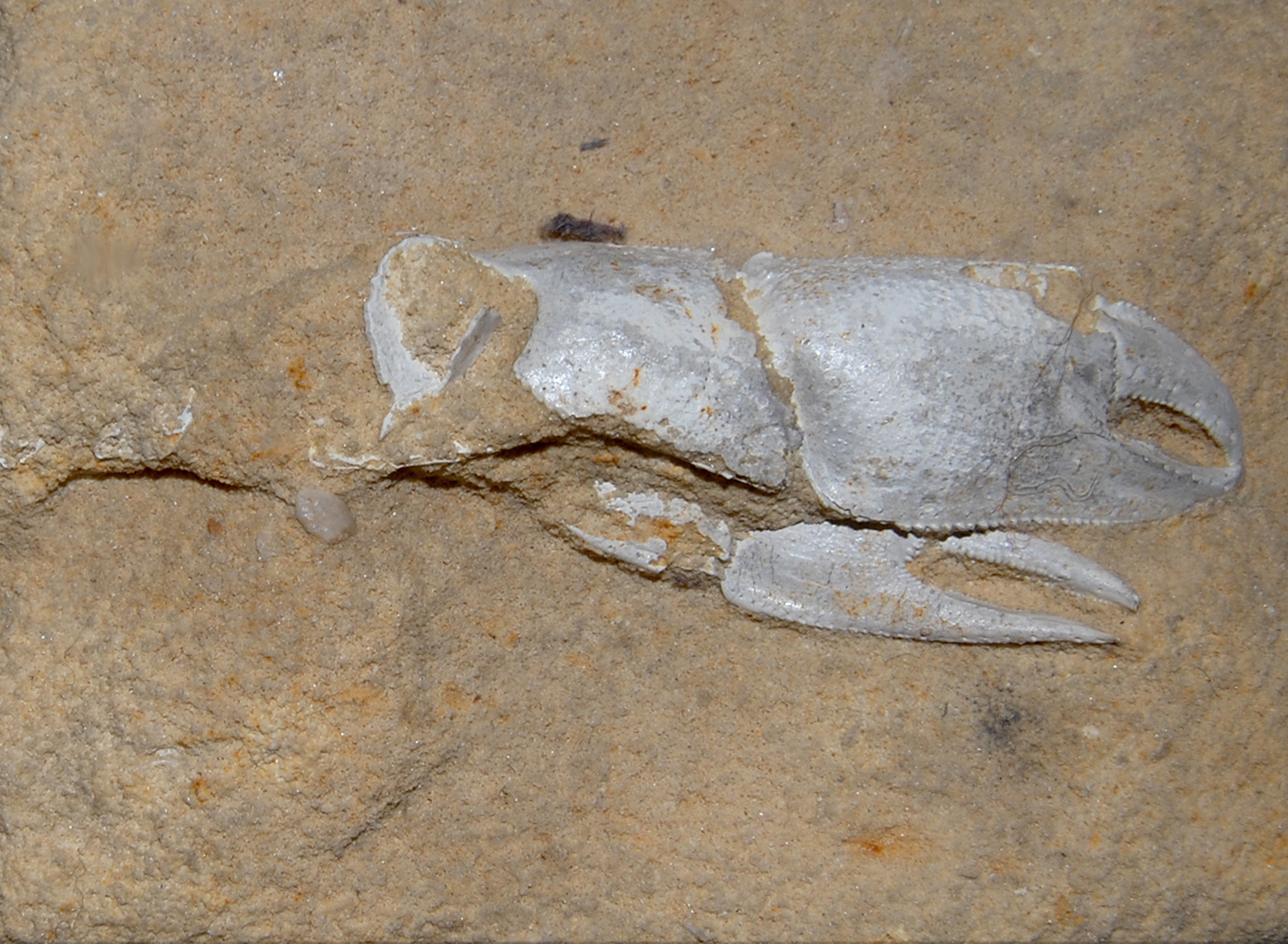
Fossile di Callianassa in arenaria.
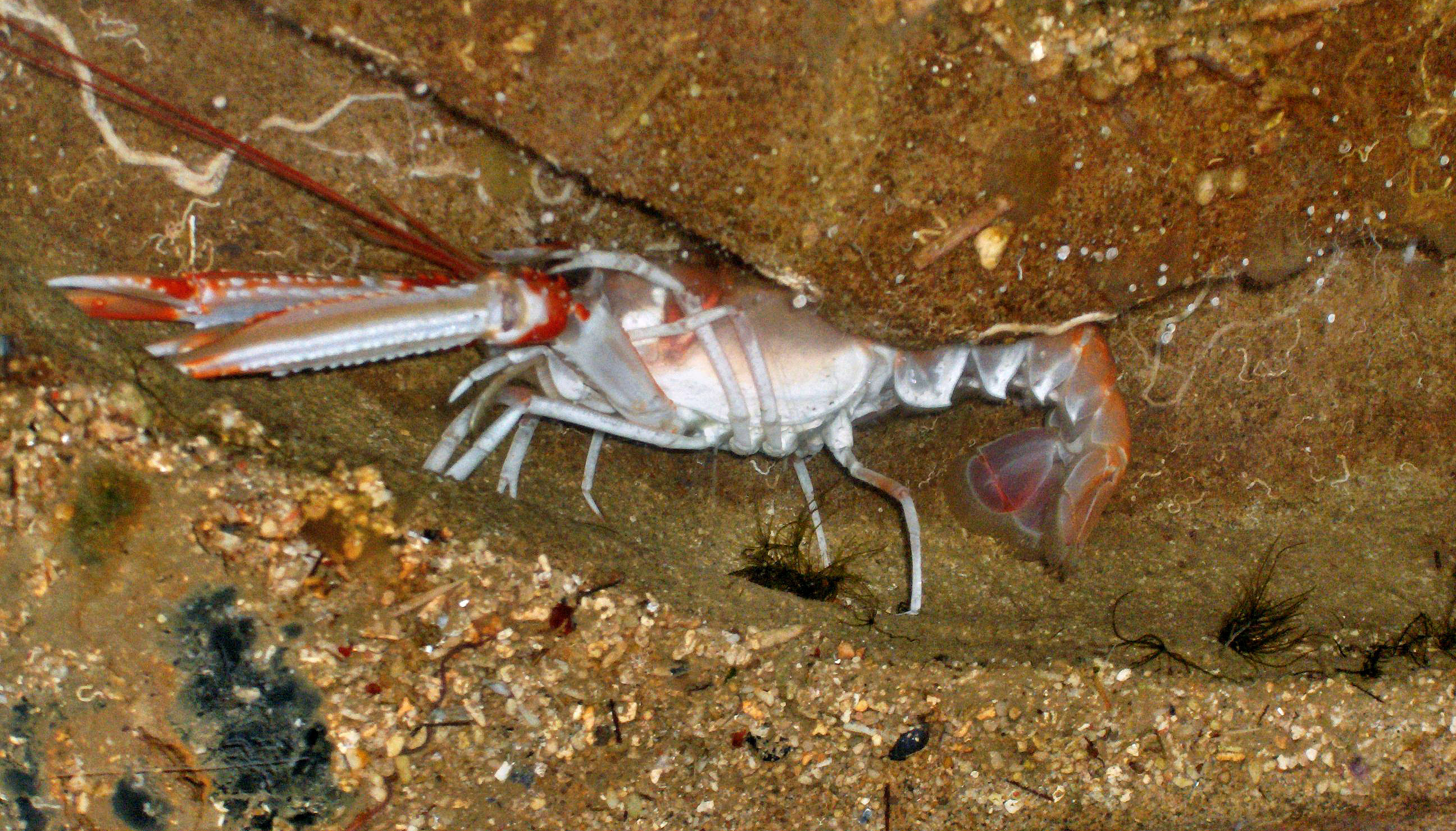
Crostaceo (Nephrops norvegicus, conosciuto come scampo), nella sua tana.
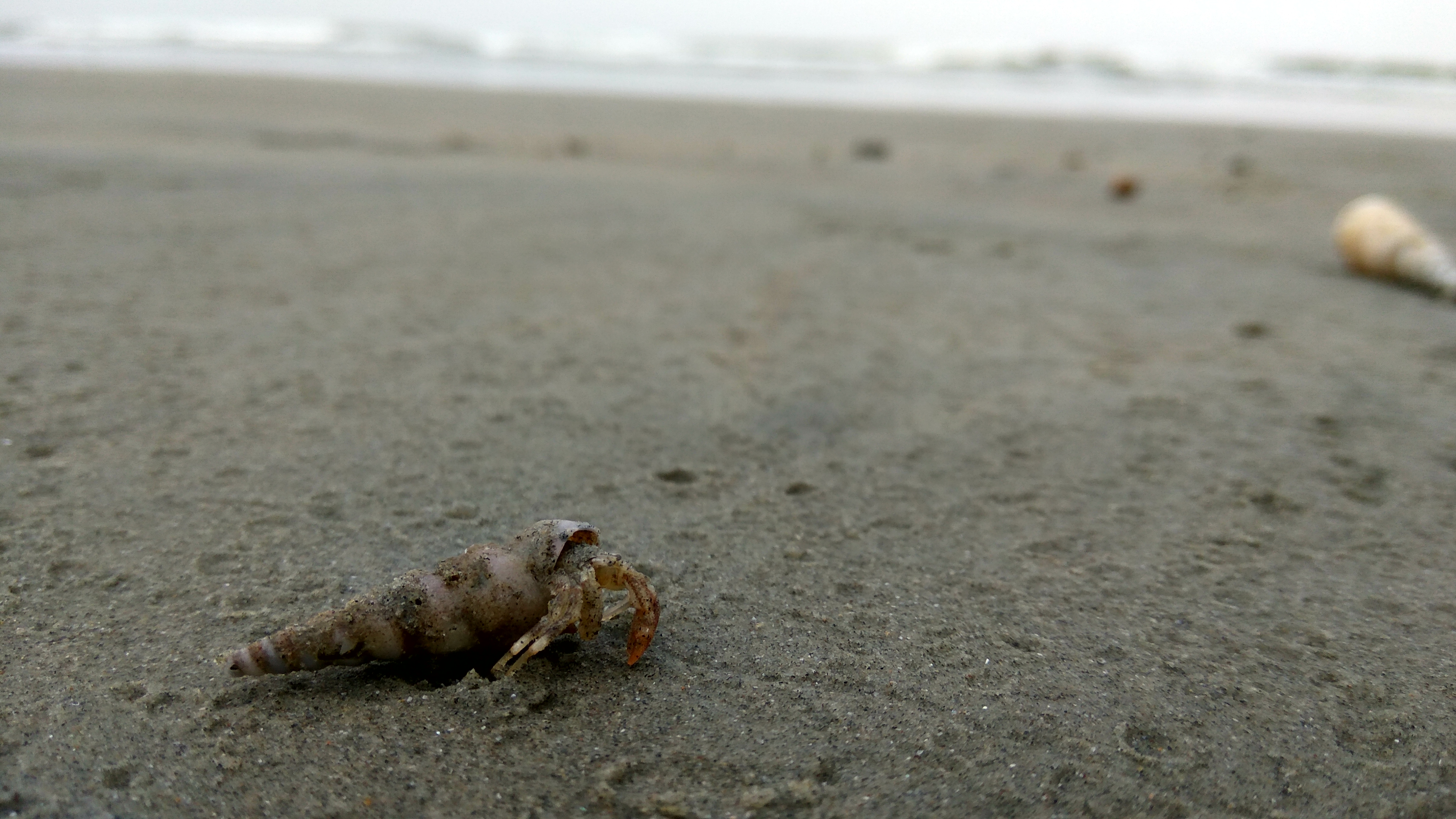
Paguro su spiaggia.
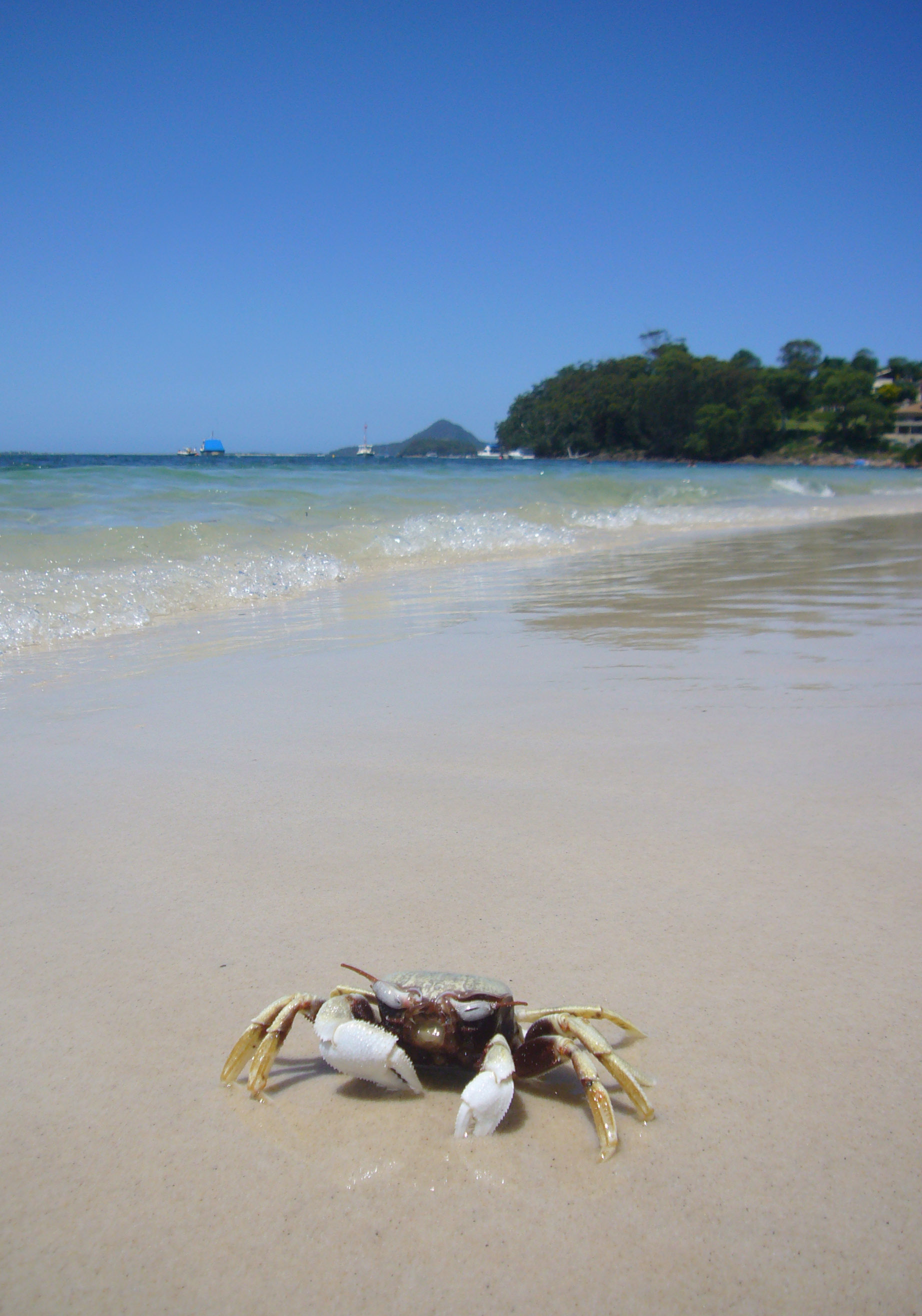
Granchio sulla battigia.
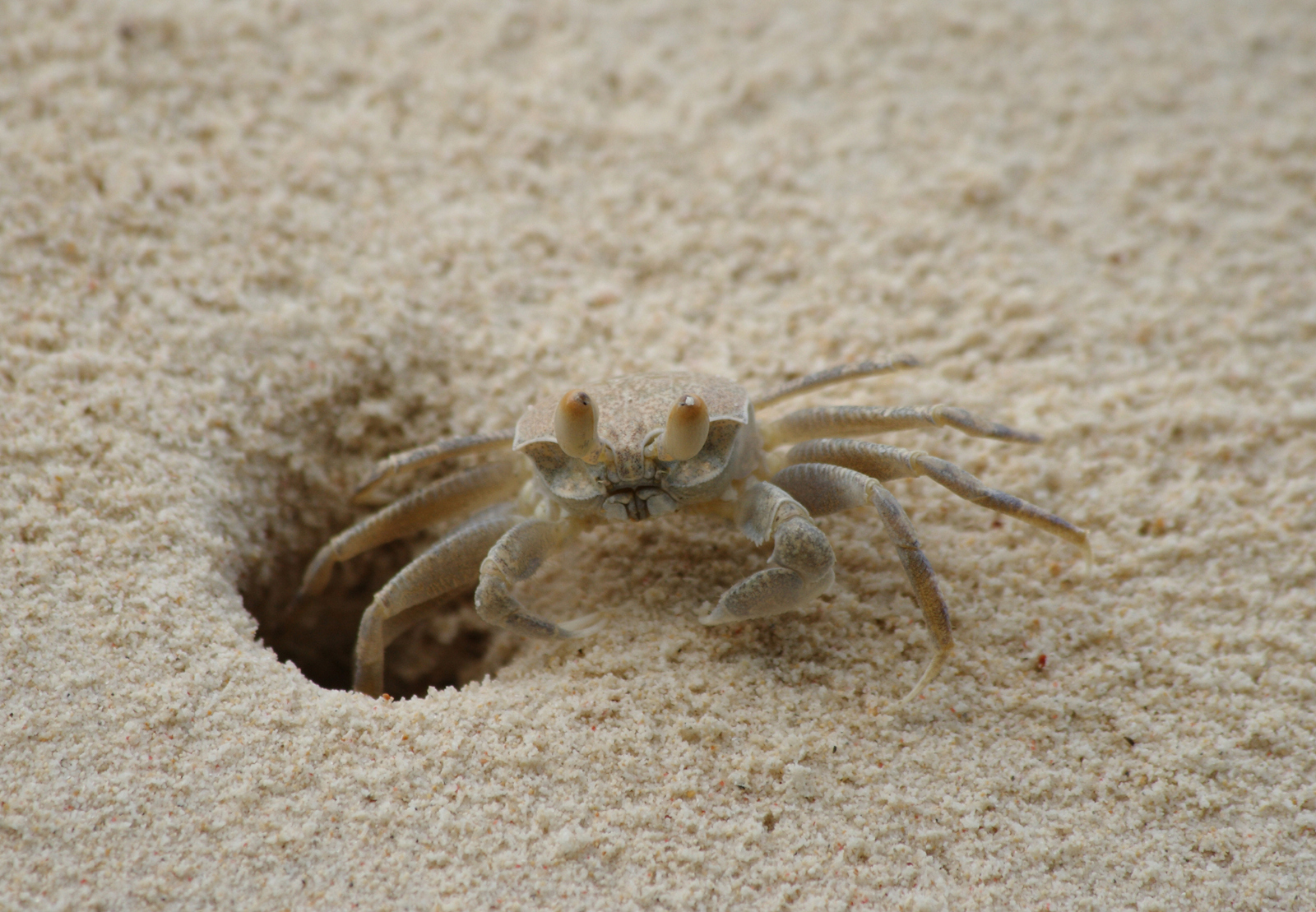
Granchio presso la sua tana nella zona intertidale.
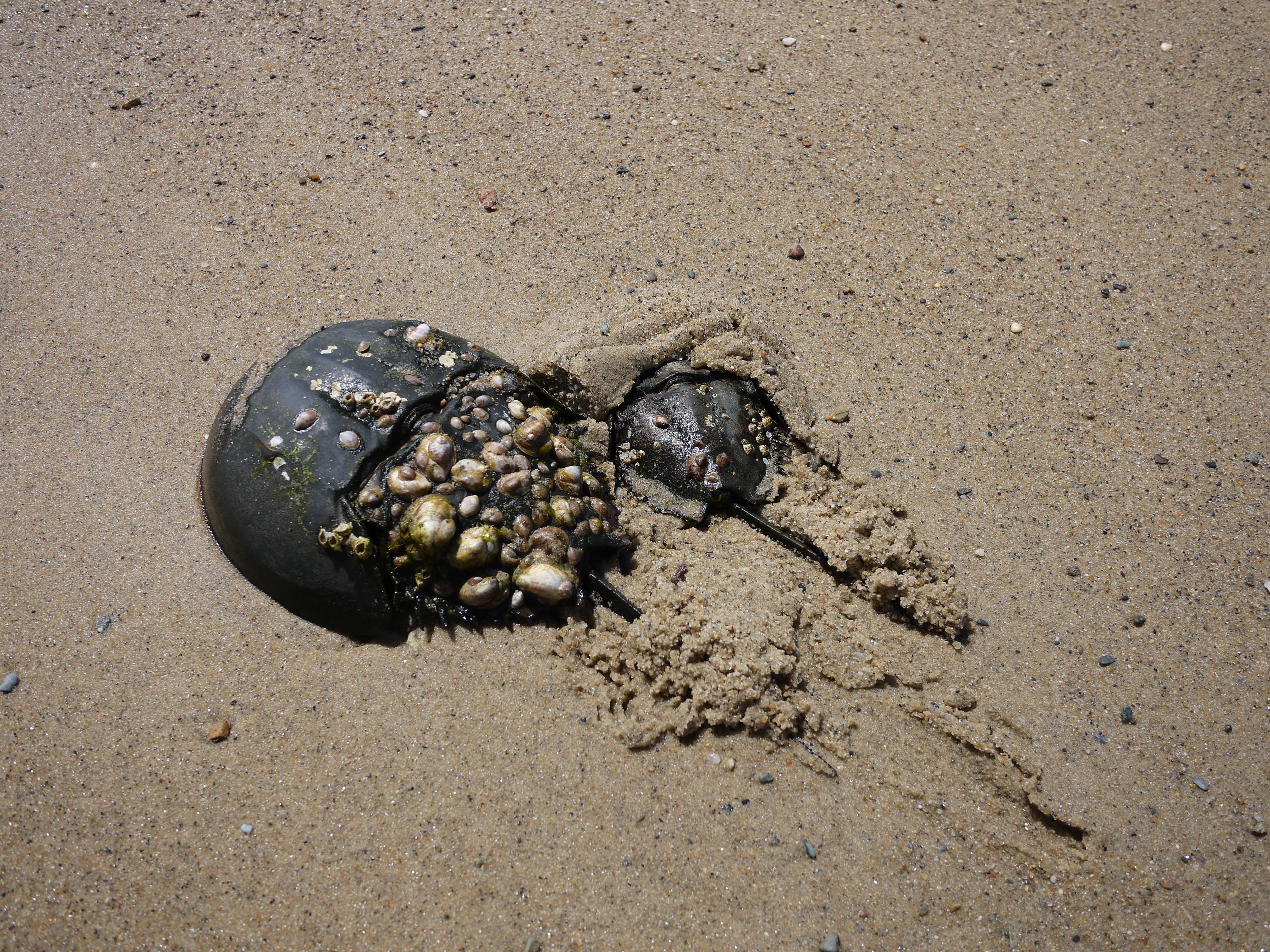
Limuli sulla battigia.
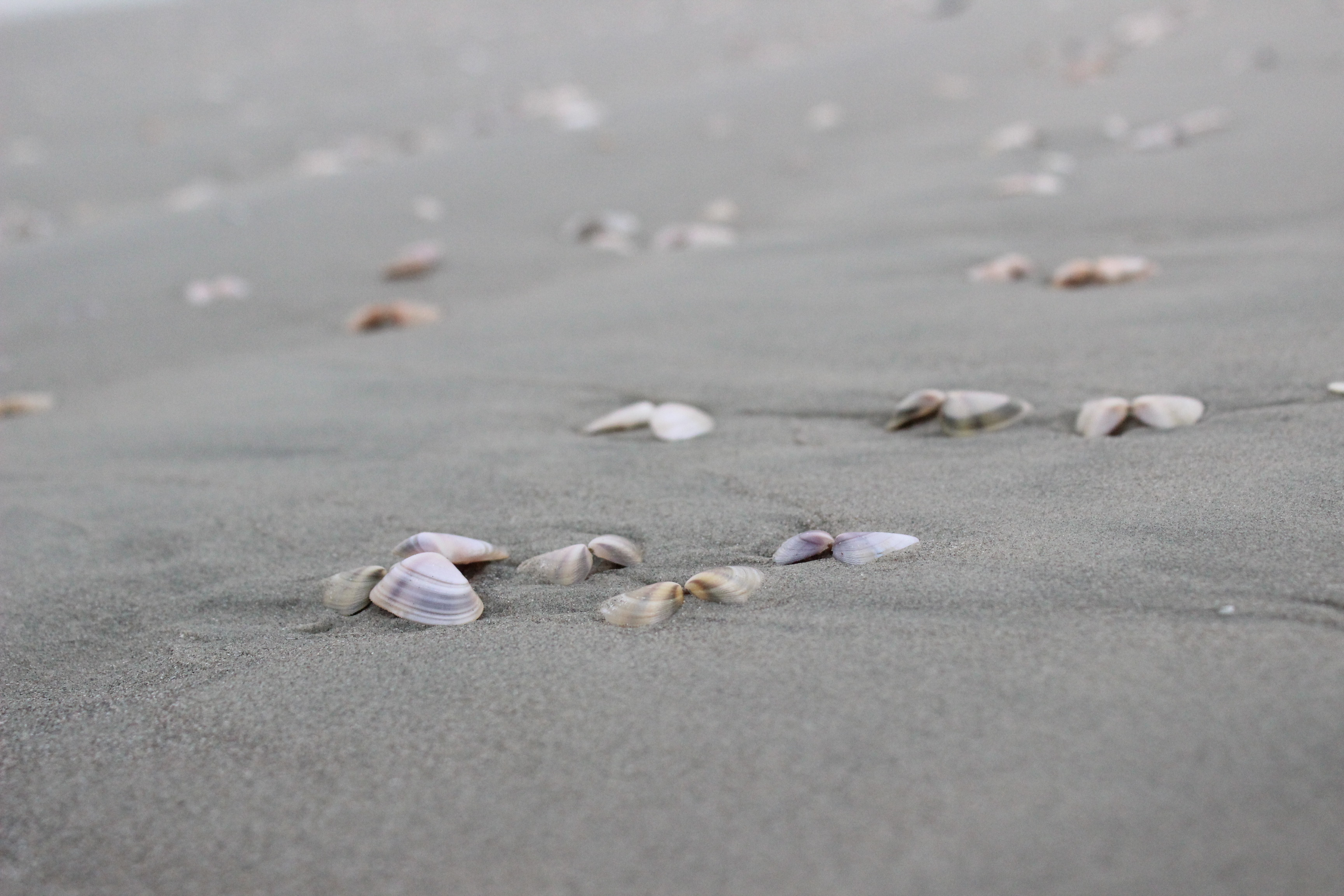
Conchiglie di bivalvi spiaggiate.
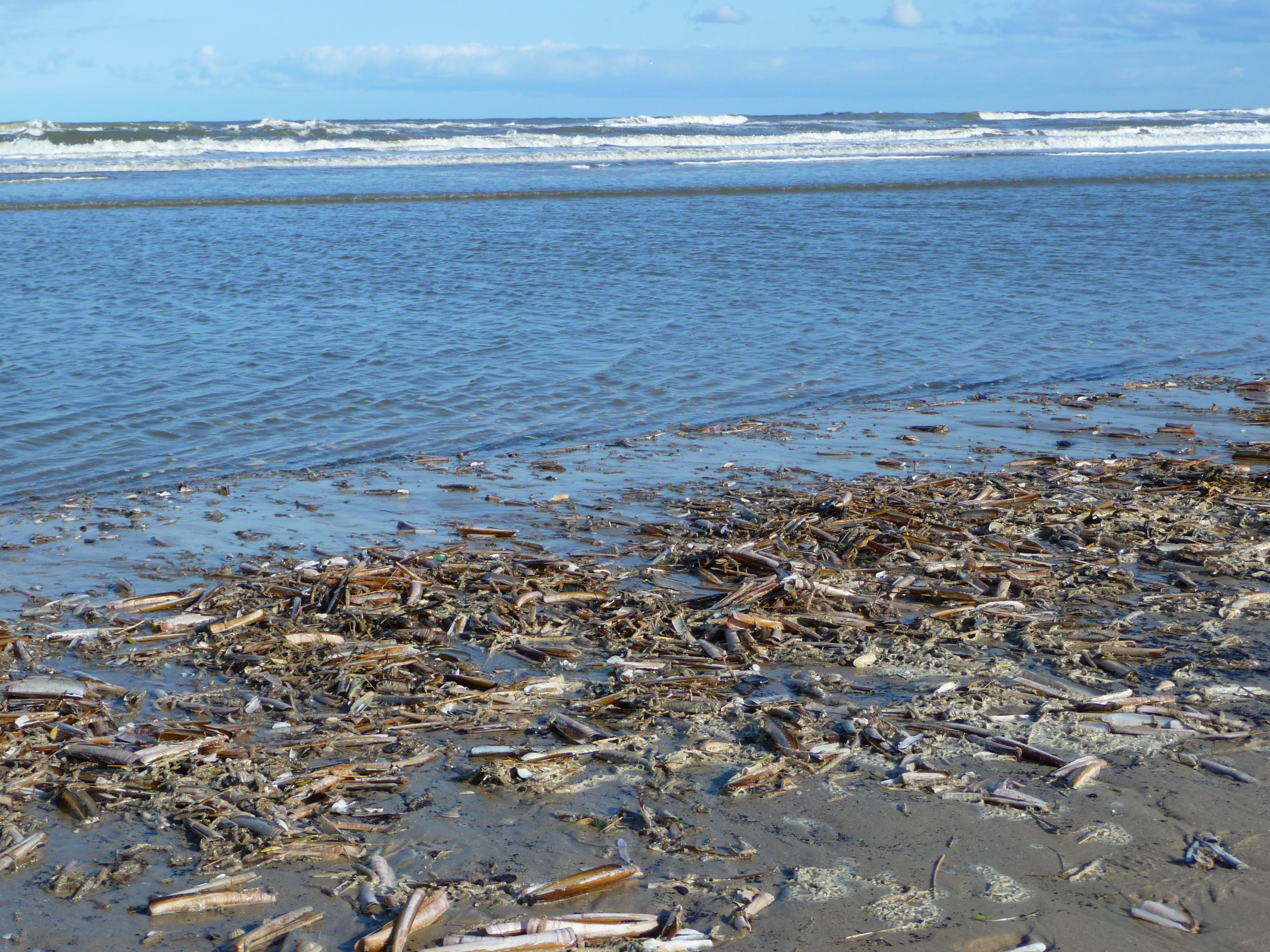
Cumuli di conchiglie di bivalvi sulla battigia.
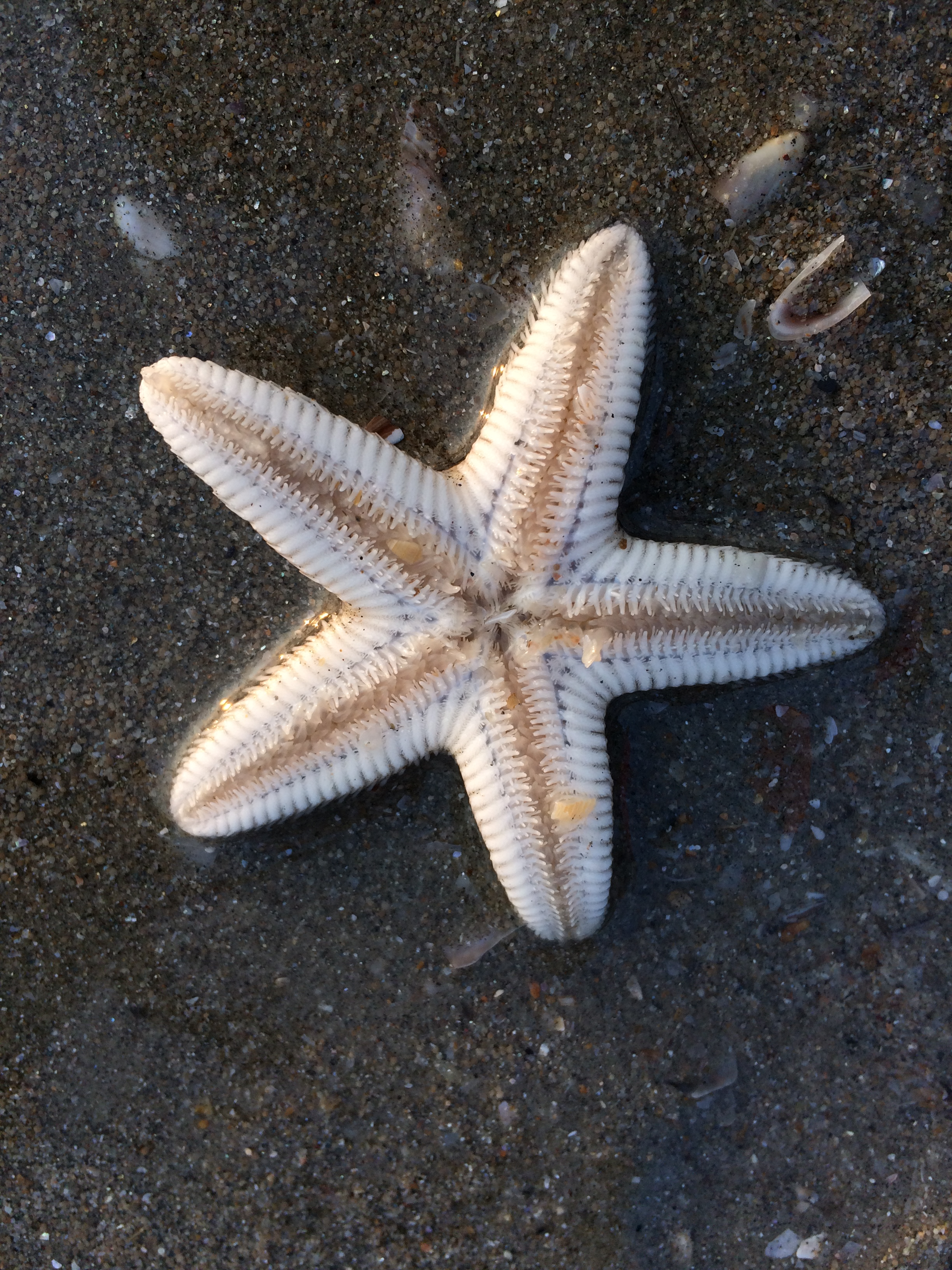
Stella marina spiaggiata.
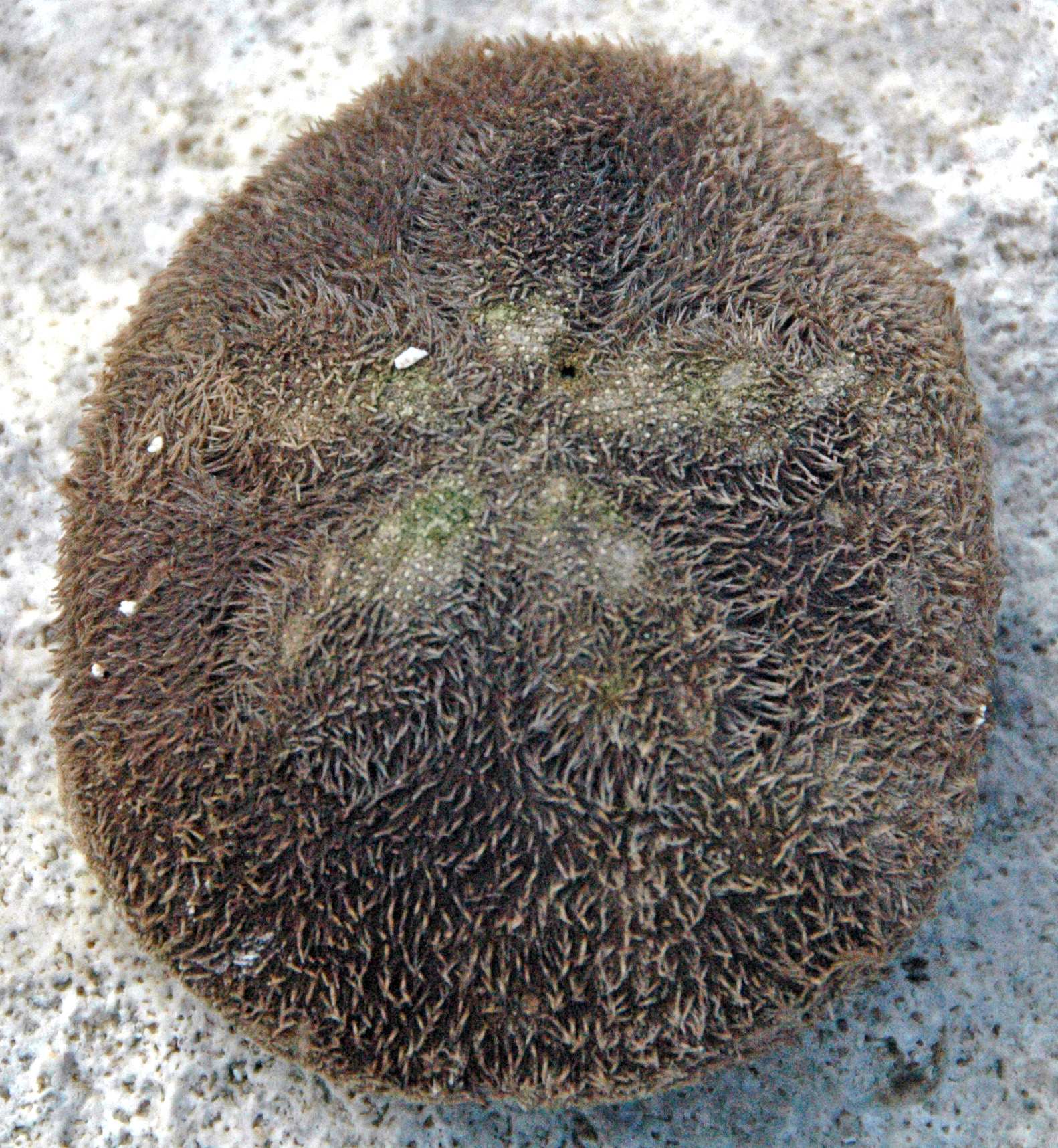
Echinoide (riccio di mare) del genere Clypeaster. Questi organismi sono endobionti, infossati appena sotto la superficie del sedimento e sono detritivori, consumando la materia organica frammista al sedimento stesso.
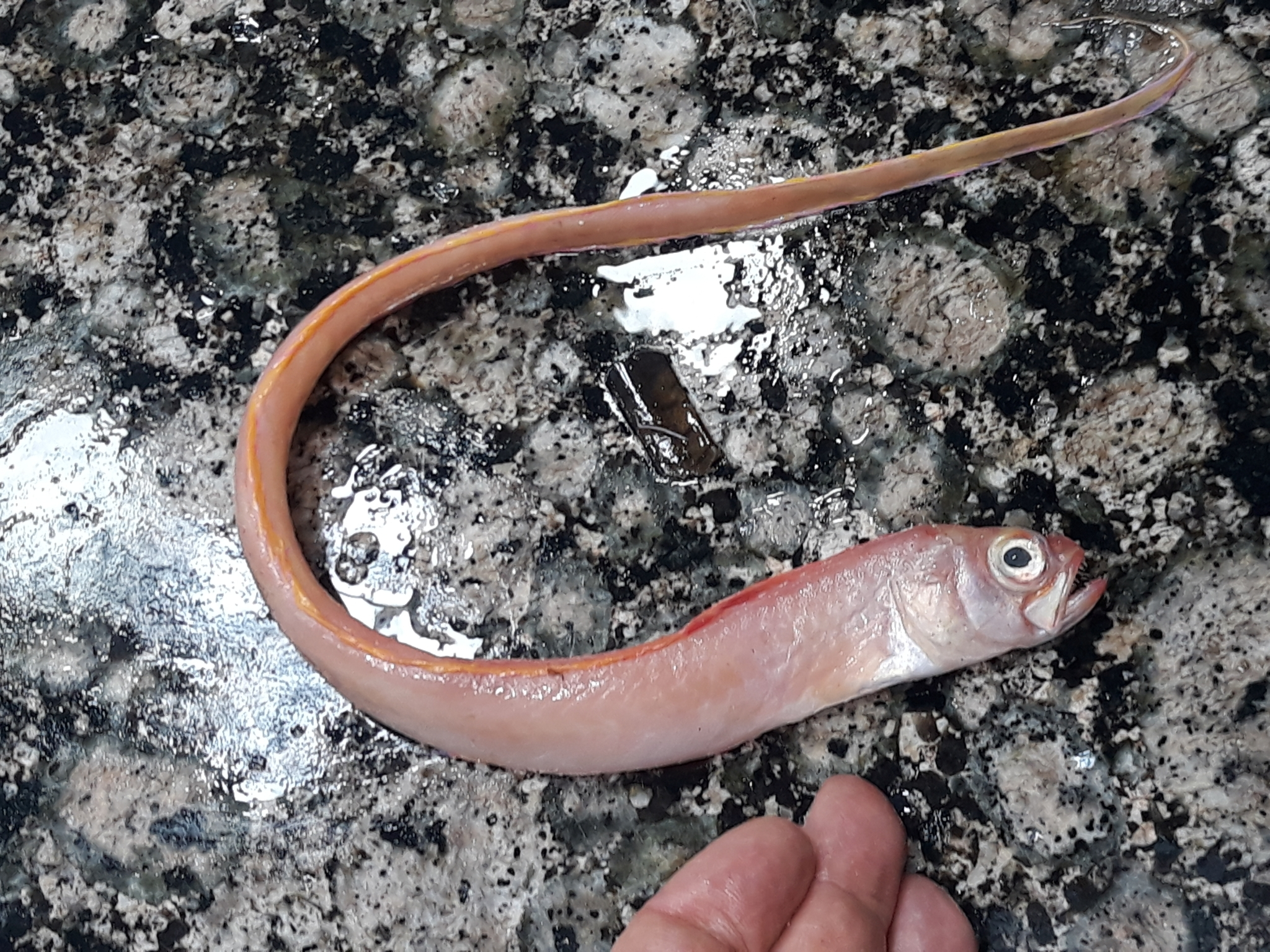
Cepola macrophthalma (cepola), un pesce frequente nel piano infralitorale e circalitorale. Questo pesce si nutre di zooplancton, piccoli crostacei e altri pesci, e scava tane spesso collegate con quelle di crostacei fossori.
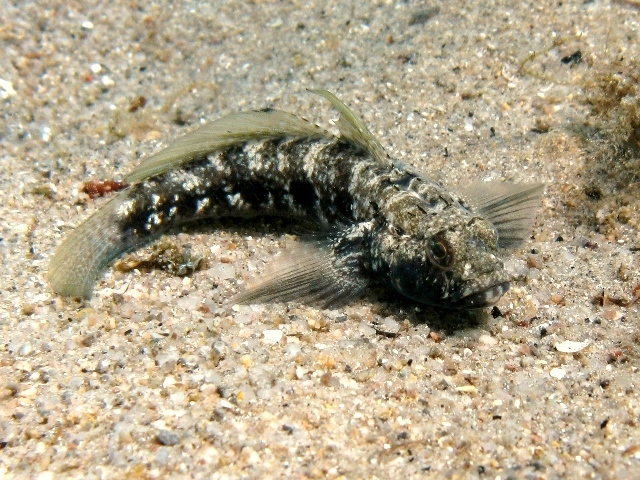
Ghiozzo nero (Gobius niger) su substrato sabbioso. Questi pesci sono comuni in tutto il piano infralitorale (si rinvengono anche nelle pozze entro la zona intertidale). Scavano tane usate come riparo e per la riproduzione.
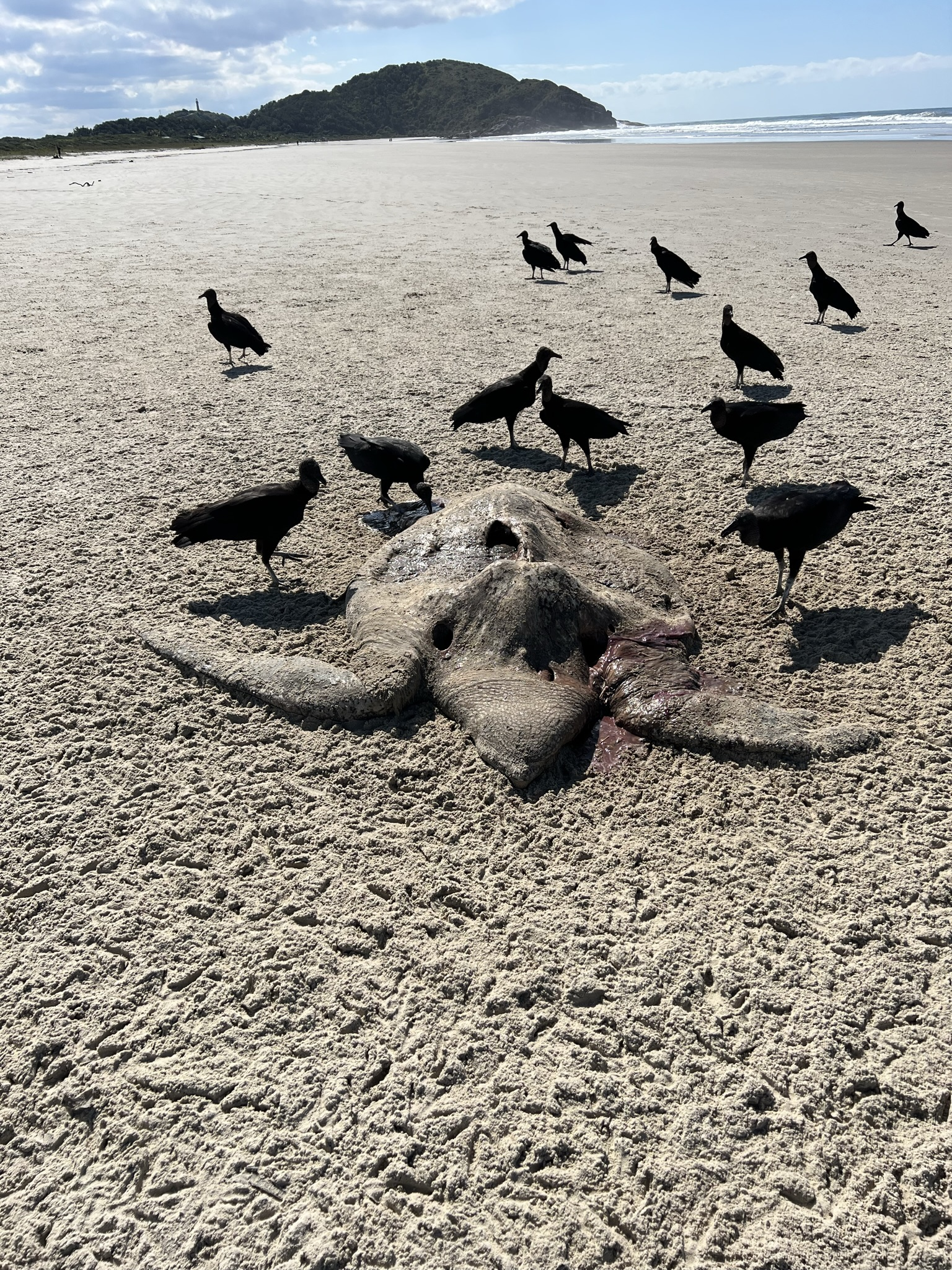
Carcassa di tartaruga marina su una spiaggia, con avvoltoi.
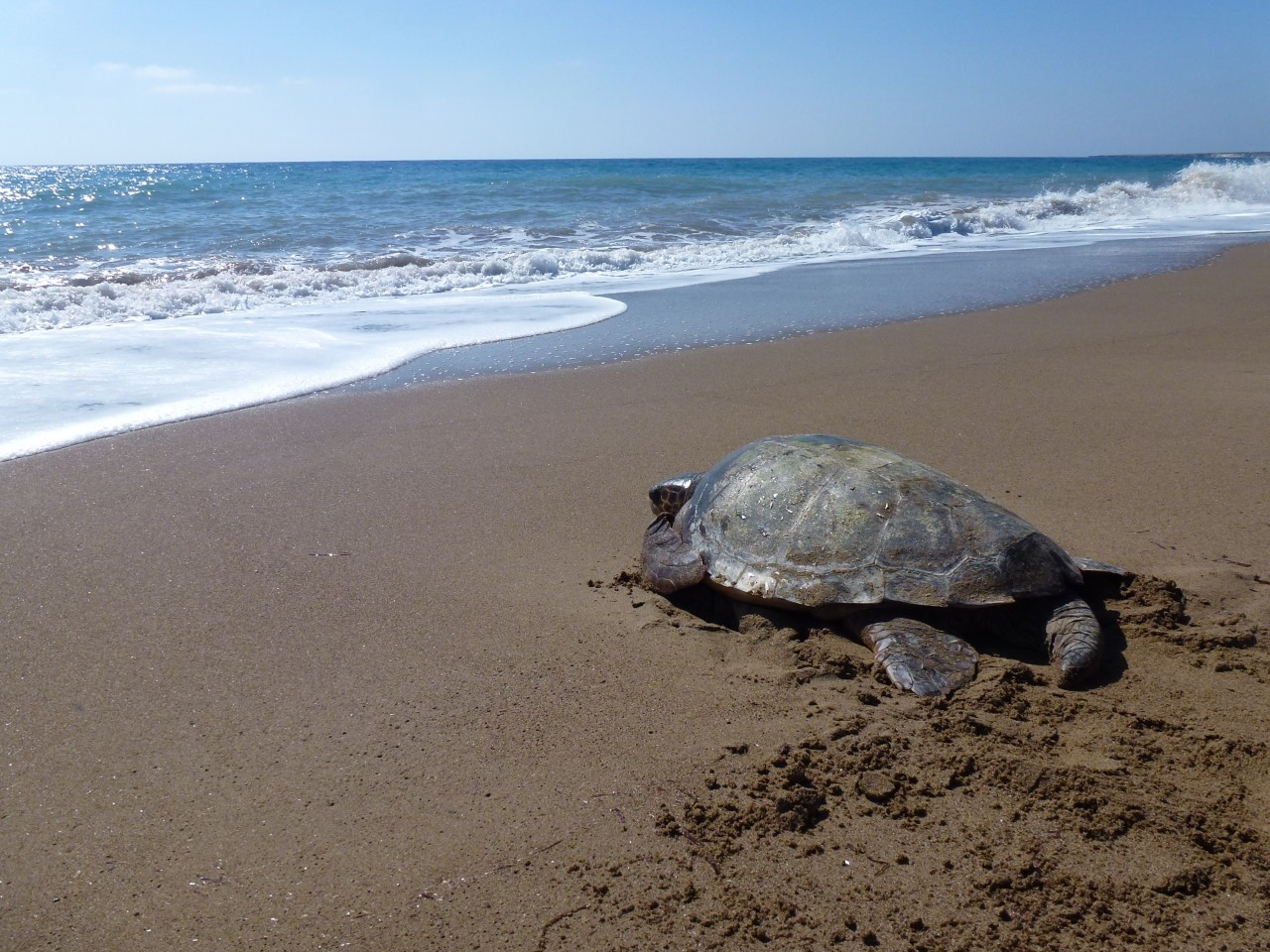
Tartaruga marina del genere Caretta.
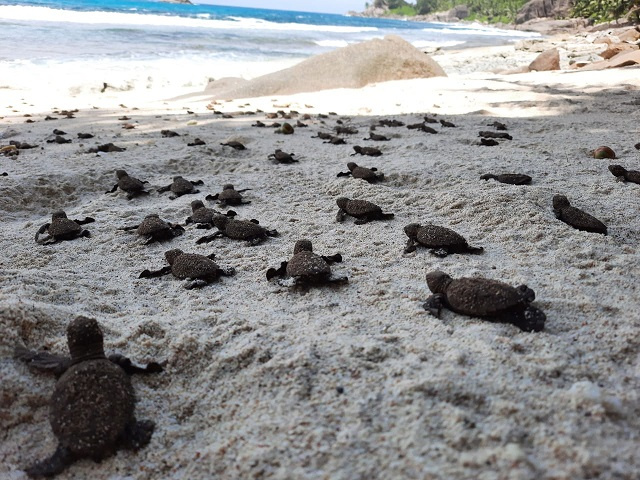
Schiusa delle uova di tartaruga marina.
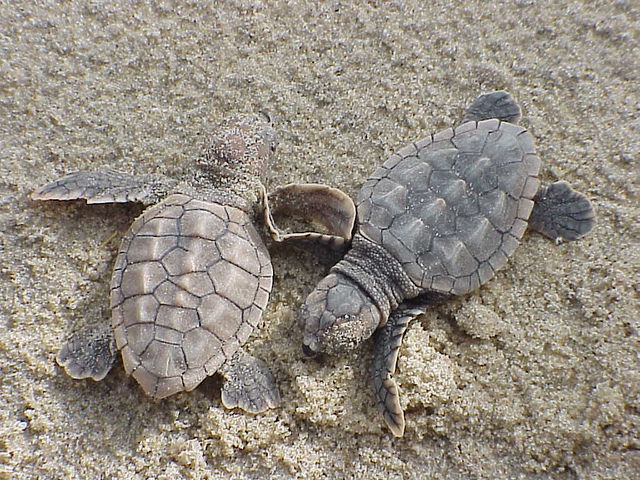
tartarughe marine poco dopo la schiusa delle uova.
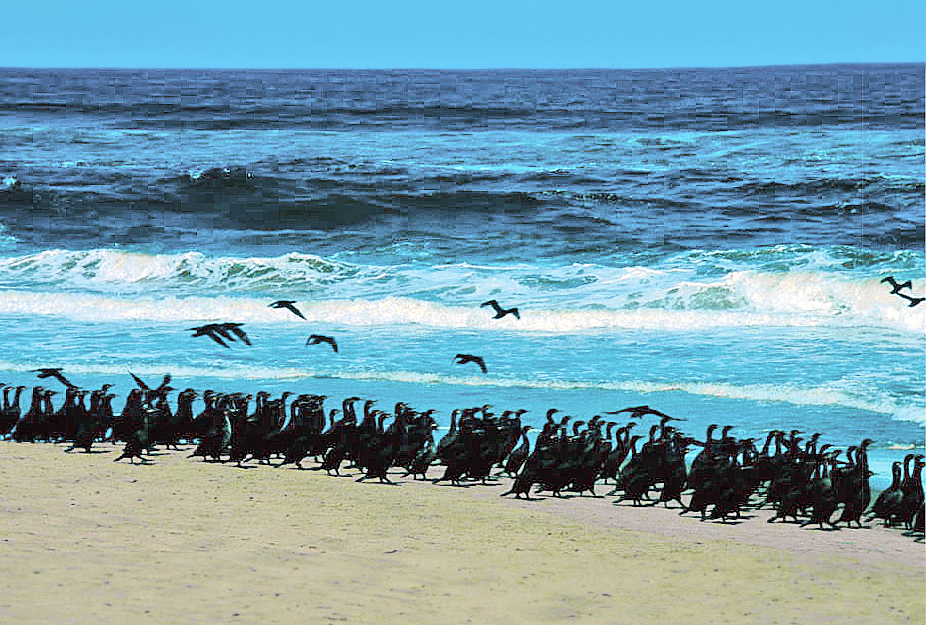
Cormorani su una spiaggia (Namibia).
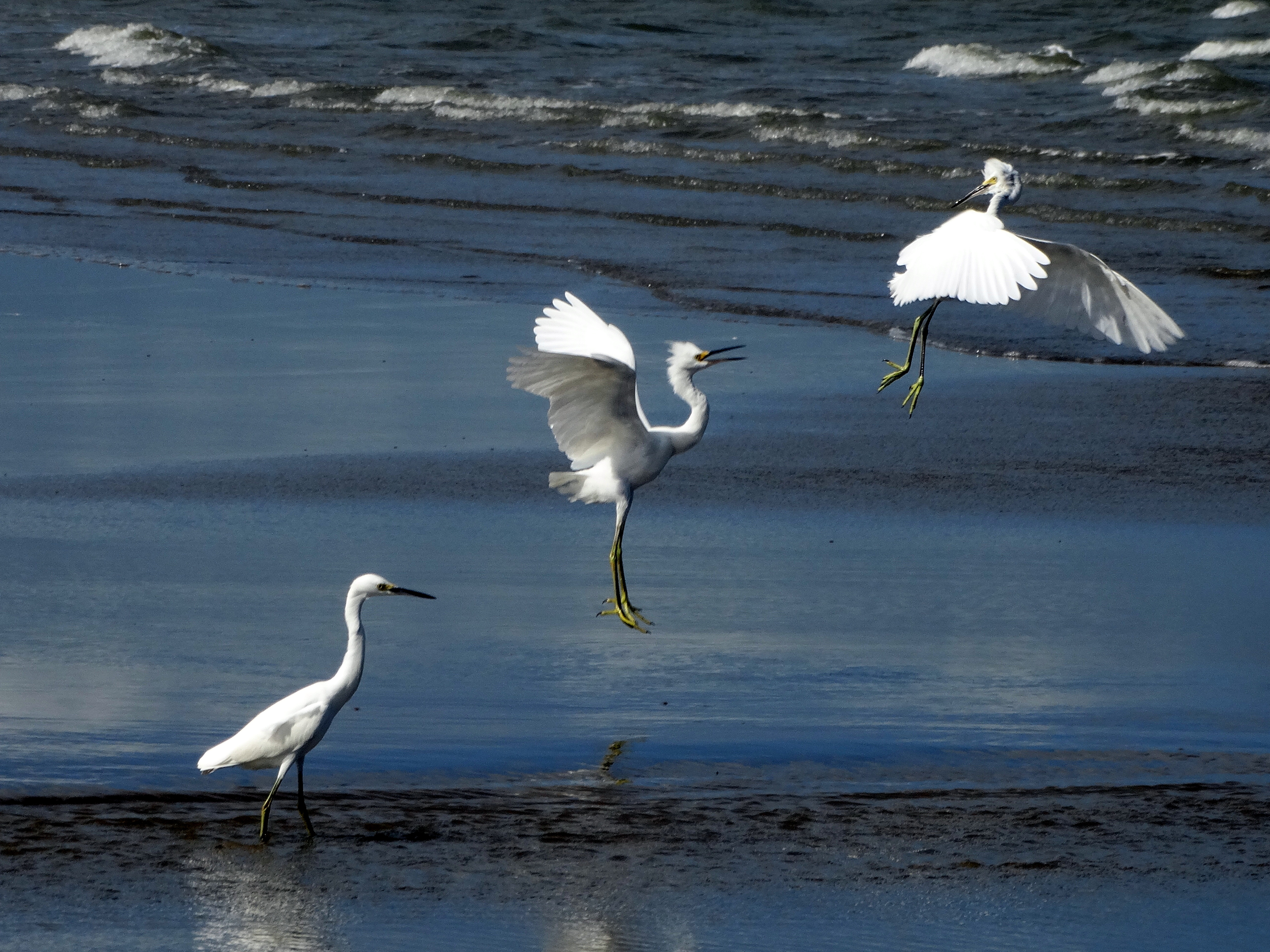
Garzette su una spiaggia (Brasile).
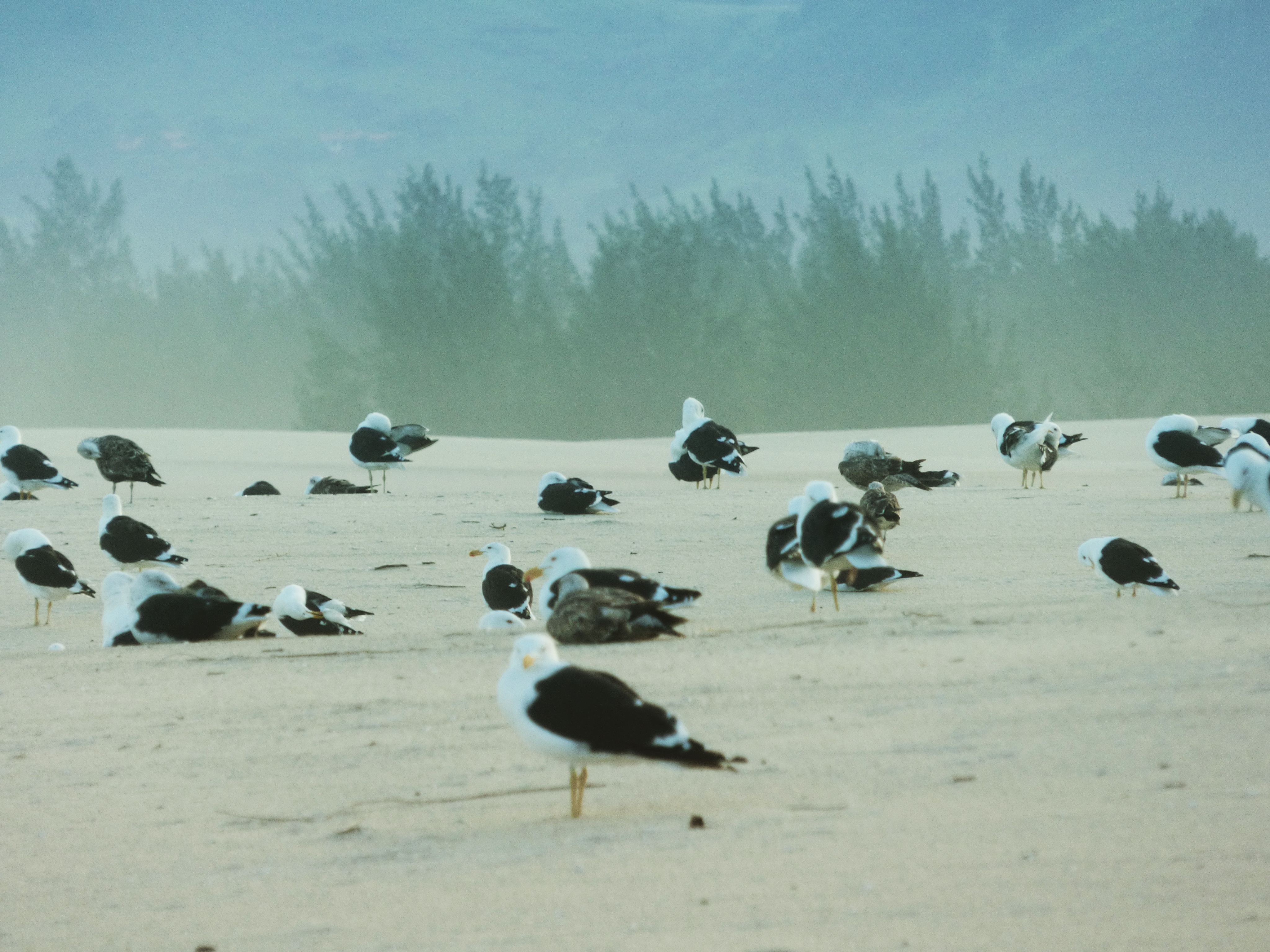
Gabbiani su una spiaggia (Brasile).
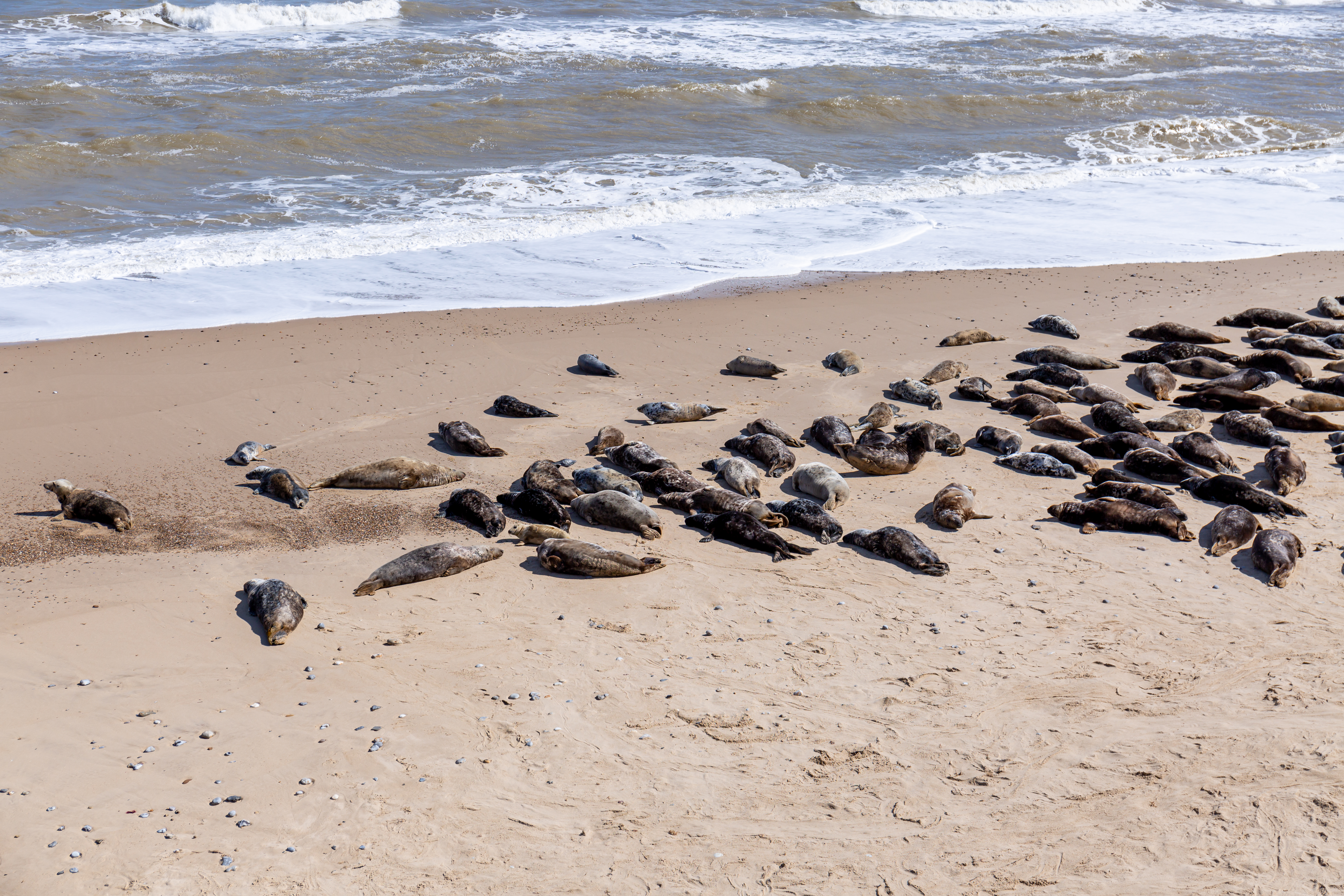
Colonia di foche su una spiaggia.
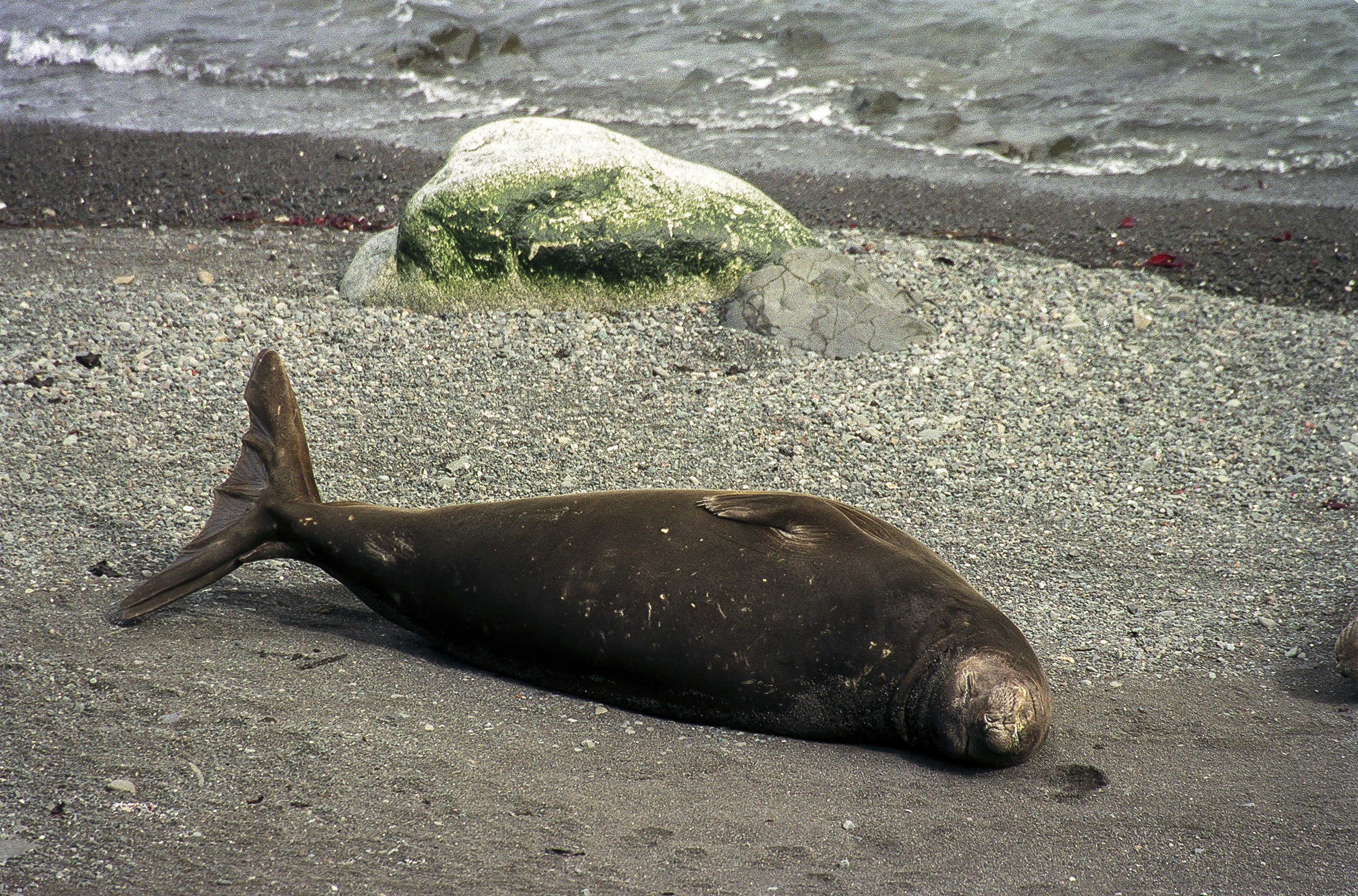
Elefante di mare su una spiaggia.
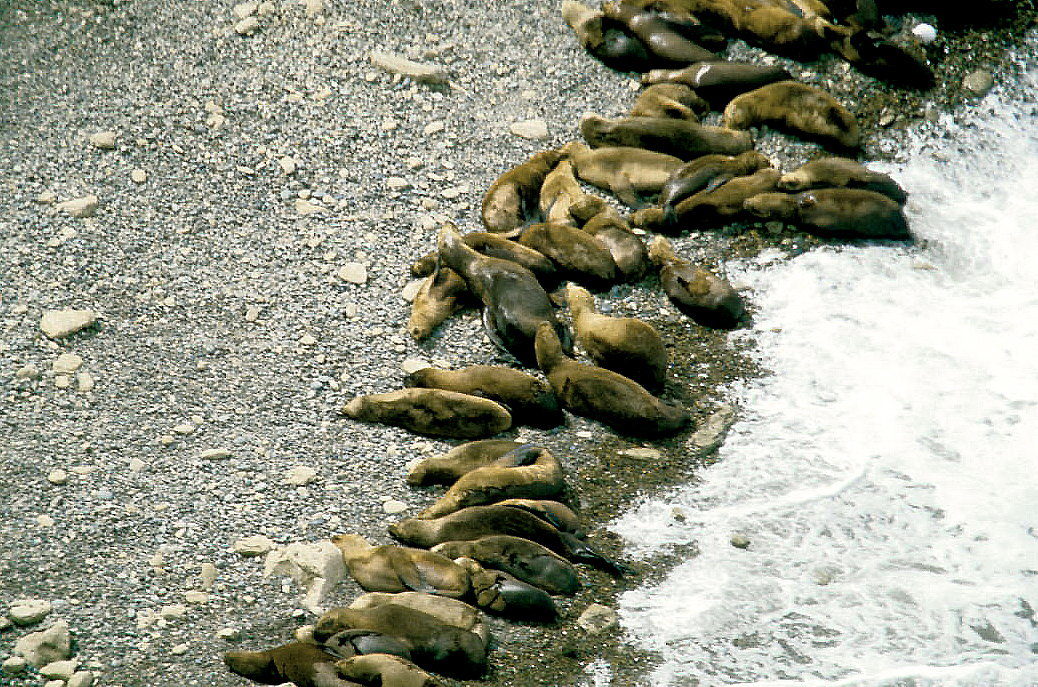
Otarie sulla battigia.
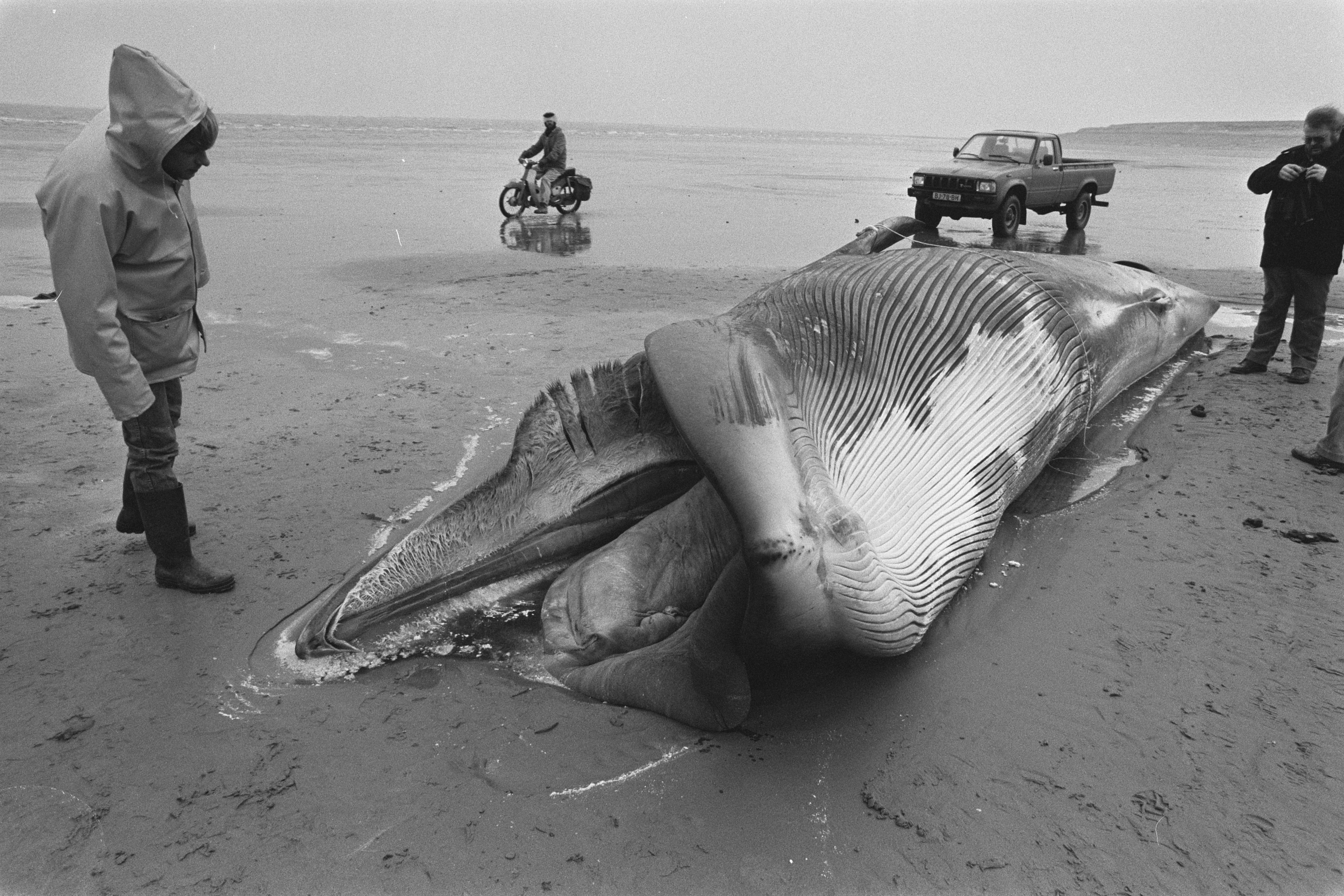
Carcassa di Balena spiaggiata.

## La protezione delle aree di spiaggia
Il moto ondoso e le correnti costiere, la cui interazione determina le modalità della sedimentazione, sono in stretta relazione con le fasi climatiche stagionali e a lungo termine: si tratta di un'interazione dinamica che varia nel tempo, e può accelerare localmente i processi di erosione, comportando l'asportazione dei materiali delle aree costiere non compensata da un adeguato deposito. Possono aversi anche d'altro canto fenomeni di sovra-sedimentazione (deposizione eccessiva di sedimento), che possono portare all'interramento di strutture portuali e turistiche.
I tipi di interventi che possono essere approntati a difesa da questi fenomeni si differenziano principalmente in due categorie:
- Ripascimento "morbido" (non protetto): realizzato mediante trasporto di sabbia da altri siti o dalla spiaggia esterna sommersa. Sono poco onerose e molto ecosostenibili: il loro impatto ambientale sugli equilibri dinamici della costa è minimo, ma possono essere soggette a rapida erosione se non progettate accuratamente (tenendo conto delle caratteristiche di direzione e velocità di venti, onde e correnti costiere). Inoltre la sabbia di ripascimento deve avere caratteristiche di composizione e dimensione dei granuli simili a quelle della sabbia in situ, sia per ragioni estetiche (per evitare un contrasto eccessivo rispetto alle aree adiacenti), sia soprattutto per evitare che le correnti costiere la erodano troppo in fretta (se troppo fine).[55]
- Ripascimento protetto mediante vere e proprie strutture realizzate in mare o vicino alla costa.[56] Tra le principali troviamo:
  - Strutture di difesa trasversale (pennelli): sono i più diffusi: si tratta accumuli di massi o blocchi di cemento disposti ortogonalmente alla linea di riva (o comunque ad alto angolo rispetto ad essa), distanziati tra loro di circa 2-3 volte la loro lunghezza. Il distanziamento va calcolato con cura tenendo conto della direzione dei venti dominanti e della velocità delle correnti costiere, in modo da evitare eccessiva erosione sottoflutto o eccessivo accumulo tra i pennelli successivi;[57]
  - Strutture longitudinali distanziate emergenti: sono massi naturali o artificiali disposti parallelamente alla linea di riva. Il principale scopo è quello di dissipare l'energia dovuta agli attacchi frontali delle onde, tuttavia possono provocare l'accumulo di materiale a tergo delle strutture in forma di tomboli e favorire l'intorbidamento delle acque sotto riva e la proliferazione di alghe per lo scarso ricambio d'acqua;[58]
  - Strutture longitudinali soffolte come le dighe soffolte (cioè sommerse): lo scopo è ridurre il moto ondoso prima che arrivi a riva, provocando il frangimento delle onde. Sono collocate alla profondità di alcuni metri, disposte parallelamente alla linea di riva. Devono essere segnalate perché possono creare rischi alle imbarcazioni.[59]
  - Strutture aderenti: sono realizzate direttamente a contatto con la costa, con il compito di contenere i terreni e mantenere fissa e costante la linea di riva. Sono composte da massi o blocchi di cemento di varia forma, tetrapodi o gabbionate. Molto efficienti se l'attacco delle onde è frontale. Un esempio storico sono i Murazzi veneziani (1744-1782), fatti costruire dalla Repubblica di Venezia.[60]

Per la messa in opera delle strutture di difesa possono essere utilizzati vari tipi di elementi, che vanno da massi di roccia di opportuna pezzatura a blocchi o tetrapodi di cemento, a gabbionate in rete metallica zincata riempite di pietrame. In ogni caso sono da preferire strutture composite assemblate con elementi giustapposti che tendono a "rompere" i fronti d'onda, permettendo il flusso dell'acqua entro la struttura stessa, e dissipandone quindi l'energia.

Meno indicate strutture massive come muri di sponda in muratura, pietra o cemento armato, a meno che non siano a loro volta difesi alla base e verso mare da altre strutture come quelle descritte sopra o non siano poste in posizione arretrata e raggiunte raramente dal moto ondoso diretto. Ciò perché questo tipo di struttura è soggetto allo scalzamento alla base da parte dell'erosione provocata dalle onde: queste infatti frangendo su una superficie verticale continua danno luogo a fenomeni di riflessione che tendono ad asportare materiale erodibile alla base del muro, approfondendo in tal modo il fondale a ridosso e al di sotto del muro stesso che infine può collassare.
Nella progettazione delle opere di difesa costiera occorre sempre considerare che le spiagge, per l'azione delle correnti longshore, costituiscono dei veri e propri "nastri trasportatori" di sedimento: di conseguenza intervenire su un tratto della costa, modificando quindi la dinamica delle onde e delle correnti, può trasferire (o aggravare) il problema in un altro tratto della costa stessa.

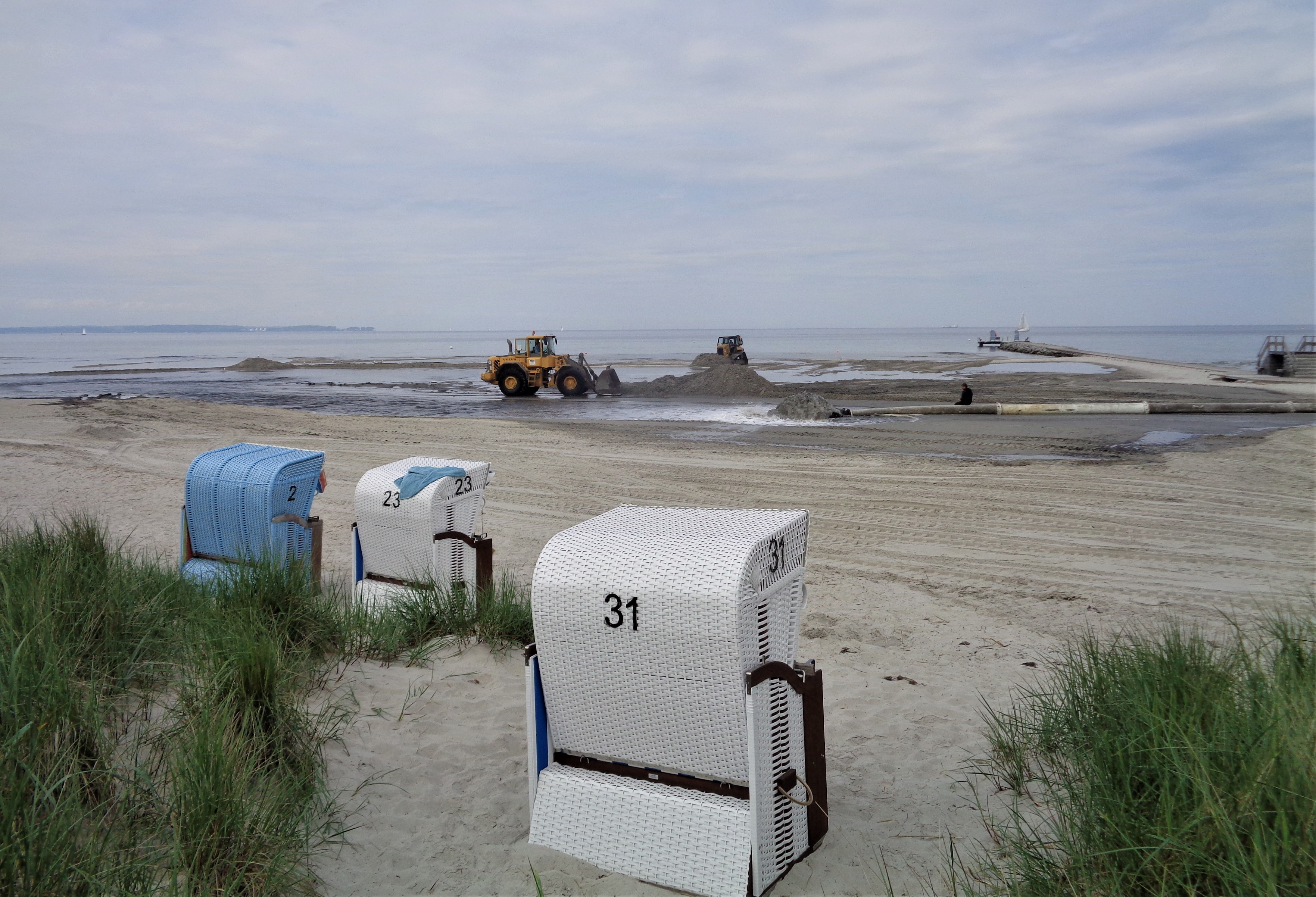
Operazioni di ripascimento di una spiaggia (Germania)
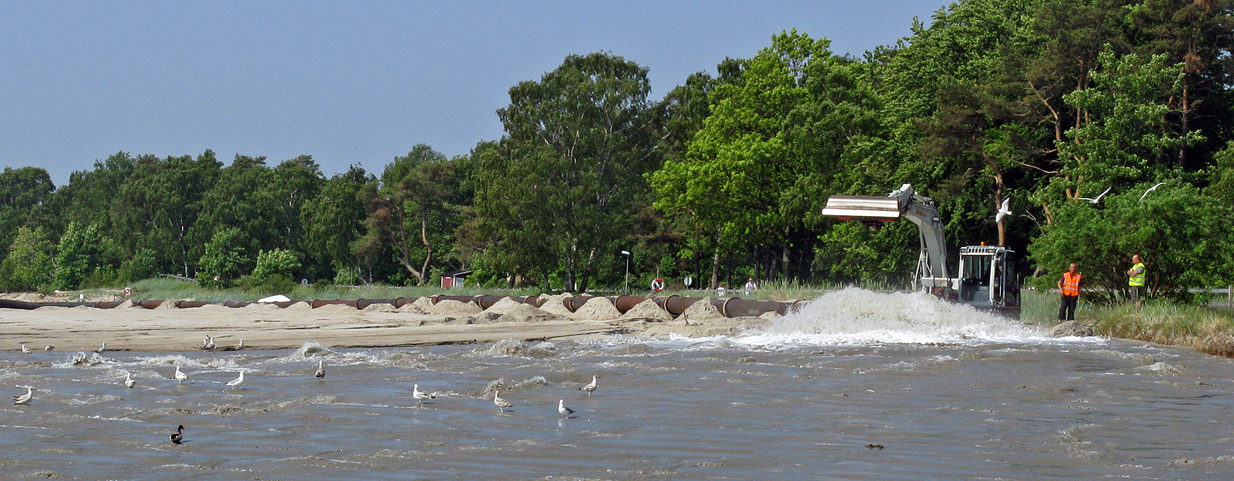
Ripascimento di una spiaggia (Svezia).
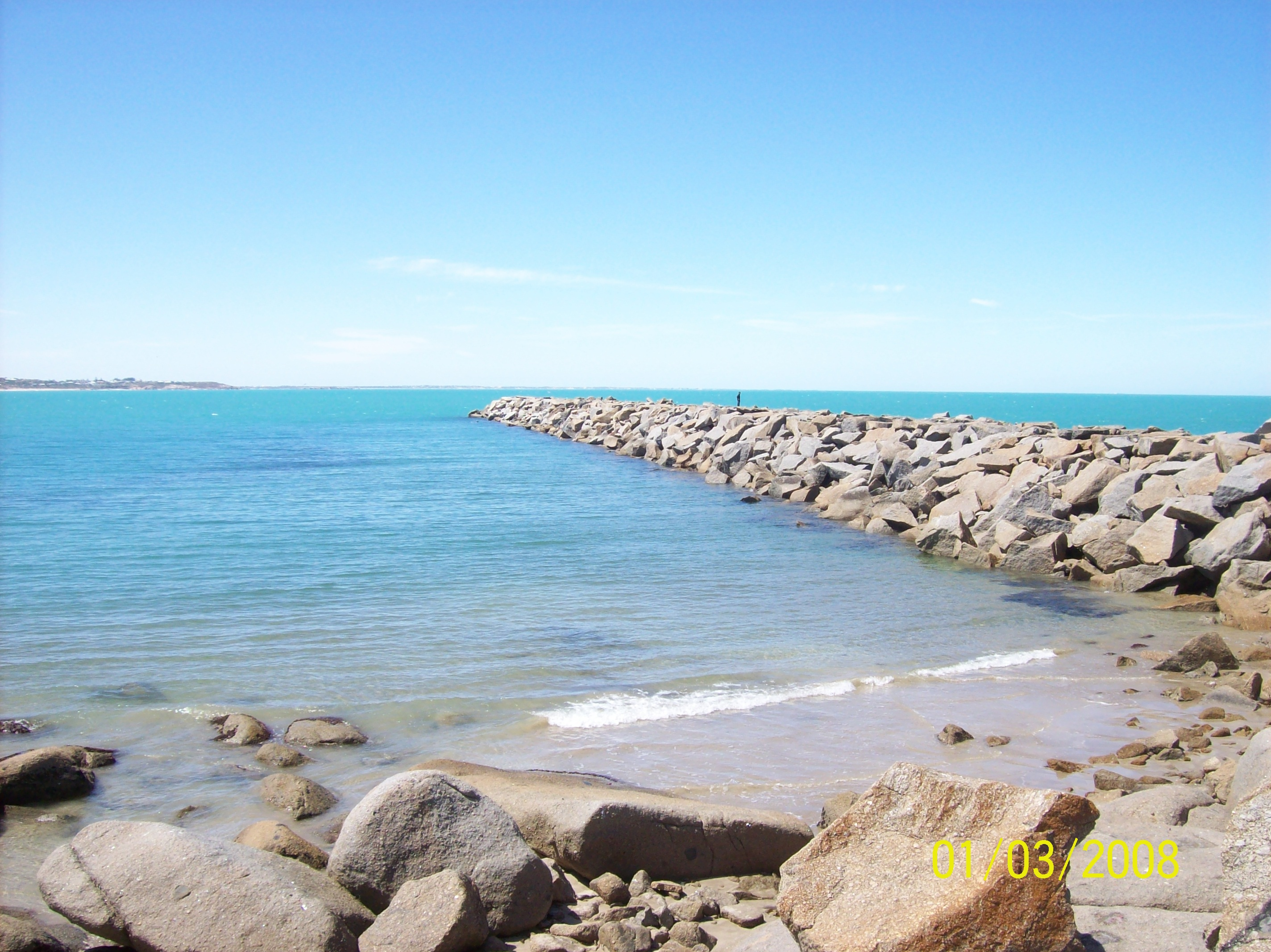
Struttura di difesa perpendicolare alla linea di costa (pennello).
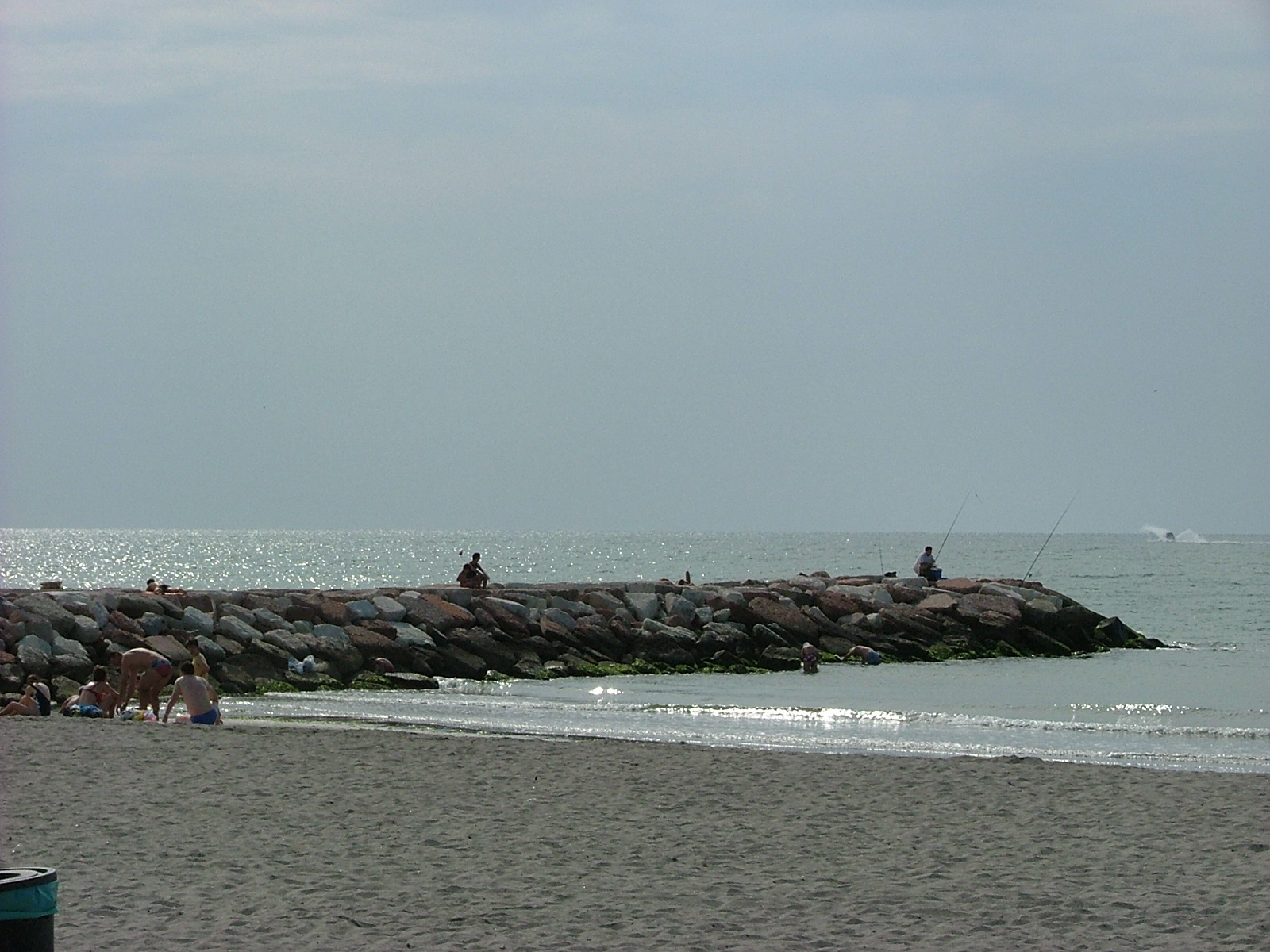
Esempio di pennello (struttura di difesa perpendicolare alla costa)
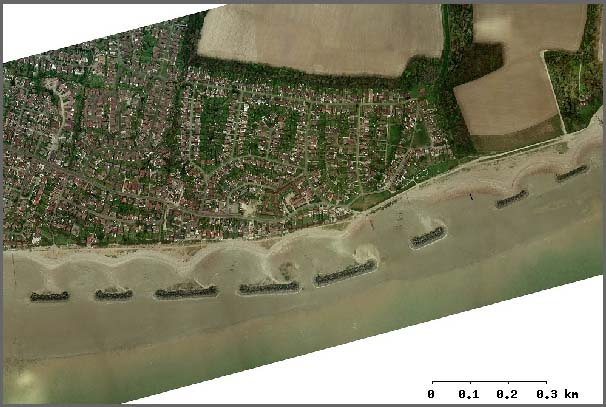
Strutture di difesa costiera, disposte parallelamente alla costa.
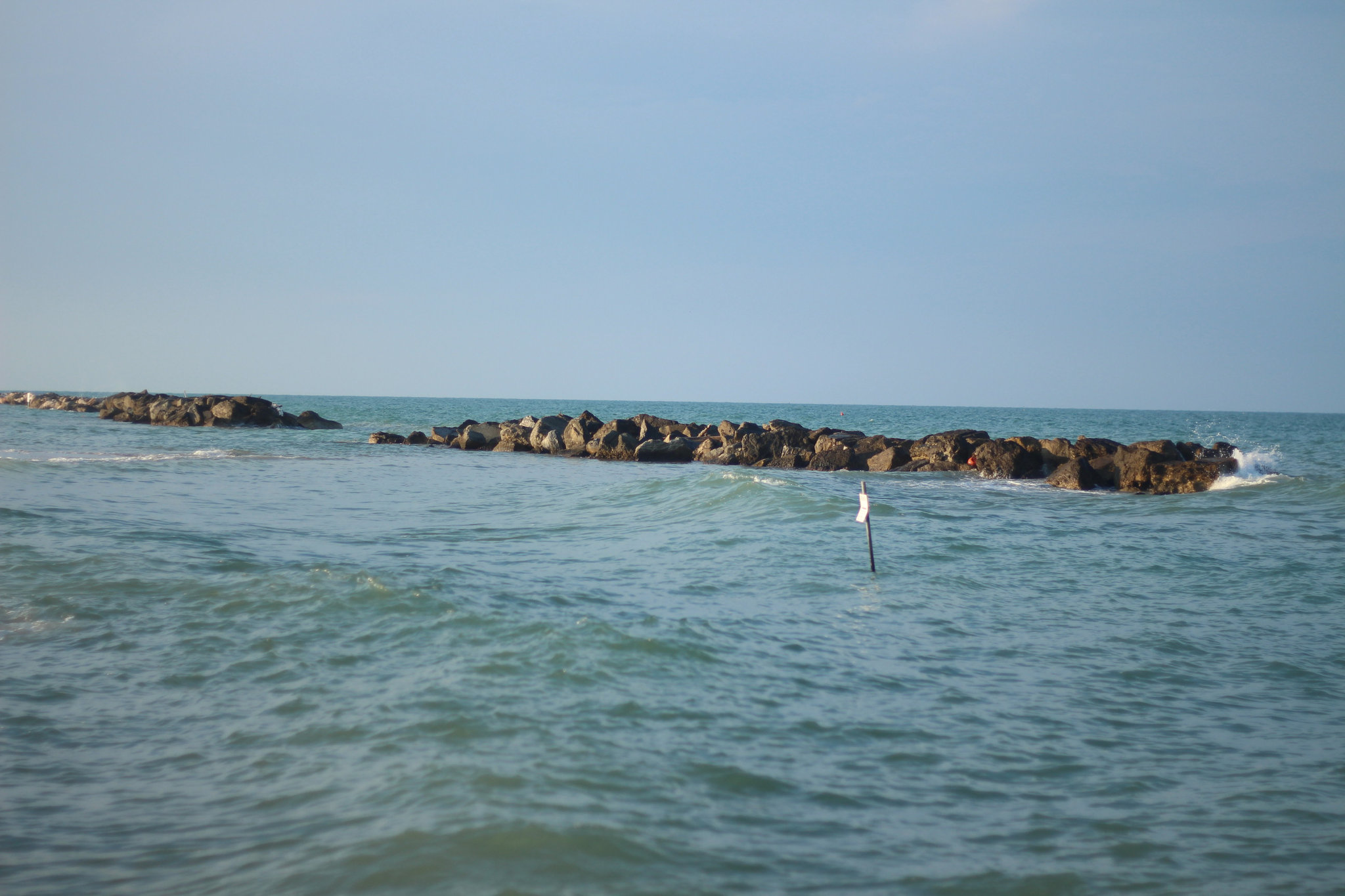
Altro esempio di struttura di difesa longitudinale rispetto alla costa.
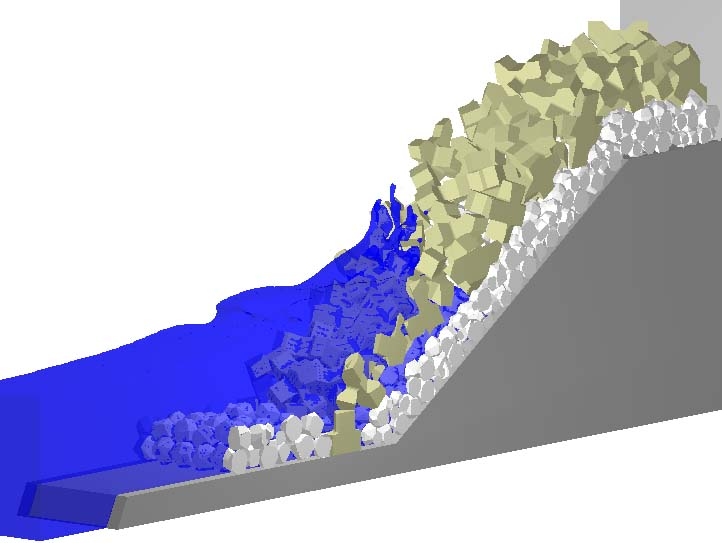
struttura di difesa costiera aderente alla linea di costa.
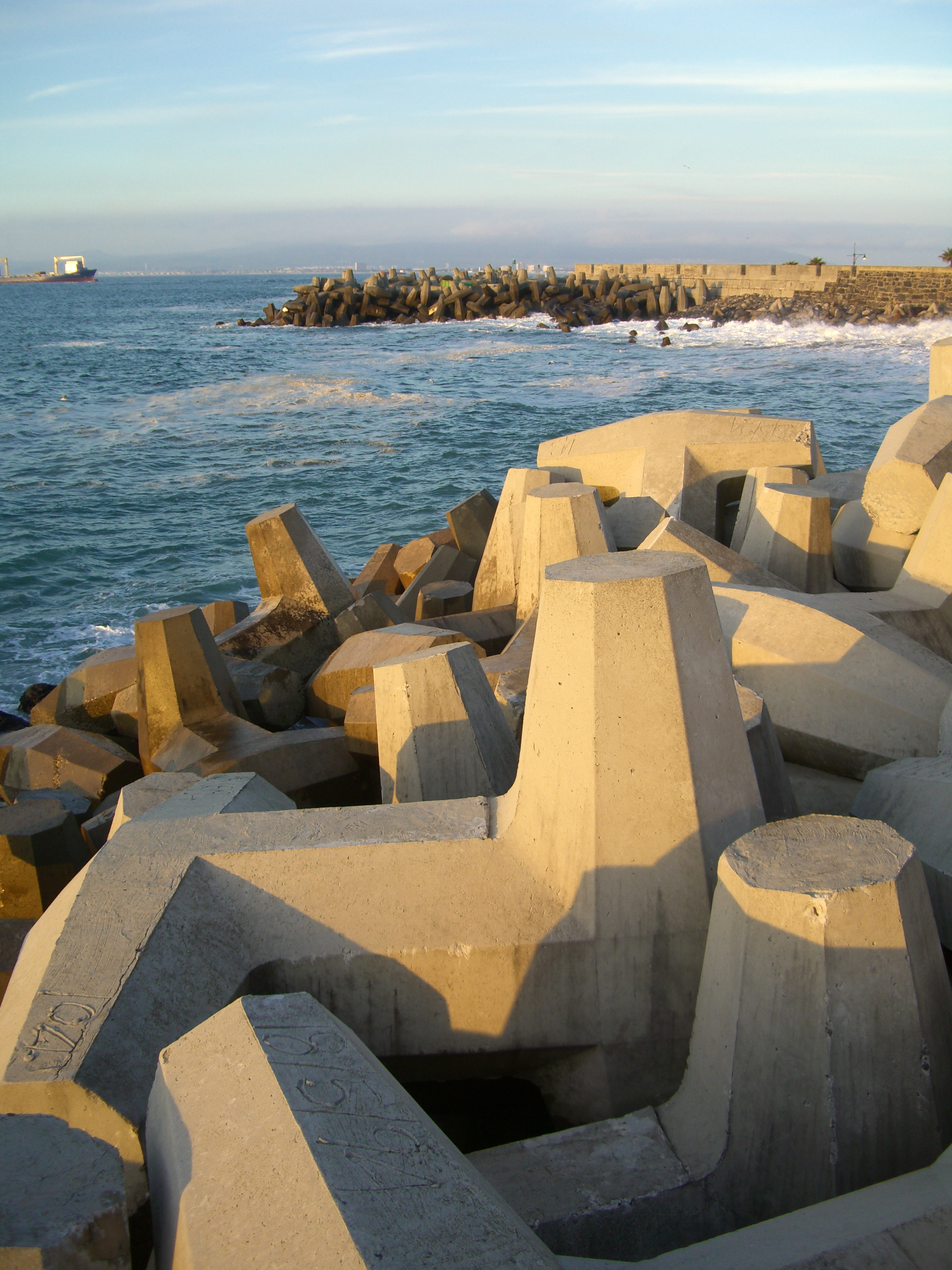
Difesa costiera mediante tetrapodi in cemento.
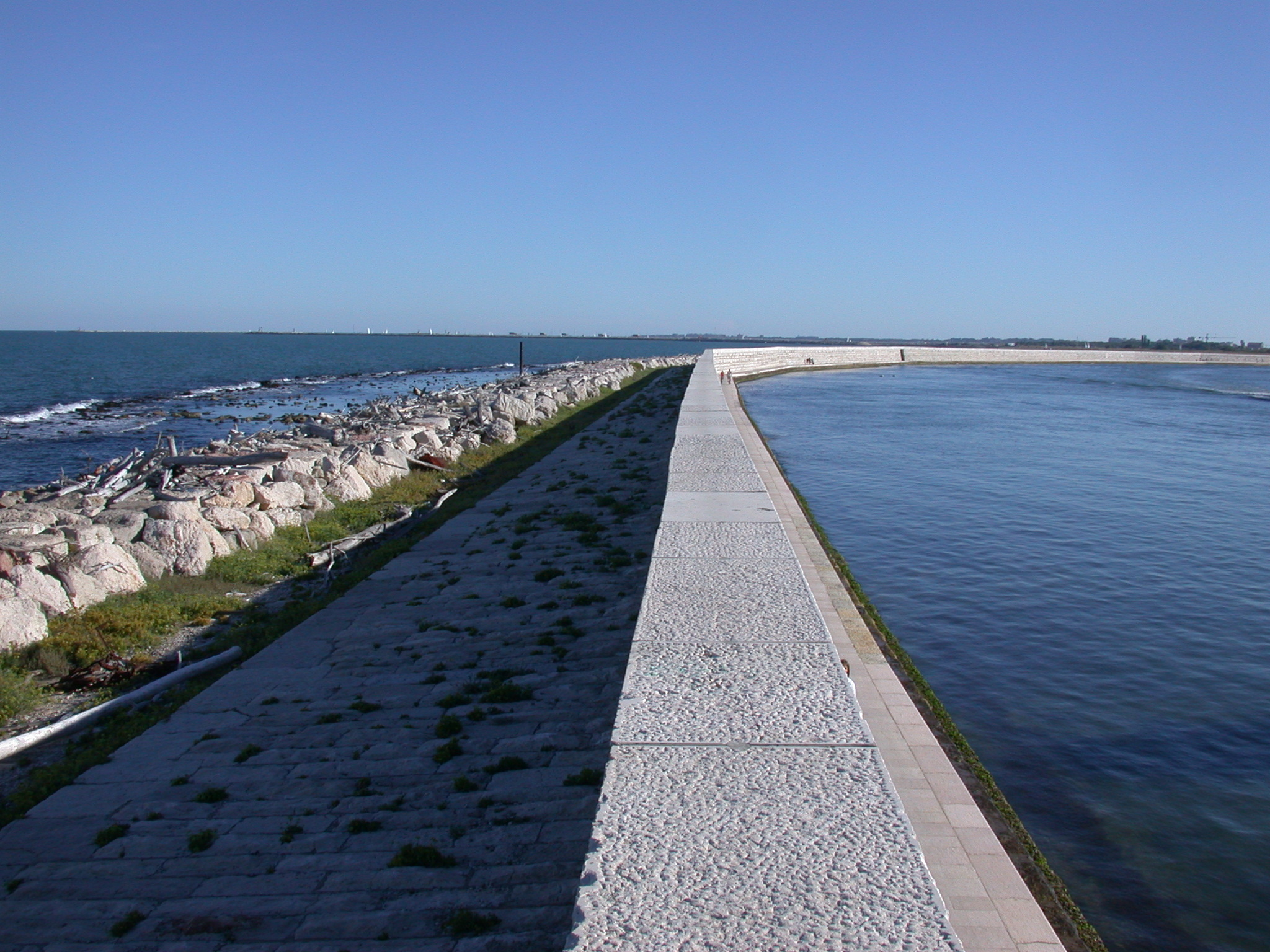
I Murazzi fra Pellestrina e Ca' Roman, a sinistra il mare Adriatico, a destra la laguna di Venezia.
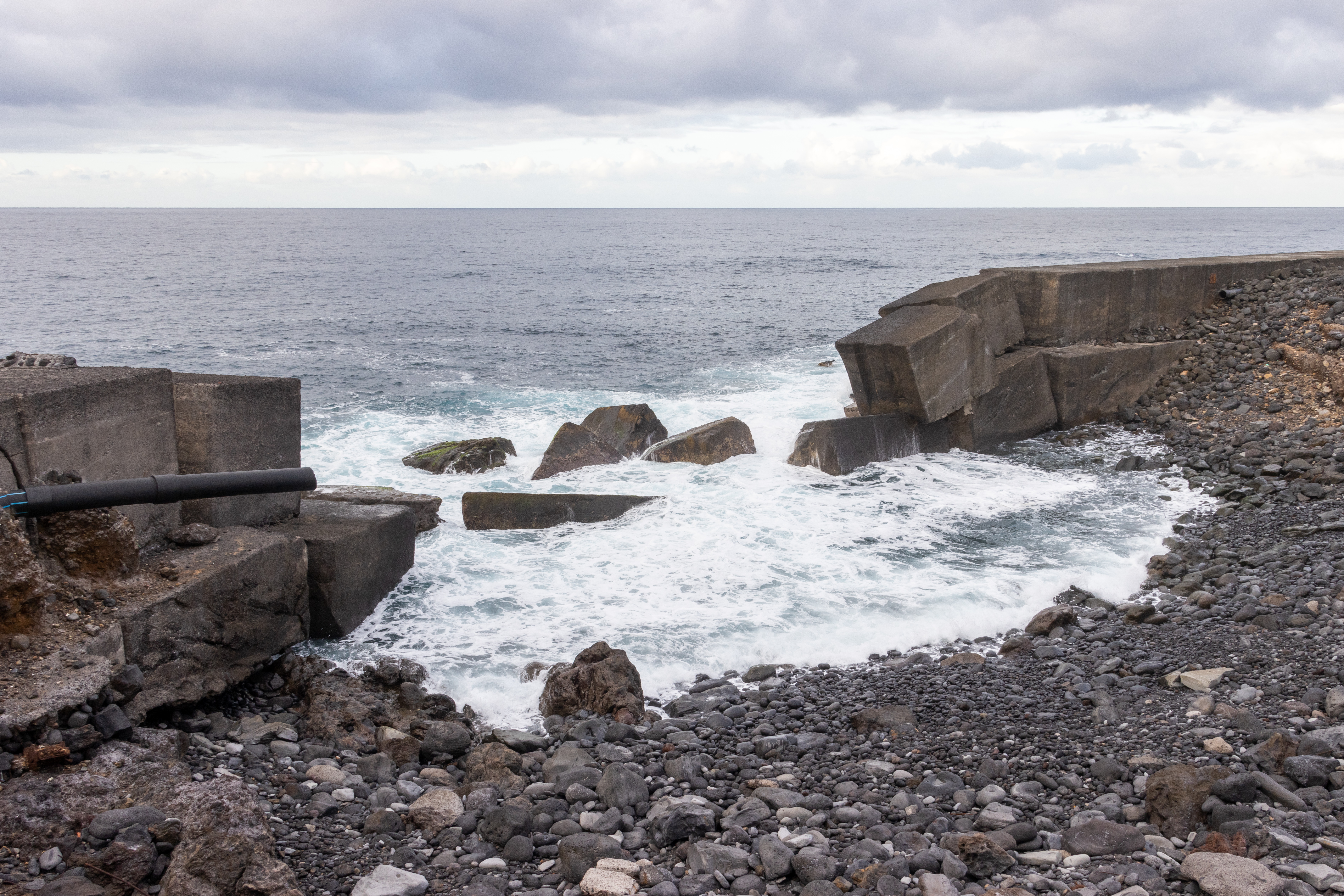
Difesa costiera in cemento (muro di sponda a gravità in cemento) danneggiata da una mareggiata.

## Potenziale minerario

### Estrazione di minerali pesanti
I sedimenti di spiaggia possono avere un significativo potenziale minerario, che dipende dai minerali che compongono i granuli (clasti). Sono di particolare interesse e oggetto di estrazione industriale le sabbie a minerali pesanti (Heavy Mineral Sand o HMS). Si tratta di elevate concentrazioni locali di metalli preziosi e minerali di interesse industriale e militare come: 
- oro
- cassiterite: fonte primaria di stagno
- minerali ferrosi (magnetite, ematite, limonite, goethite, siderite), utilizzati come fonti di ferro.
- ilmenite, rutilo, leucoxene: fonti di titanio;
- zircone: utilizzato per applicazioni industriali e fonte primaria di zirconio
- monaziti: utilizzate soprattutto come fonte di metalli delle terre rare
- granati: utilizzati come abrasivi
- sillimanite e cianite: utilizzate per la produzione di materiali refrattari

I minerali preziosi come l'oro sono utilizzati per il loro valore intrinseco e i metalli (stagno, ferro...) per l'industria metallurgica. Gli altri minerali citati sono utilizzati sia per applicazioni industriali e prodotti di uso comune come ceramica, pigmenti e vernici, sia per applicazioni avanzate in elettronica, ingegneria navale e aeronautica, costruzioni, medicina e difesa.
Estrazioni su scala industriale sono presenti in USA (Alaska, Florida, New Jersey), America meridionale (Cile e Brasile), Africa (Senegal, Gambia, Kenya, Madagascar, Mozambico, Sudafrica), India e Sri Lanka, Asia (Filippine, Vietnam, Indonesia, Australia e Nuova Zelanda

Questo tipo di giacimenti deriva da intensa alterazione ed erosione di estesi affioramenti continentali di rocce ignee e metamorfiche contenenti i minerali citati, che vengono trasportati dai corsi d'acqua alla linea di costa con i sedimenti clastici, i quali a loro volta vengono intensamente rielaborati da onde e correnti nelle facies di spiaggia; i minerali pesanti tendono tipicamente a concentrarsi in tasche e irregolarità del substrato su cui si sviluppano le spiagge attuali (superfici di erosione, canali); si possono anche trovare in corrispondenza di baie costiere aperte e rivolte alle correnti longshore, che costituiscono delle "trappole" in cui vanno a concentrarsi i minerali pesanti (come nella costa occidentale di Sri Lanka).

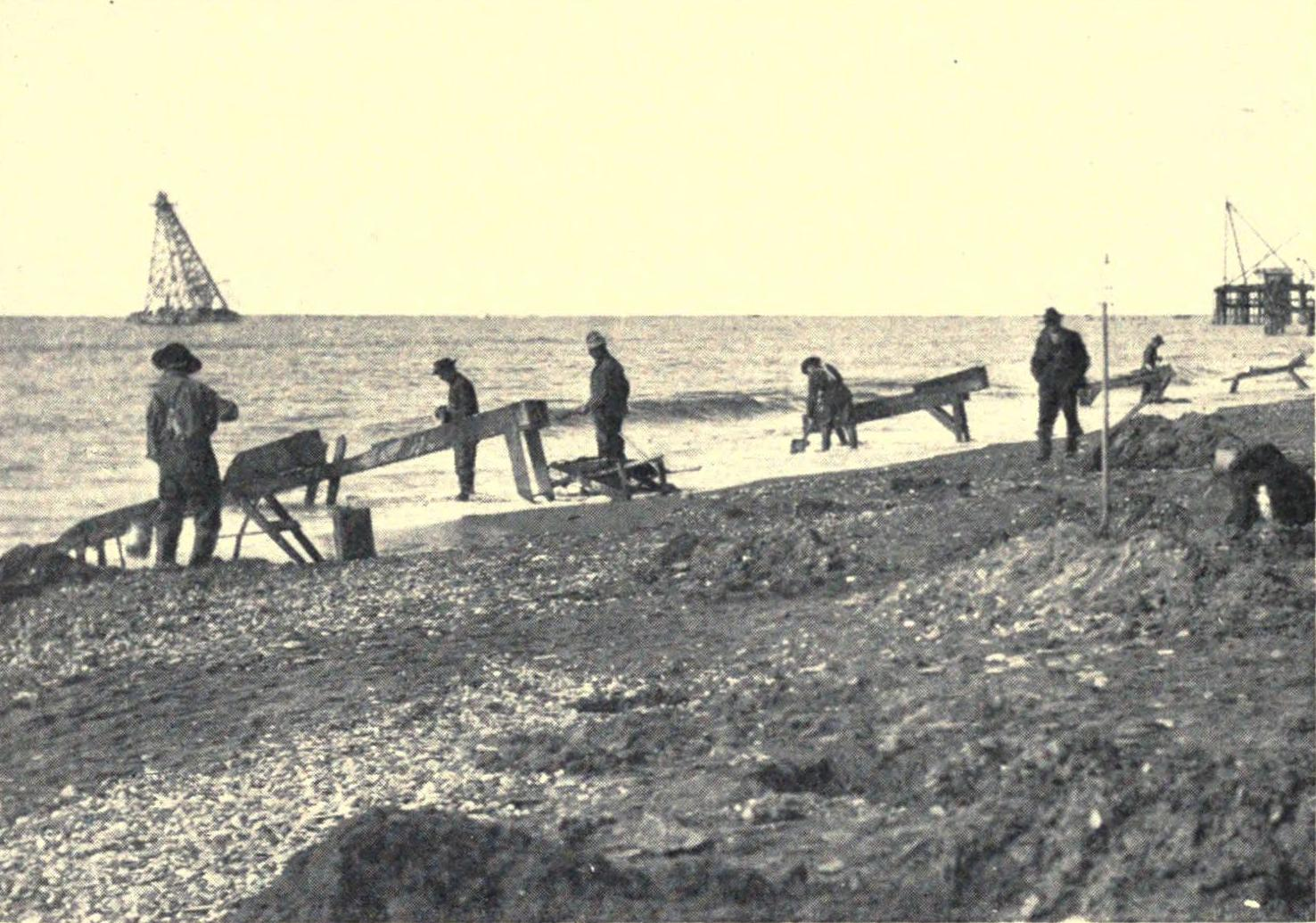
Fotografia storica di ricerche aurifere su sabbie di spiaggia (Alaska, USA).
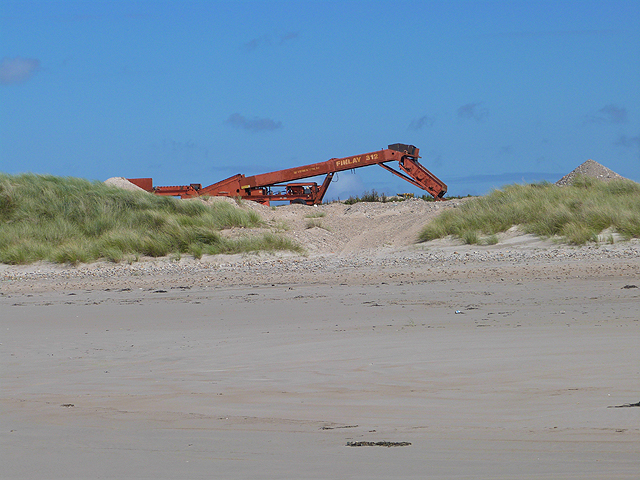
Cava di sabbia su spiaggia.
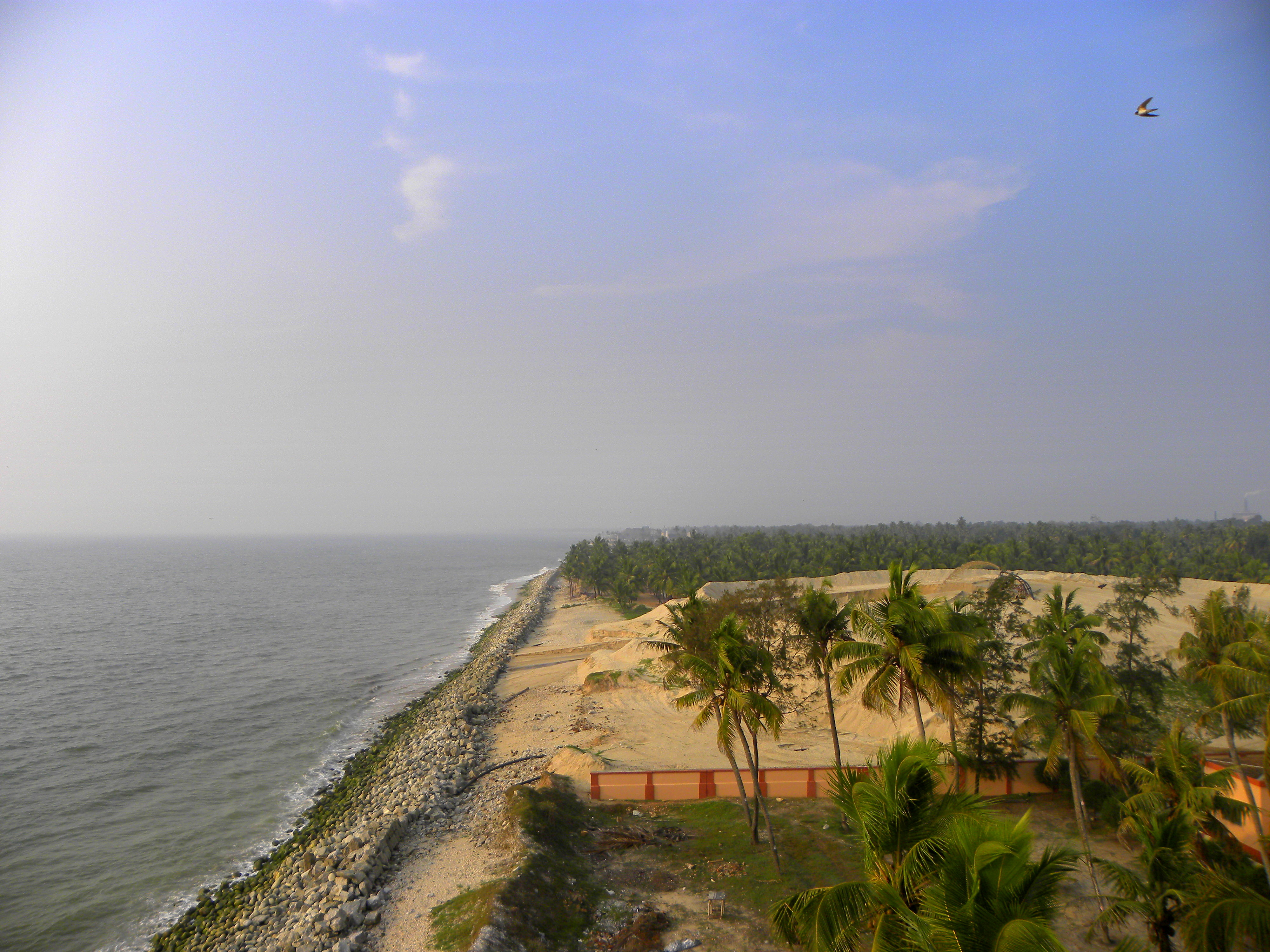
Cava di sabbia per l'estrazione di minerali pesanti lungo la costa del Kerala (India).

### Potenziale di ricerca degli idrocarburi

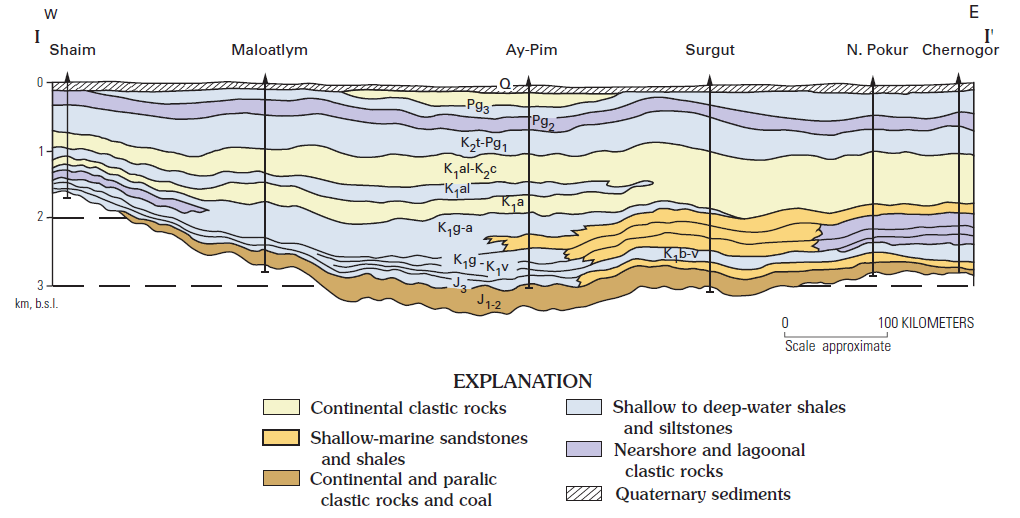
Sezione geologica che illustra il potenziale petrolifero del Bacino Siberiano occidentale; sono riportati alcuni pozzi-chiave dell'area. Nella parte bassa della sezioni sono riportate facies di spiaggia (giallo-arancio - "shallow marine sandstones and shales"), sostituite verso bacino da facies di piattaforma continentale (azzurro - "shallow to deep water shales and siltstones") e verso terra (a E nella sezione) da facies protette (violetto - "nearshore and lagoonal clastic rocks")

I depositi clastici di spiaggia, una volta portati in profondità dalla subsidenza naturale, costituiscono "trend" lineari di rocce e sedimenti porosi e ben selezionati, con buona permeabilità primaria: pertanto hanno generalmente buona potenzialità di reservoir, costituendo le rocce serbatoio di giacimenti sia a petrolio che a gas. La loro contiguità con sedimenti di bacino o di laguna, spesso ad elevata concentrazione di materia organica, che possono costituire rocce madri, consente la migrazione e l'accumulo degli idrocarburi all'interno di esse in presenza di trappole strutturali o stratigrafiche. Lo studio degli ambienti sedimentari e delle loro variazioni verticali e laterali, e dei cicli sedimentari determinati dalle dinamiche trasgressivo-regressive, è fondamentale nella ricerca degli idrocarburi per poter predire la posizione e lo sviluppo di reservoir e rocce madri. Lo studio di queste relazioni viene eseguito utilizzando sia dati di pozzo che, soprattutto, la sismica a riflessione mediante i principi della stratigrafia sequenziale.

I sistemi litorali sono caratterizzati da uno sviluppo lineare parallelo alla paleo-linea di costa, direzione lungo la quale si ha la maggiore continuità laterale di facies, mentre in direzione perpendicolare si hanno transizioni generalmente piuttosto rapide (da decine a centinaia di metri); quindi i corpi sabbiosi di spiaggia a più alta energia (i migliori reservoir) raggiungono il massimo spessore in una fascia ristretta e tendono a chiudersi rapidamente sia verso terra che verso mare passando a facies meno favorevoli dal punto di vista della produzione; nel caso di sequenze trasgressive, le facies di spiaggia possono deporsi entro irregolarità topografiche (ad esempio canali fluviali formatisi durante la precedente fase regressiva) che rendono più problematica l'individuazione e la definizione dell'estensione del reservoir.

## Fattori di rischio e problematiche ambientali
La aree costiere, dominate a scala globale dai sistemi di spiaggia, risultano di notevole importanza per gli insediamenti e le attività umane e sono interessate dal loro sviluppo. Più di metà della popolazione mondiale vive entro 60 km dalla linea di costa. L'aumento della popolazione in una fascia di territorio ristretta, lo sviluppo economico e industriale, lo sfruttamento delle risorse naturali e l'aumento della domanda di opportunità ricreative costituiscono altrettante cause di incremento della pressione antropica sull'ambiente e sugli ecosistemi di spiaggia. I principali fattori comprendono:
- Attività ricreative. Attività di balneazione, attività di veicoli fuoristrada, equitazione, campeggio, surf, raccolta di elementi faunistici per alimentazione umana o esche, pesca in acque basse.
- Inquinamento. Scarico di acque reflue e spazzatura; eutrofizzazione (fioritura di alghe tossiche); acque ad alta temperatura (inquinamento termico); idrocarburi, oli in generale ed altri inquinanti chimici (inclusi metalli pesanti). I sistemi di spiaggia sono particolarmente sensibili all'inquinamento data la loro azione di filtraggio delle acque costiere e scambio/riciclo di nutrienti.
- Costruzioni. Edifici, infrastrutture civili e militari, strade e vie di comunicazione in genere, che risultano in perdita o deterioramento di habitat.
- Strutture di difesa costiera (dighe, pennelli, frangiflutti...) che possono provocare riduzione o interruzione dell'apporto di sedimento; operazioni di pulizia, ripascimento o rivestimento della costa condotte in modo errato, che possono danneggiare l'habitat e alterare l'equilibrio tra apporto ed erosione del sedimento.
- Sfruttamento delle risorse naturali. Pesca costiera; estrazioni minerarie (queste ultime di impatto devastante sull'habitat e sulle fonti di sussistenza delle comunità locali[77]).

Oltre alla pressione diretta delle comunità umane, il cambiamento climatico sta avendo un notevole impatto sulle aree costiere, con diversi elementi di criticità. I fattori dominanti sono due:
- Innalzamento del livello marino, che ha come conseguenza l'arretramento delle linee di costa (trasgressione marina). Globalmente, circa il 70% delle spiagge sono attualmente in fase di arretramento, mentre il 20-30% risultano stabili e meno del 10% sono in avanzamento[79].
- Intensificazione degli eventi atmosferici estremi (cicloni). L'aumento dell'energia del moto ondoso in eventi di elevata magnitudine ha come conseguenza l'incremento dell'erosione delle spiagge[80].

A questi si accompagnano diversi ulteriori elementi per il cui impatto gli studi non forniscono ancora un quadro esauriente a scala globale; tra i principali:
- Cambiamenti nel regime delle precipitazioni. La quantità e la frequenza delle precipitazioni stanno cambiando su scala globale, con notevoli variazioni a scala regionale difficilmente riconducibili ad un unico modello. Tuttavia, si osserva un aumento diffuso di eventi di precipitazioni intense anche in luoghi dove la quantità totale annua è scarsa: questo ha come risultato l'aumento di fenomeni di inondazione e dello scarico di acque dolci nei mari e negli oceani. Poiché la dinamica delle spiagge è strettamente connessa all'apporto di acque e sedimenti di origine continentale, questo fenomeno è passibile di influenzare gli ecosistemi di spiaggia. Questo fattore può avere una notevole influenza anche sulla vegetazione di spiaggia e sulla stabilità delle dune di retrospiaggia[80].
- Acidificazione degli oceani. L'aumento del contenuto atmosferico di CO2 causa, attraverso le precipitazioni, l'aumento del PH delle acque marine e oceaniche, con incremento di concentrazione di ioni H+ e decrescita simultanea della concentrazione di ioni carbonato. Poiché gli organismi marini non sono in grado di costruire i loro scheletri di carbonato di calcio in condizioni di sottosaturazione, questo cambiamento nella chimica delle acque ha conseguenze potenzialmente disastrose a scala globale sulle comunità biologiche marine e di spiaggia, oltre che sulle spiagge stesse in regioni ad elevata produttività carbonatica di origine biologica, nelle quali può provocare una drastica diminuzione dell'apporto di sedimento carbonatico[81].

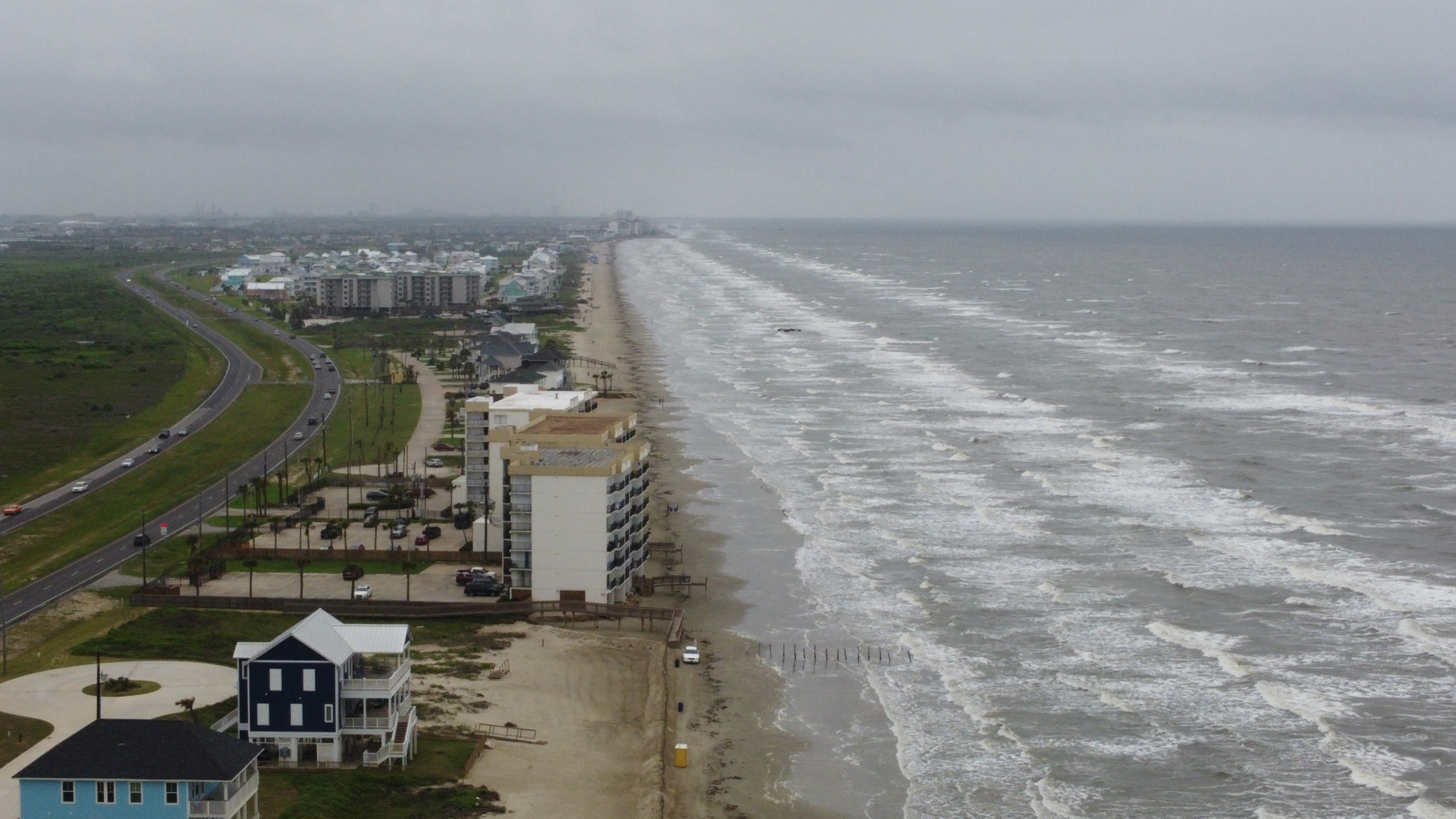
Estrema antropizzazione di un tratto di costa texana (Galveston, Golfo del Messico). Secondo la legge in questo stato la parte di spiaggia "pubblica" va dall'acqua al livello medio di alta marea ("wet beach"), mentre la parte di "dry beach" è lasciata alla proprietà privata[82].
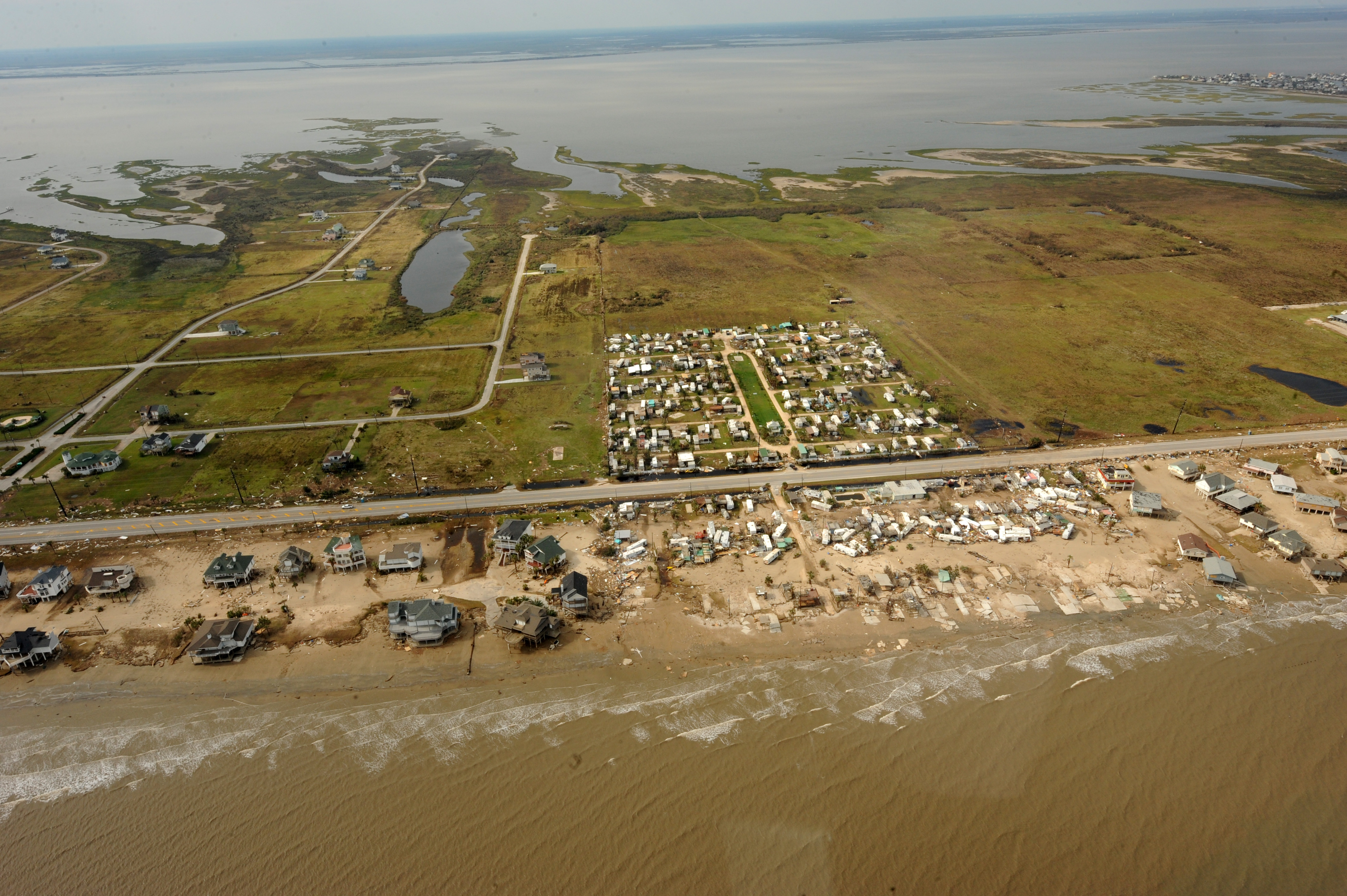
Conseguenze dell'urbanizzazione incontrollata in prossimità della linea di costa. In questo caso l'effetto di una mareggiata eccezionale (Uragano Ike) su un tratto di costa fortemente antropizzata (Galveston, Texas). Una fascia di rispetto avrebbe evitato la devastazione degli edifici in primo piano e delle loro pertinenze.
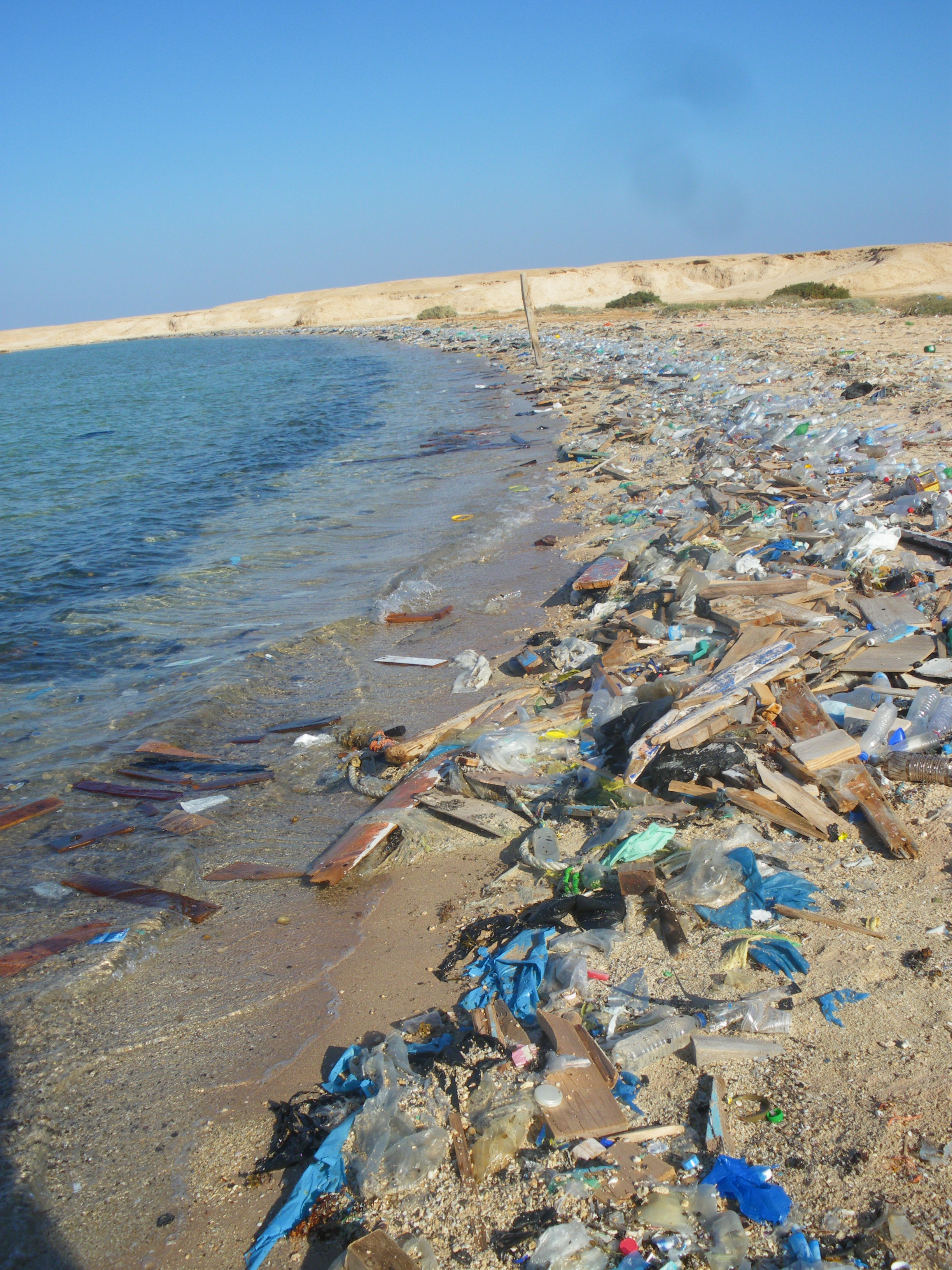
Tratto di spiaggia interessato da forte inquinamento di natura detritica (Egitto, Mar Rosso).
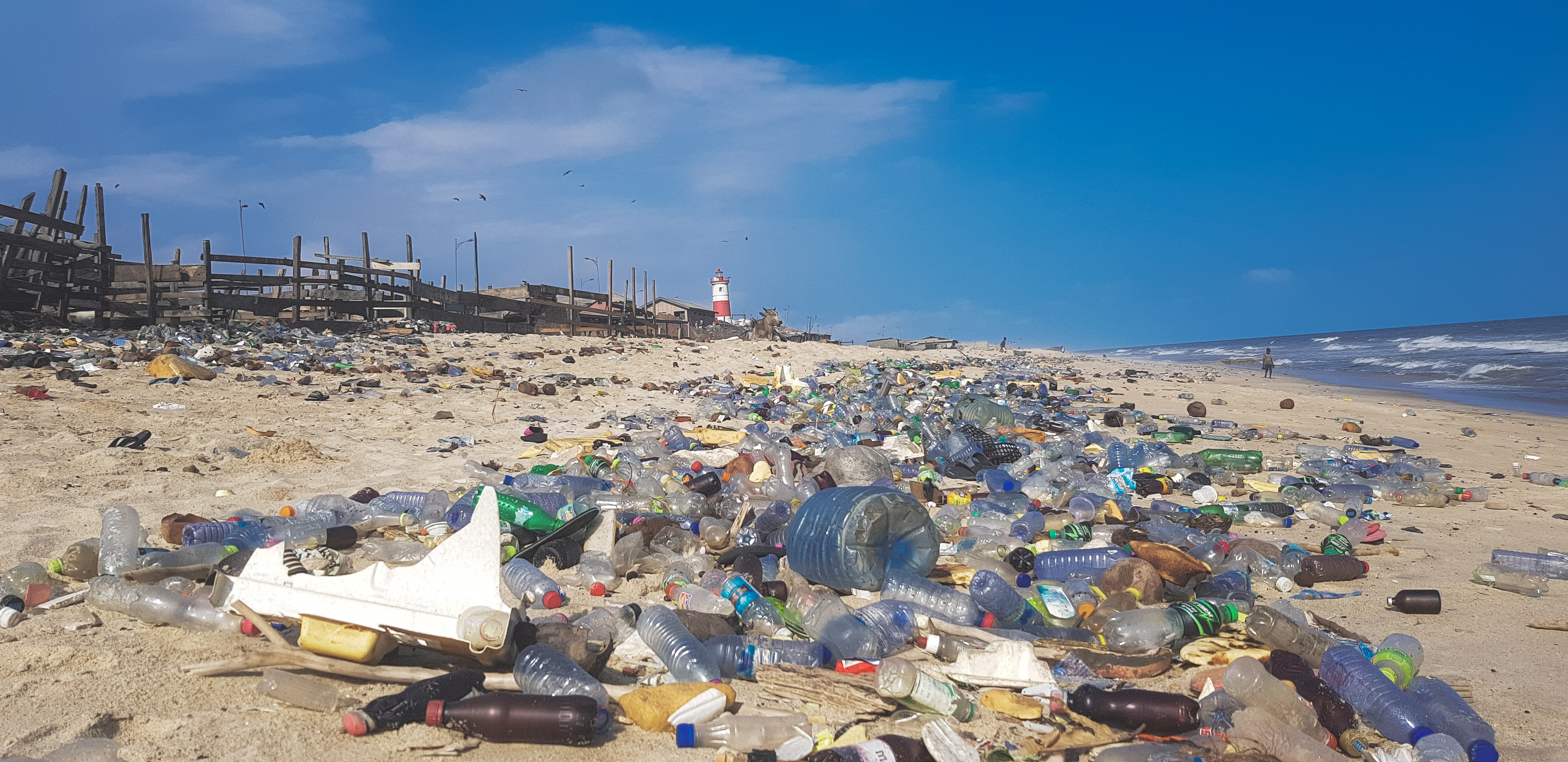
Spiaggia fortemente inquinata da materiale plastico (Ghana).
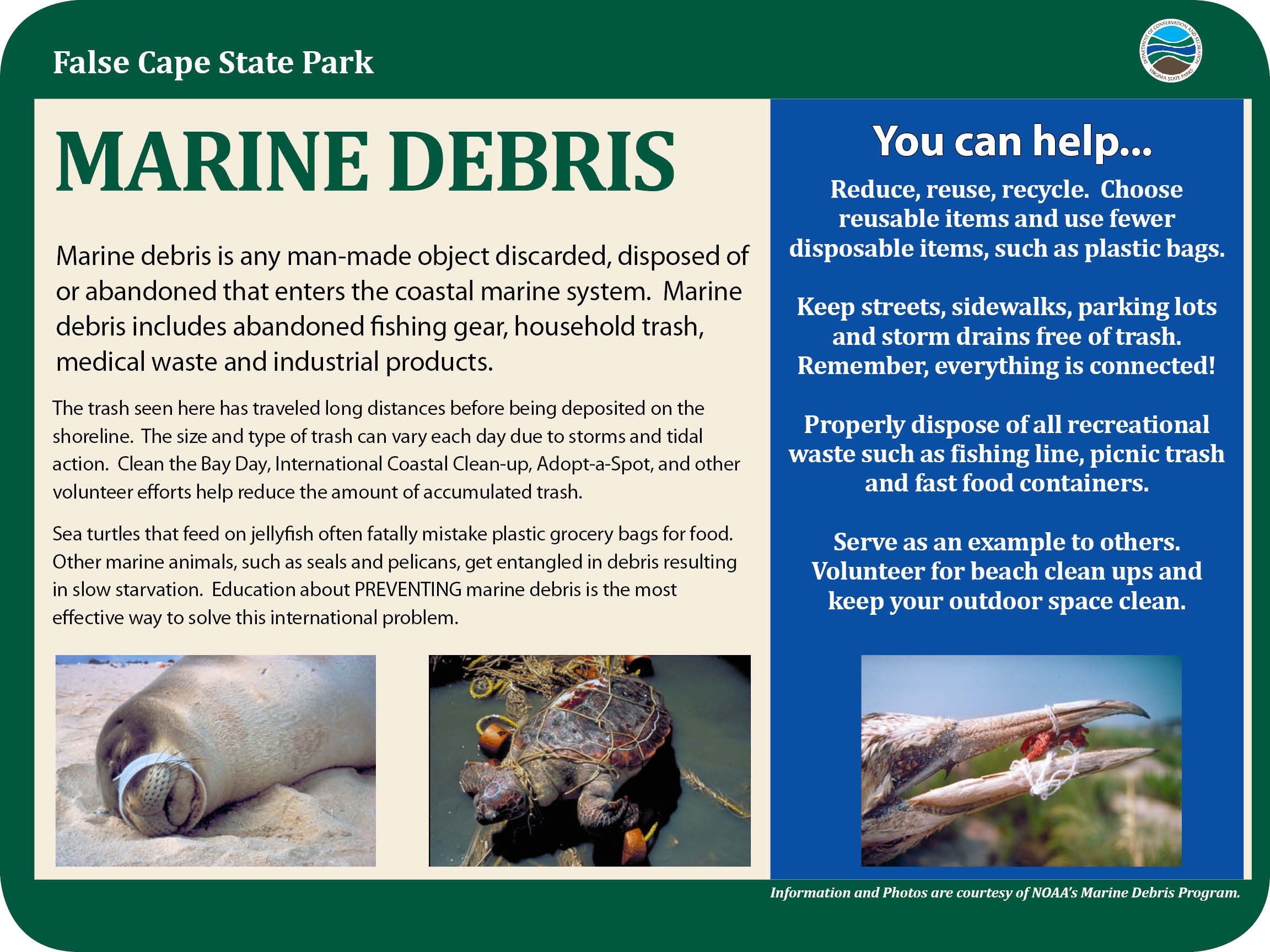
Inquinamento detritico ed effetti sulla fauna.
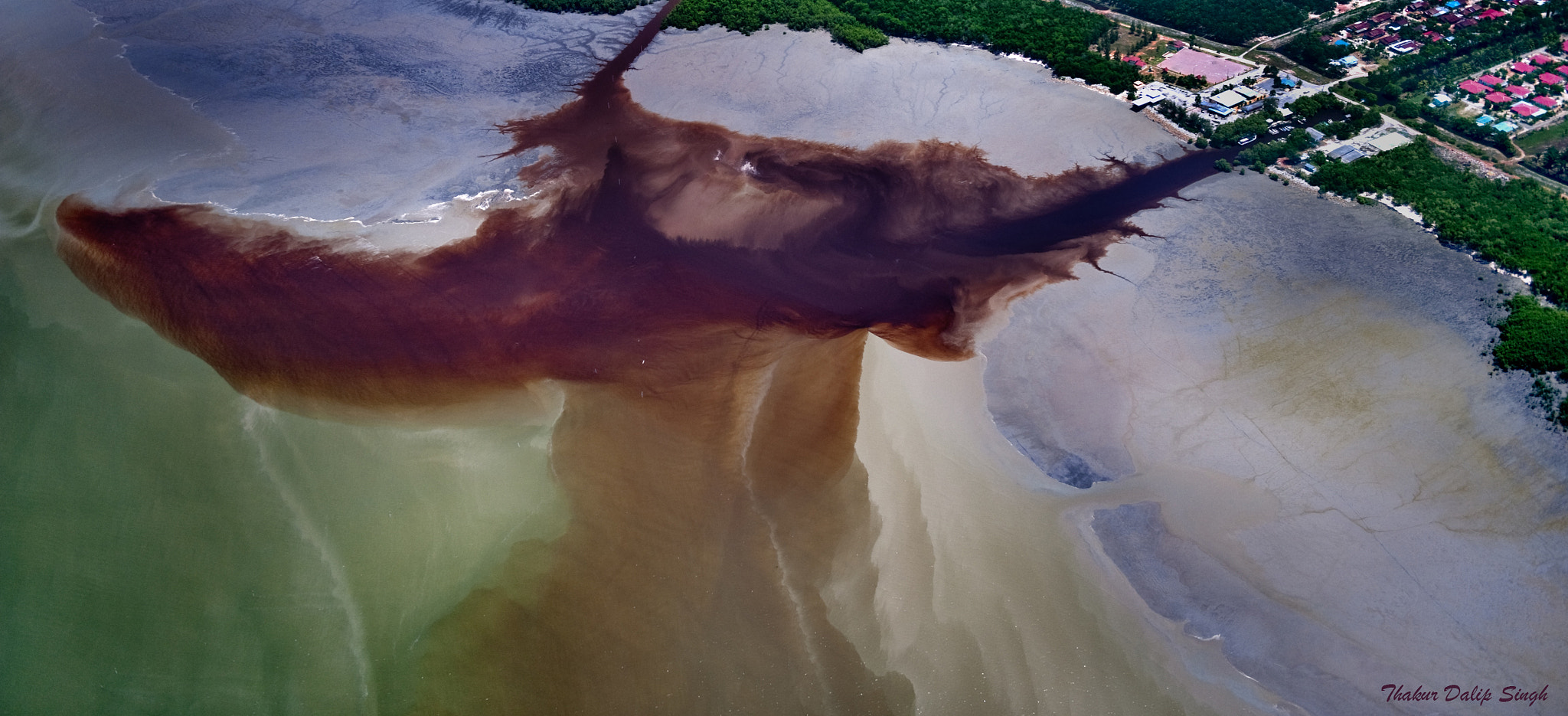
Inquinamento chimico (Malesia).
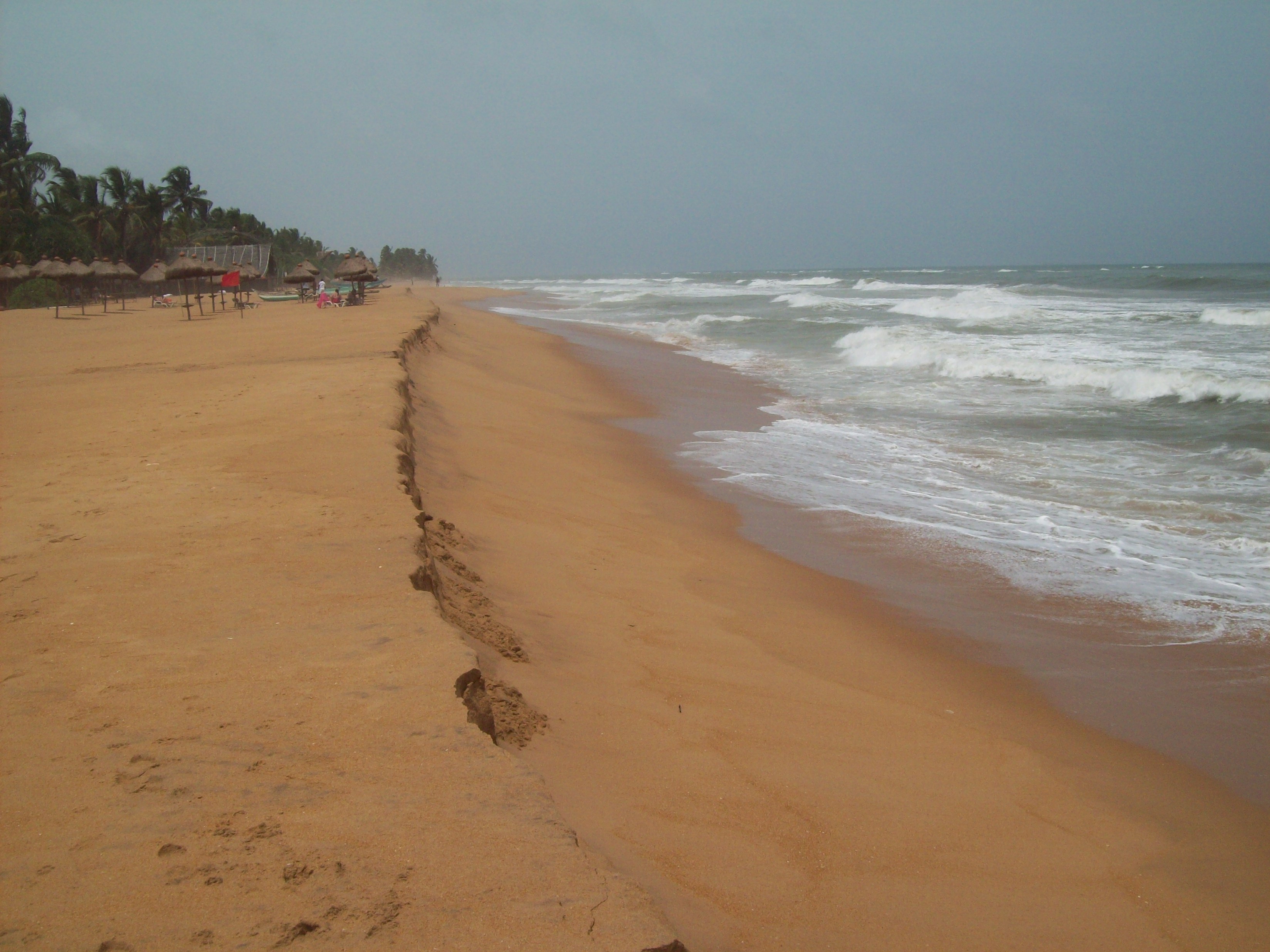
Spiaggia in fase di arretramento per erosione.
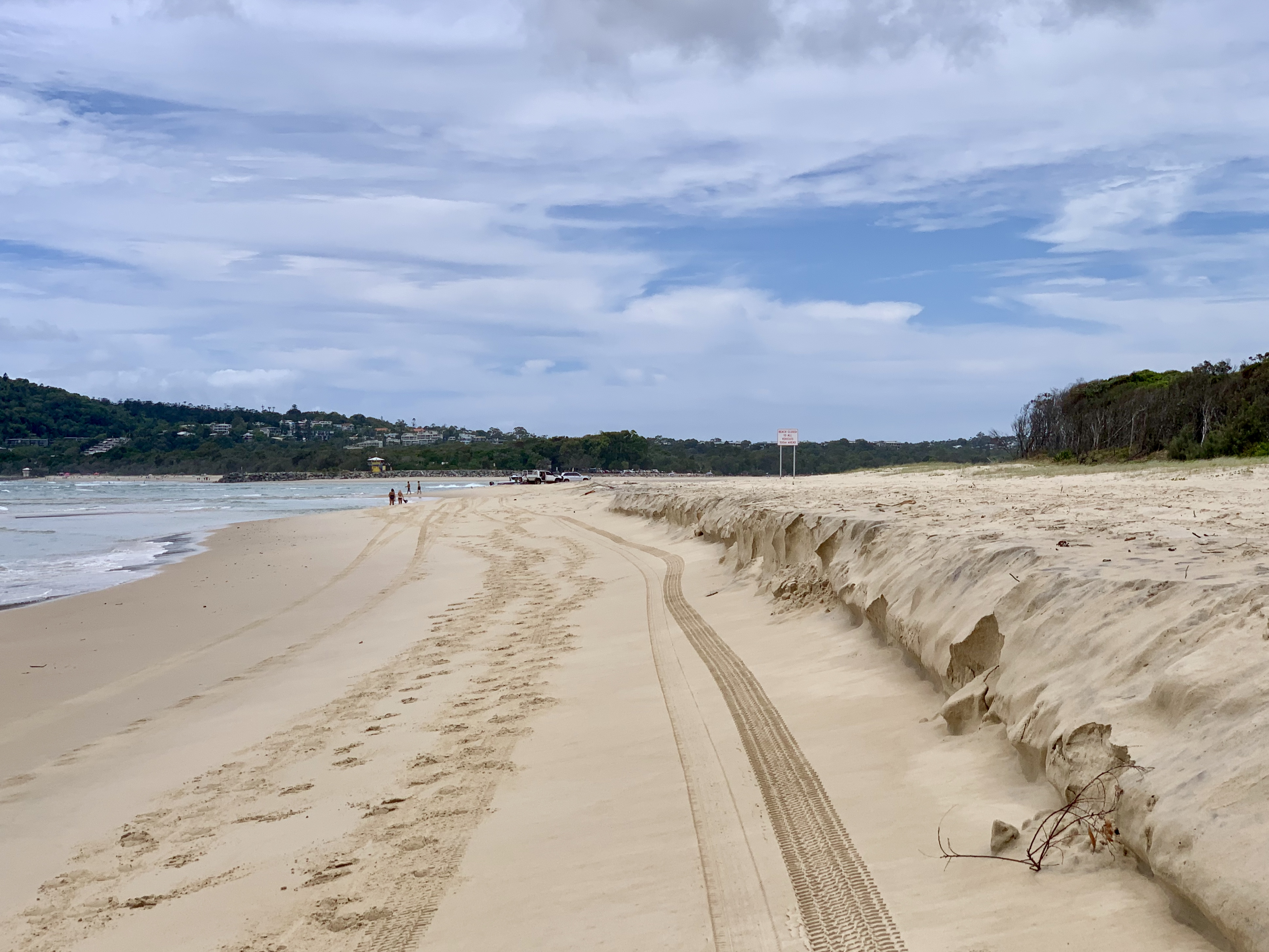
Erosione di una spiaggia.

## Diritto

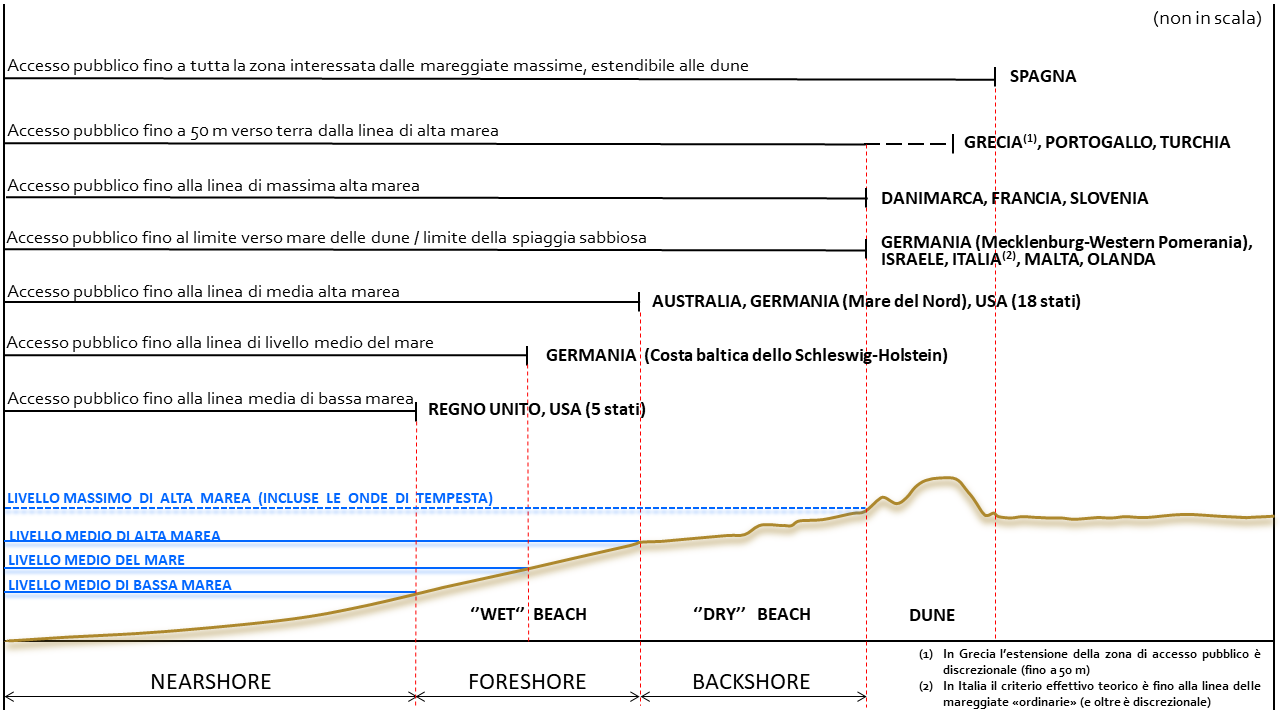
Criteri per la definizione della zona di accesso pubblico delle spiagge secondo il diritto in vari stati (da Alterman e Pellach, 2022; Fig. 2, modificato)

In questo contesto gli elementi di interesse per il diritto sono la regolamentazione dell'accesso pubblico, dell'uso e godimento della zona costiera e i limiti da assegnare alla proprietà privata. Ciò premesso, non è facile definire in modo univoco i limiti e l'estensione della spiaggia, proprio per la natura dinamica delle condizioni ambientali ad essa associate (regime del moto ondoso variabile in funzione delle condizioni atmosferiche, escursione mareale, variabilità stagionale, presenza di mareggiate ordinarie e fuori dall'ordinario...). I criteri del diritto quindi variano in misura notevole nel quadro internazionale e talora persino nell'ambito di una stessa compagine statale (negli stati federali, come ad esempio gli Stati Uniti d'America o la Germania). I criteri maggiormente utilizzati fanno comunque capo alla quota dei livelli della marea e a parametri di tipo topografico/geomorfologico:
- livello medio di bassa marea
- livello medio del mare (tra bassa e alta marea)
- livello medio di alta marea
- livello delle maree eccezionali e/o delle onde di tempesta
- limite delle dune (verso mare o verso terra)

In Italia, i criteri che segue il diritto sono strettamente in relazione con l'accesso e l'uso pubblico e con la pubblica utilità (accesso delle persone, approdo, tirata in secco di natanti, operazioni attinenti alla pesca da terra, operazioni di balneazione), mentre non sono decisivi gli aspetti geografici del territorio. Secondo la dottrina (confermata dalla giurisprudenza) la spiaggia comincia dove finisce il lido, intendendosi con quest'ultimo la zona di riva a diretto contatto con le acque e soggetta al loro spostamento (incluse le maree) che si estende verso terra fino al limite delle mareggiate ordinarie, sicché ne riesce impossibile ogni altro uso che non sia quello marittimo. La spiaggia a sua volta si estende verso terra per una ampiezza variabile che dipende dalle condizioni locali (topografiche, geomorfologiche, urbanistiche). In questo quadro «va definita mediante accertamenti specifici rivolti a stabilire, per ogni singolo tratto della riva, in relazione alle caratteristiche dei luoghi, la porzione di terreno coinvolta nelle esigenze generali di accesso della collettività, non potendo essere globalmente e indiscriminatamente classificata e perimetrata in base alla mera fissazione di una quota sul livello dell'acqua». Inoltre, la giurisprudenza specifica che la spiaggia è costituita non solo da quei tratti di terra prossimi al mare, ma anche da tutta l'area emersa in tempi storici e recenti per effetto di fenomeni geologici (regressione marina), cioè il cosiddetto arenile (purché abbia conservato l'idoneità per usi marittimi). Ai sensi dell'articolo 822 del codice civile e dell'articolo 28 del Codice della navigazione, il lido e la spiaggia (compreso l'arenile) fanno parte del demanio marittimo dello Stato, il quale può darlo in concessione d'uso a privati.
L'accesso libero e gratuito alla battigia (fascia di 5 metri dal limitare del mare) è sempre consentito anche in presenza di uno stabilimento balneare in base alla legge 27 dicembre 2006, n. 296, articolo 1, comma 251, in cui viene fatto «obbligo per i titolari delle concessioni di consentire il libero e gratuito accesso e transito, per il raggiungimento della battigia antistante l'area ricompresa nella concessione, anche al fine di balneazione» e in base alla legge 15 dicembre 2011, n. 217, articolo 11, comma 2, in cui viene sancito «in assoluto, il diritto libero e gratuito di accesso e di fruizione della battigia, anche ai fini di balneazione».

Per quanto riguarda l'uso di ombrelloni e sdraio la legge non è esplicita al riguardo, demandando a Regioni e Comuni che tramite la legge n. 296 del 27 dicembre 2006, all'art. 1 comma 254, prevede che le Regioni debbano "individuare un corretto equilibrio tra le aree concesse a soggetti privati e gli arenili liberamente fruibili", oltre ad "individuare le modalità e la collocazione dei varchi necessari al fine di consentire il libero e gratuito accesso e transito, per il raggiungimento della battigia antistante l'area ricompresa nella concessione, anche al fine di balneazione", inoltre le ordinanze dei Comuni, che in taluni casi impongono il divieto di occupare anche con semplici teli mare, la fascia di 5 metri dalla battigia ed il divieto di permanenza in tale spazio, poiché deve rimanere a disposizione per i mezzi di soccorso.
Per quanto concerne l'edificabilità e in generale la realizzazione di opere di edilizia nella fascia costiera, l'articolo 142 del Decreto legislativo n. 42/2004 recita: «Sono comunque di interesse paesaggistico e sono sottoposti alle disposizioni di questo Titolo i territori costieri compresi in una fascia della profondità di 300 metri dalla linea di battigia, anche per i terreni elevati sul mare». Il vincolo paesaggistico implica l'inedificabilità e l'insanabilità degli abusi edilizi entro tale fascia di rispetto.
È utile ricordare infine che secondo il diritto internazionale del mare l'ampiezza delle acque territoriali viene misurata verso mare a partire da una "linea di base" che è definita come la linea del livello medio di bassa marea. A partire da questa linea verso l'esterno quindi termina la costa (e la spiaggia).

## Aspetti sociali e culturali

### La frequentazione e l'immaginario arcaici
L'uomo ha frequentato l'ambiente di spiaggia per ragioni di sussistenza (pesca in acque basse e raccolta di fauna marina), almeno dal Paleolitico medio (Musteriano), in cui sono state riscontrate evidenze di raccolta di molluschi da popolazioni umane neanderthaliane in contesti di grotta costiera. Nel Paleolitico superiore e nel Mesolitico, parallelamente al consumo alimentare di pesci e molluschi marini, vi sono numerose evidenze di utilizzo, da parte di popolazioni umane moderne, di conchiglie forate e variamente lavorate come elementi ornamentali, anche facenti parte di oggetti molto elaborati (parure), rinvenute in vari contesti spesso lontani dal mare (ad esempio nell'area alpina), il che implica un significato rilevante attribuito a tali oggetti di prestigio e la presenza di una rete di approvvigionamento dalle aree marine. Dal Neolitico in poi, fino alle fasi protostoriche, le evidenze di frequentazione dell'ambiente costiero per scopi alimentari si fanno sempre più numerose, parallelamente all'evoluzione delle tecniche di pesca, ormai non più ristretta alle acque basse. In assenza di fonti scritte, i dati archeologici non rendono conto, se non indirettamente, dell'immaginario correlato alla frequentazione del confine marino in epoche così remote; con tutte le cautele del caso, questo potrebbe rintracciato in parte da dati etnologici e antropologici su popolazioni attuali la cui cultura è confrontabile. Può essere esemplificativa la concezione degli aborigeni dell'Australia settentrionale (Croker Island): secondo questi gruppi il Serpente Arcobaleno, essere appartenente al mito cosmologico del Tempo del Sogno, principio ordinatore e datore di vita connesso all'acqua, giace sul fondale marino circostante l'isola sotto la superficie del mare. Se disturbato, quest'essere può manifestarsi come tempesta, tromba marina o inondazione mareale, indicando quindi una duplice natura del contesto marino: benevola sorgente di vita ma allo stesso tempo fonte di pericolo se approcciato mediante un comportamento inappropriato.
Per la maggior parte dell'antichità storica occidentale, per la quale abbiamo abbondanza di fonti letterarie e iconografiche, il lido rimane tuttavia una zona di confine tra la terraferma e il mare, esposta a pericoli di origine naturale (venti, onde, tempeste, maree) o antropica (invasioni ostili, pirateria e schiavismo), e frequentata prevalentemente per scopi alimentari o commerciali. Nell'immaginario, è popolato di mostri dalla duplice natura (aerea e terrestre; acquatica e terrestre), come sirene e tritoni, e per la sua collocazione liminare è metafora del passaggio all'oltretomba. Inoltre, secondo l'immaginario giudaico-cristiano, dall'età antica a tutto il medioevo, fino almeno al XVII secolo la riva del mare è legata inoltre all'immagine di confine dell'"Abisso": si pensi al Libro di Giona, nell'Antico Testamento biblico, o alla "Bestia che sale dal mare" dell'Apocalisse di Giovanni; in quest'ultimo testo, nell'aspettativa escatologica del mondo rinnovato da Dio non vi è più posto per il mare:
(Apocalisse di Giovanni, 21 § I.)
in quanto il mare, e il lido che ne costituisce il confine, è luogo del demonio foriero di pericolo e sciagura, oltre che di follia nella sua imprevedibilità.

È interessante notare che invece parallelamente, fin dal primo millennio a.C., in Estremo Oriente le fonti disponibili per la cultura cinese indicano una visione ideologica positiva, che definisce il mare come "limite", "margine" e allo stesso tempo come luogo mitico e confine verso le "isole degli immortali", nelle quali può essere reperito l'"elisir di immortalità". Degna di nota anche l'usanza tradizionale tuttora praticata nello stato del Kerala (India sud-occidentale) denominata Karkidaka Vavu Bali, ricadente nel giorno di Amavasi (luna nuova) del mese di Karkida (luglio-agosto) del calendario rituale Malayalam, nel quale migliaia di persone scendono in diverse spiagge per deporre offerte (bali) di cibo preparate per onorare le anime degli antenati: la celebrazione, pur in un contesto rituale, si presenta come un momento di festa e di condivisione al termine del quale le offerte vengono gettate in mare o sulla spiaggia.
Durante l'antichità in Occidente vi sono peraltro molteplici testimonianze di utilizzo di siti costieri per scopi ricreativi, soprattutto in età romana, con la costruzione di strutture abitative di prestigio (ville marittime), sovente dotate di infrastrutture per l'accesso al mare (porti privati) e approvvigionamento (vivai, magazzini), e spesso di una pars rustica adibita a coltura. Si trattava però di un fenomeno assolutamente elitario riservato alle classi dominanti, che non riguardava in modo specifico tanto la frequentazione della spiaggia o la costa come luogo in sé quanto il contesto paesaggistico e climatico, e faceva capo al concetto di otium come tempo dedicato allo svago, allo studio e alla coltivazione di interessi culturali, da svolgersi in luoghi ameni che conciliassero tali attività. Nella tarda romanità, con l'aumentare dell'insicurezza, queste strutture vengono abbandonate o in diversi casi subiscono una trasformazione verso insediamenti abitativi, strutture produttive o addirittura basi militari e navali per il controllo della costa e del territorio.
Con la caduta dell'Impero Romano e i "secoli bui", e soprattutto con l'avvento e l'espansione dell'islam, la spiaggia come confine marino (al di fuori di condizioni controllate e relativamente rassicuranti come le città marittime e i loro porti) ridiventa luogo di desolazione e di pericolo, con il riaffermarsi delle scorrerie da parte di pirati e schiavisti (nel Mediterraneo, almeno fino agli inizi del XIX secolo).

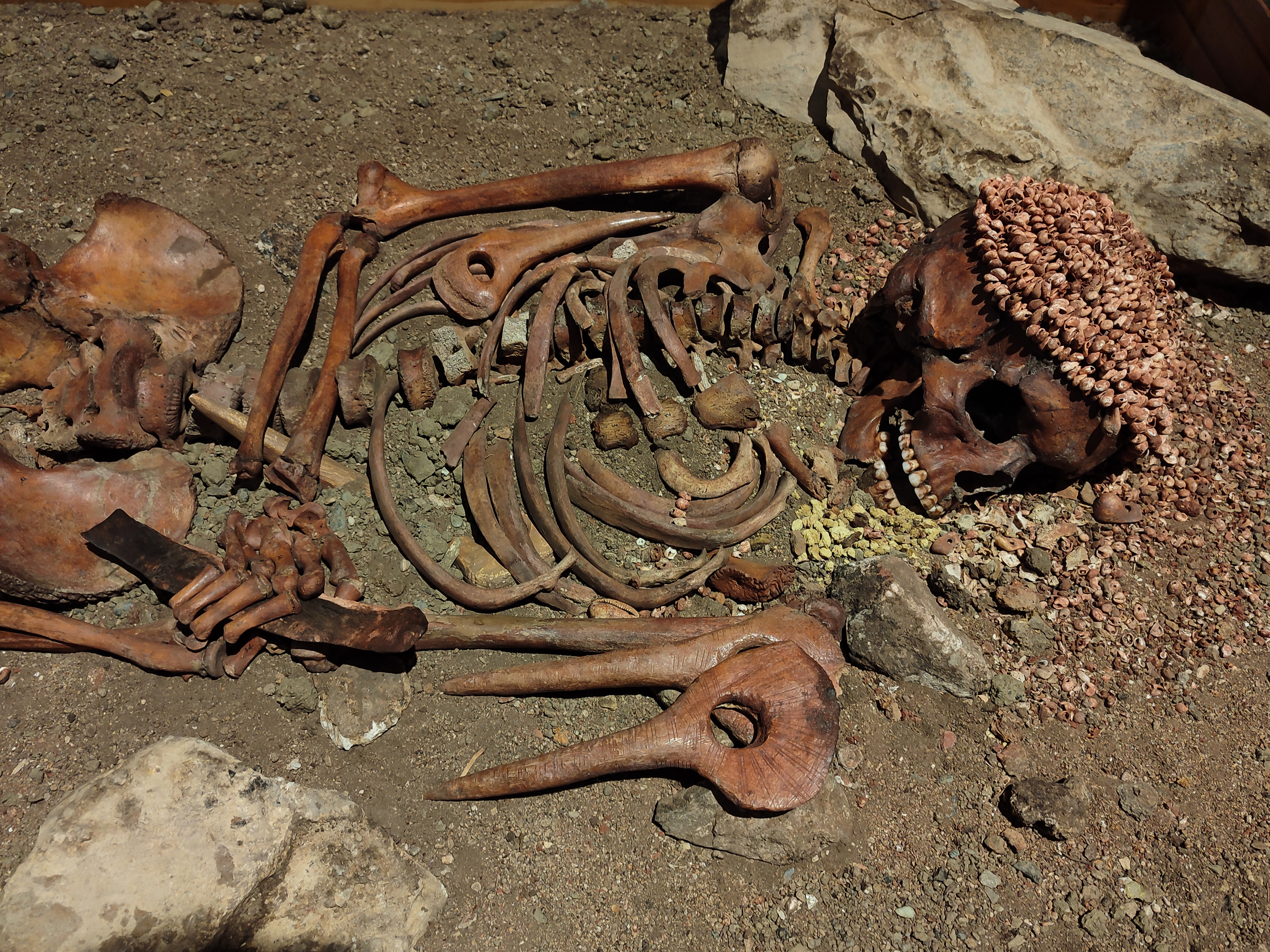
Sepoltura del Paleolitico superiore (Gravettiano, XXIII millennio a.C.), Caverna delle Arene Candide (Savona). Il cosiddetto Principe delle Arene Candide, con un ricco corredo funerario includente gioielli di conchiglie marine (tra cui un copricapo costituito da centinaia di conchiglie forate, cucite su un supporto in pelle).
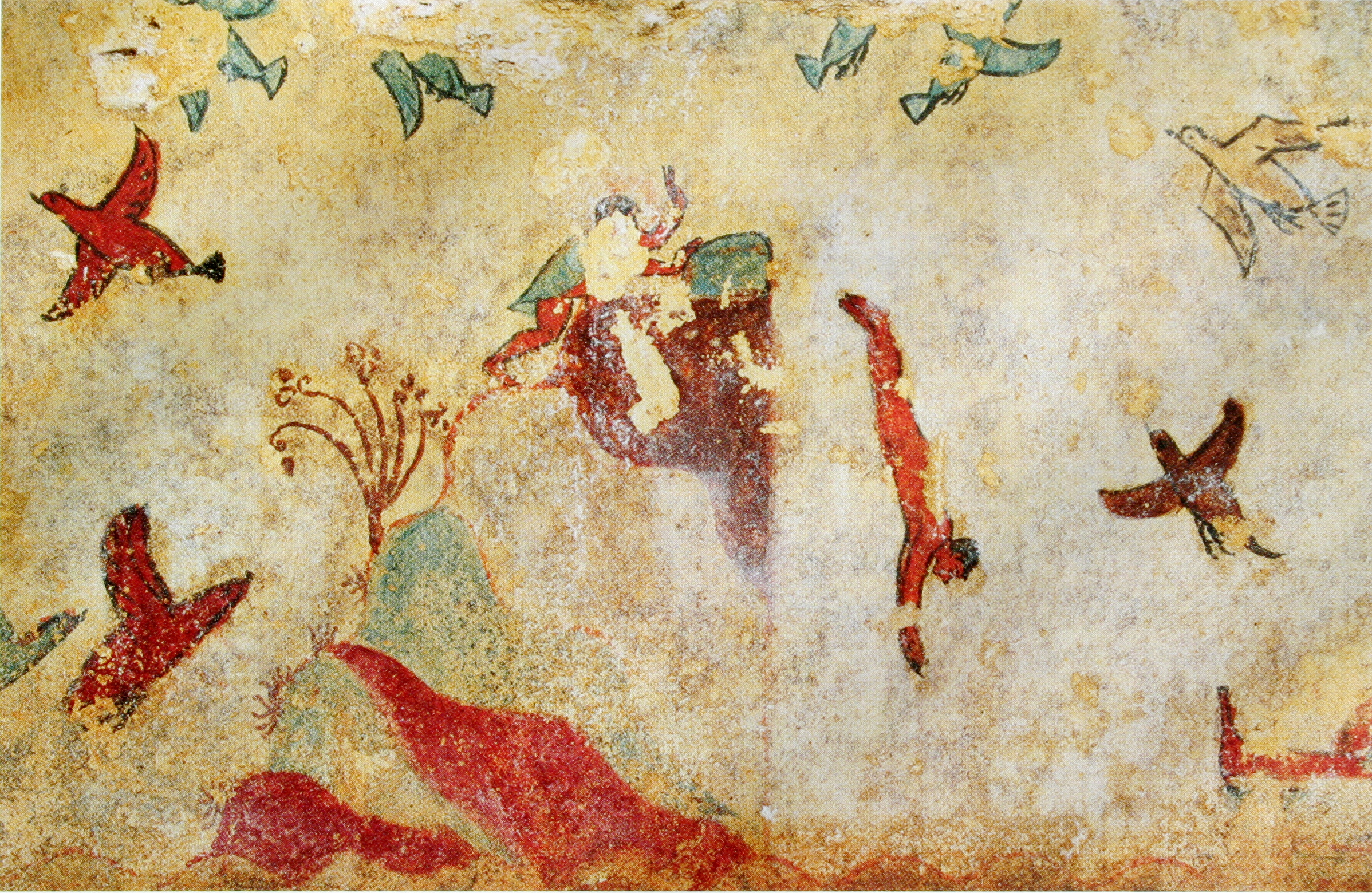
Dipinto parietale; arte etrusca. Tomba della Caccia e della Pesca, Tarquinia (500-530 a.C.). Tuffatore; scena marina. Il tuffo nel mare è interpretato come simbolo del passaggio all'oltretomba.
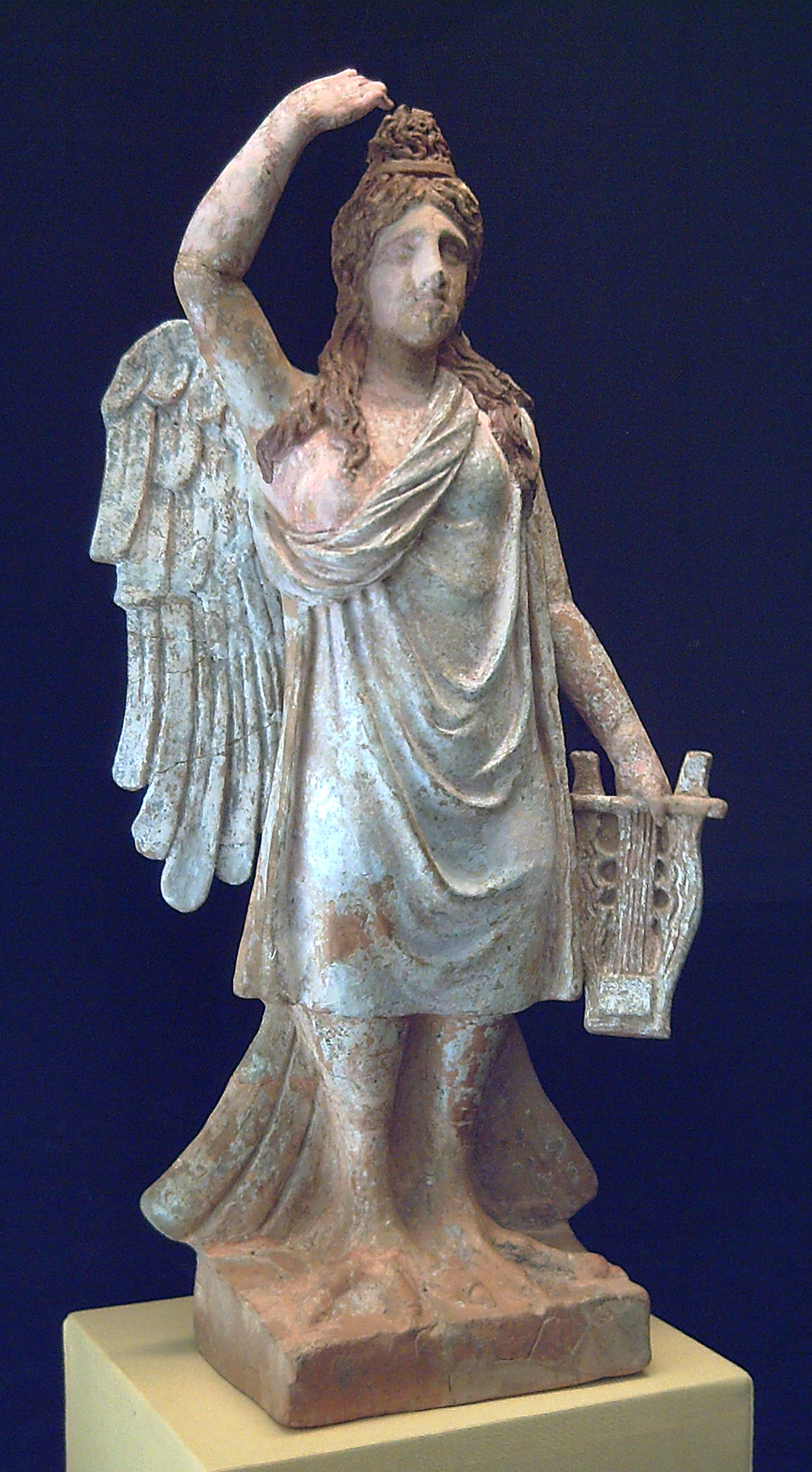
Sirena di Canosa (IV sec. a.C.), Museo Archeologico Nazionale di Madrid. Statua funeraria. L'iconografia originale delle sirene nell'antichità era di donne con corpo (o parti del corpo) di uccello marino e voce soave, con funzioni di psicopompo.
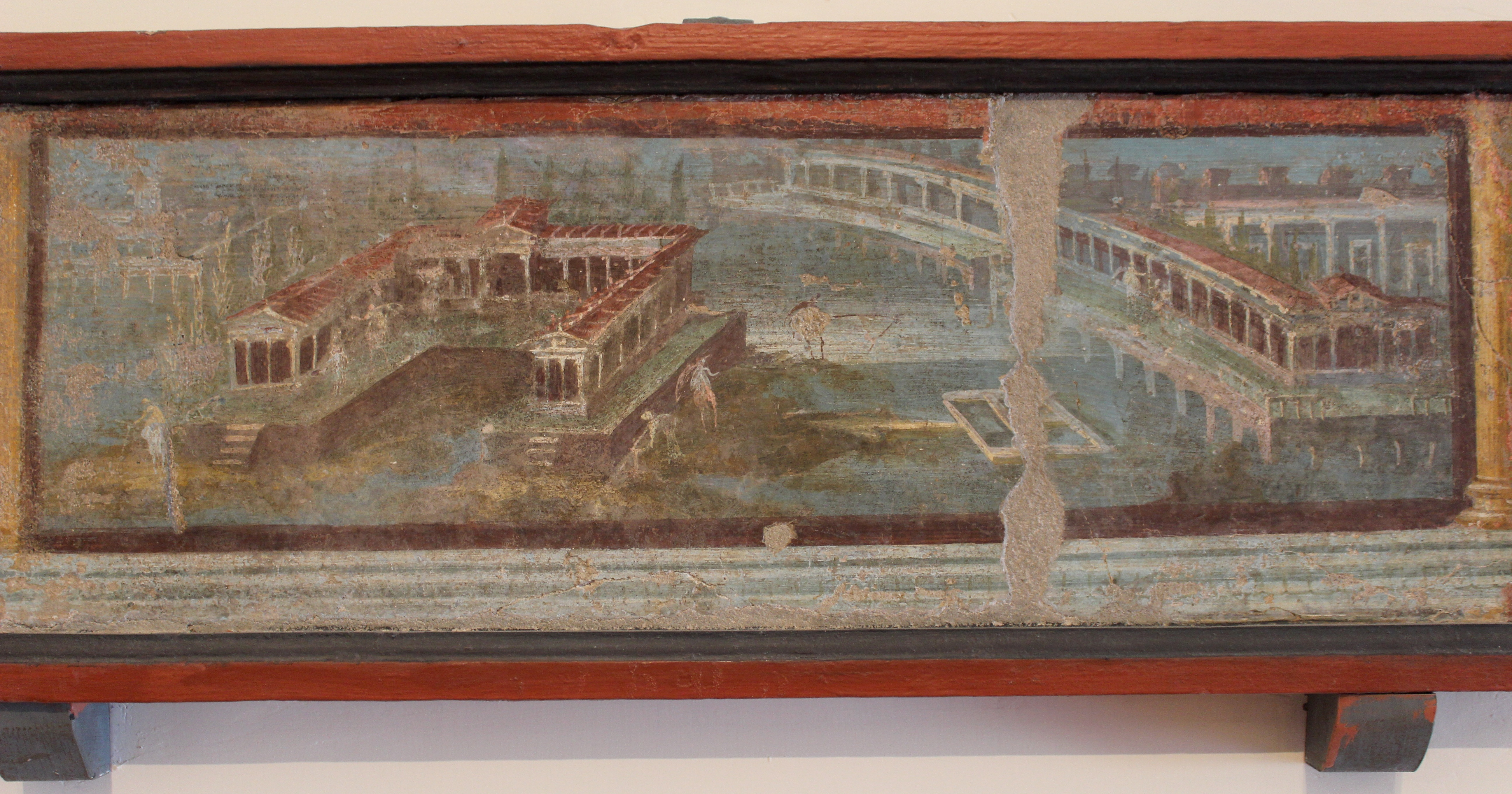
Villa marittima con peschiera, affresco rinvenuto nel portico nord del Tempio di Iside a Pompei, esposto nel Museo Archeologico Nazionale di Napoli (inv. 9505)
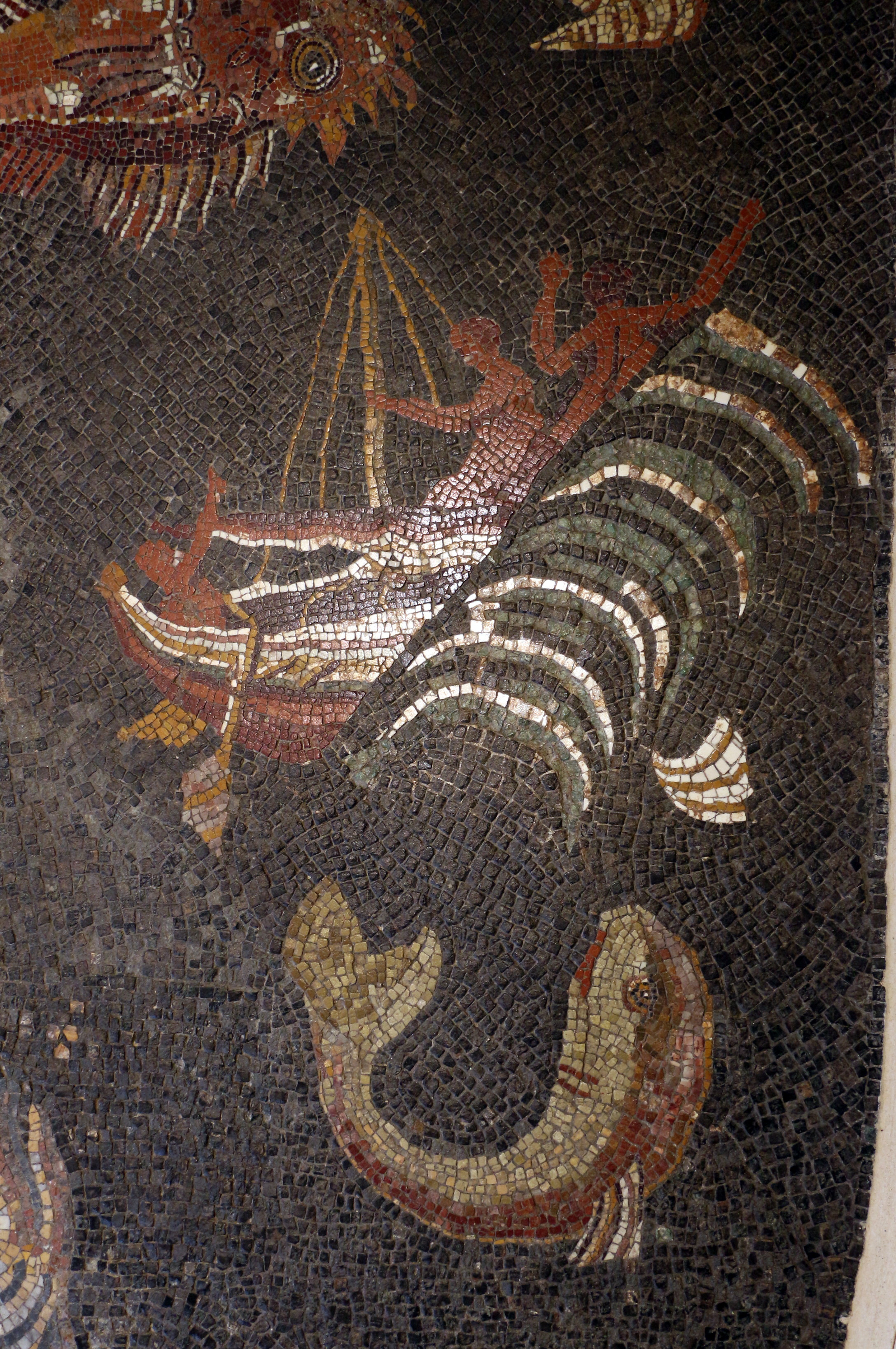
Particolare di mosaico rinvenuto nel sito di Populonia, che raffigura una barca in procinto di naufragare con tre marinai nudi, semisommersa da un'onda rappresentata come frangente; la scena è circondata da figure di pesci e animali marini sproporzionate rispetto alla scena. Databile intorno alla prima metà del I sec. a.C.
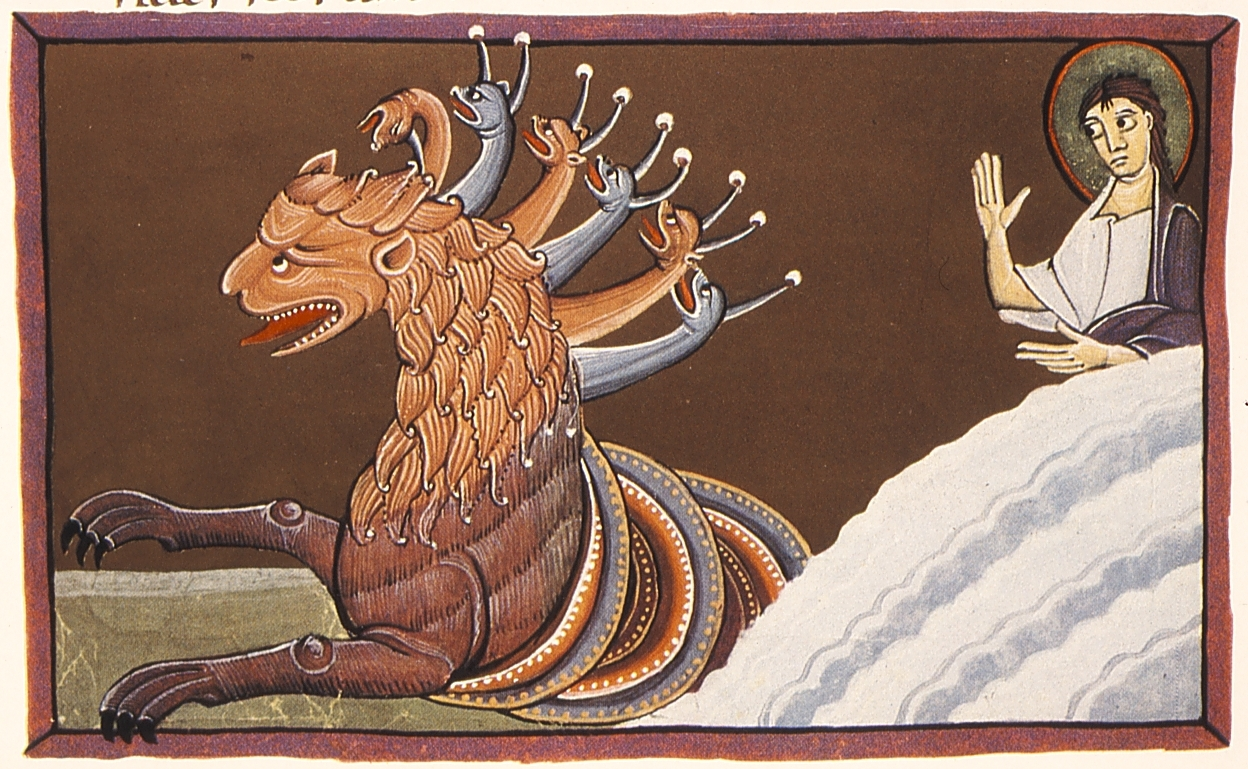
La "Bestia che sale dal mare". Apocalisse di Bamberga (circa 1000-1020 d.C.).

### I modelli culturali moderni: uso terapeutico e ricreativo
È solo a partire dalla metà del XVIII secolo, inizialmente nel Regno Unito, che in Occidente il contesto marino costiero viene reinterpretato in termini terapeutici, come benefico e salutare, da un lato con l'affermazione della pratica del "bagno di mare", prescritto in medicina in quanto rimedio corroborante, e dall'altro del change air, giudicato salutare per la cura della tubercolosi. Inoltre, la pratica dell'elioterapia, soprattutto dalla metà del XIX secolo, per la cura di diverse patologie (tubercolosi, psoriasi e altre affezioni della pelle, persino ferite e traumi ossei), ha consolidato la credenza nella salubrità della contemporanea esposizione al sole. Queste pratiche portano gradualmente al superamento dell'orrore originario e, soprattutto in età romantica, a una riscoperta e rivalutazione, anche in senso artistico, del paesaggio marino, con l'instaurarsi e il proliferare di stazioni balneari sulle coste dell'Inghilterra. Questa pratica, nei primi decenni del secolo XIX, si propaga al continente europeo, sulle coste del Mar Baltico, del Mare del Nord e della Manica. Parallelamente, i bagni di mare passano da prassi terapeutica a moda e fenomeno di costume e si diffondono dalla classe nobiliare alla borghesia, sviluppandosi sempre più anche grazie all'espansione delle ferrovie, comportando anche una specifica evoluzione urbanistica in cui le stazioni balneari sono pensate in funzione delle attività ricreative dei soggiornanti (con la costruzione di moli, passeggiate, terrazze panoramiche, strutture sportive, parchi, esercizi pubblici...). In quegli anni anche le coste del Mediterraneo (a cominciare da quelle francesi, segnatamente Nizza e la Costa Azzurra, e poi la Liguria) iniziarono a essere interessate sempre più dal fenomeno. La riscoperta artistica del contesto marino costiero si esprime nella letteratura italiana nella fase del Decadentismo (fine del XIX secolo, inizio del XX secolo), ad esempio in D'Annunzio , e prosegue con le successive correnti letterarie tra cui si segnala l'Ermetismo di Montale.
Dopo il secondo dopoguerra, con la diffusione delle ferie pagate, i trasporti pubblici sempre più a buon mercato e l'espansione del trasporto privato, si assiste all'evoluzione, anche sul piano internazionale e poi globale, del modello culturale del "tempo libero" e delle vacanze di massa, orientato in senso edonistico e consumistico, fondato sul relax e sul culto del corpo e dell'abbronzatura, sostanzialmente indifferente al contesto naturalistico-paesaggistico e culturale dei luoghi di soggiorno. Questa nuova dimensione mette sempre più in ombra la precedente accezione terapeutica della frequentazione marina. Parallelamente, dagli anni 50 agli anni 70 del secolo scorso e oltre, soprattutto nelle aree mediterranee e in Italia, si assiste a un'urbanizzazione sempre più devastante (la "cementificazione" delle coste), spesso di scarsa qualità e a carattere prevalentemente residenziale e turistico (sovente abusiva), con un assetto urbanistico e infrastrutturale prevalentemente lineare e parallelo alla costa, privo di profondità ed eccessivamente ravvicinato al mare. Altra conseguenza importante è stata in molti casi lo spopolamento dell'entroterra e l'aumento della pressione antropica sulle coste, con scompensi non solo di ordine ecologico e paesaggistico (inquinamento di origine urbana, snaturamento del profilo costiero, erosione delle spiagge...), ma anche sociale ed economico, con la "terziarizzazione" forzata dell'economia locale, che ormai vive prevalentemente di turismo, e il lavoro stagionale in questo settore con periodi di pressoché totale inattività, a scapito delle attività tradizionali (artigianato, pesca, agricoltura e pastorizia), produttive e manifatturiere.
A partire dagli anni '50 dello scorso secolo, la nuova dimensione socioculturale della spiaggia viene variamente espressa dallo sterminato filone cinematografico dei "beach movies".
Negli ultimi decenni, per lo meno nei paesi in cui la sensibilità rispetto alla preservazione dell'ambiente e del paesaggio è maggiore, si assiste al tentativo di porre rimedio a questi fattori di criticità per lo sviluppo di un turismo sostenibile. Le strategie adottate sono articolate diversamente in funzione delle situazioni locali, ma fanno riferimento ad alcuni capisaldi comuni, tra loro interconnessi:
- l'istituzione e il potenziamento di aree protette costiere attrezzate opportunamente, virando quindi in parte la fruizione turistica della costa verso interessi ambientali e naturalistici;
- la necessità di porre un freno al consumo di suolo e quindi al processo di urbanizzazione costiera, interrompendo ove possibile il continuum urbano, ripristinando lo stato originario dei luoghi, filtrando e depotenziando gli accessi carrai verso le aree di maggior pregio naturalistico;
- il ripristino del collegamento con l'entroterra, valorizzandone le risorse paesaggistiche e culturali (storico-artistiche, artigianali, eno-gastronomiche...) mediante iniziative di ecoturismo, escursionismo e animazione, instaurando quindi flussi trasversali rispetto a quelli longitudinali prevalenti.

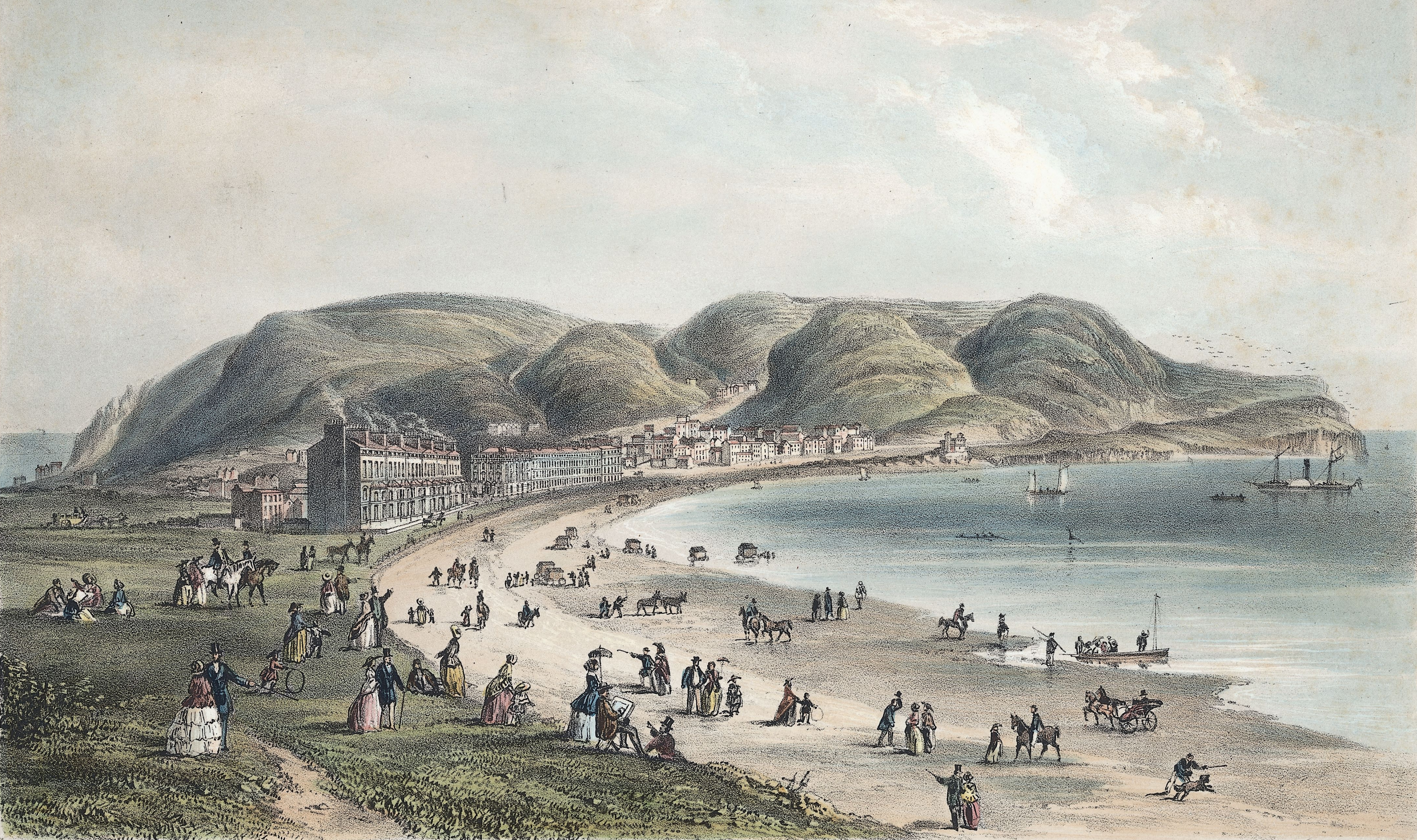
Stampa di una stazione balneare di epoca vittoriana (1856) in Galles.
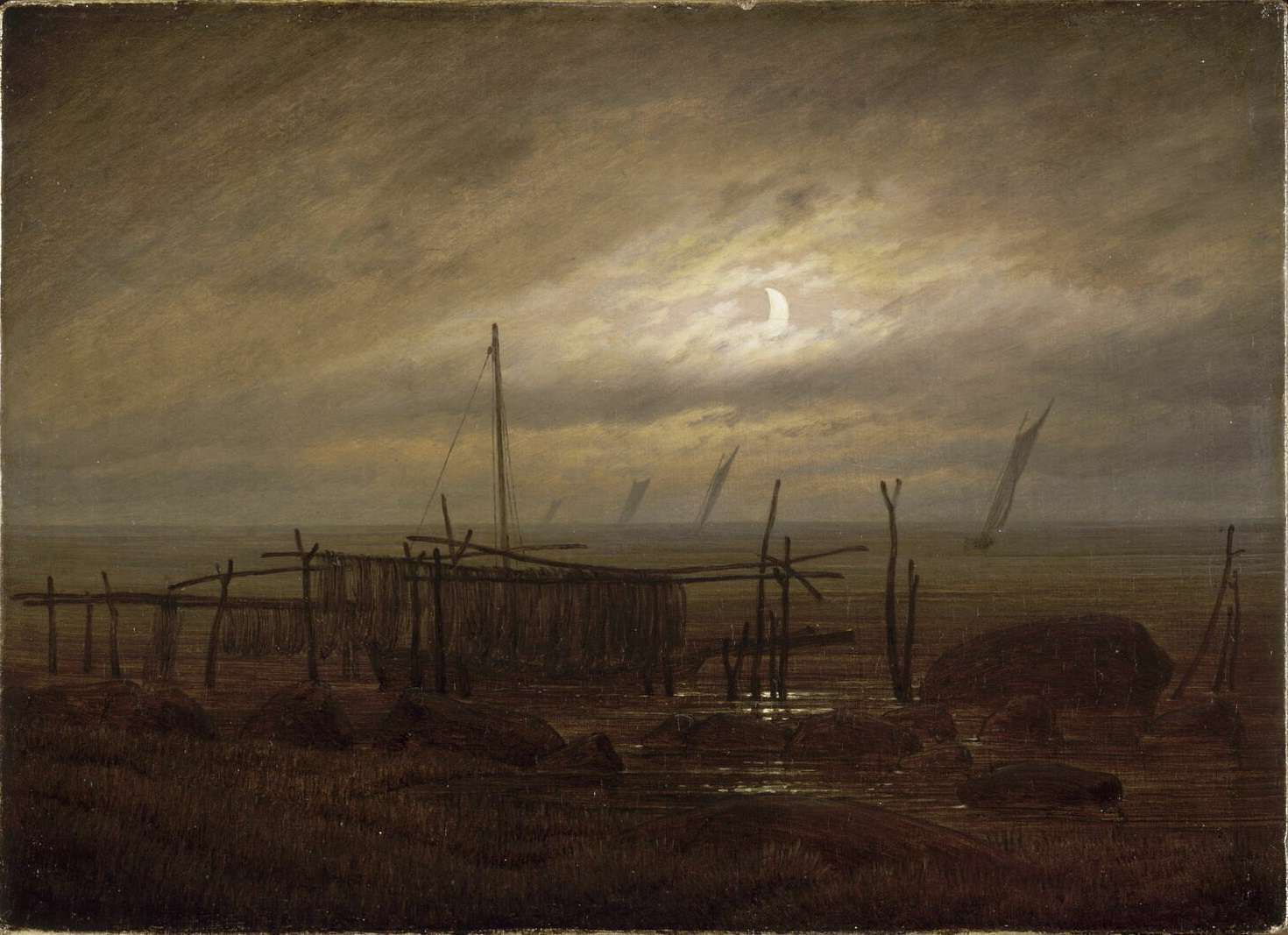
Spiaggia al chiaro di luna (1818) di Caspar David Friedrich, iconico pittore tedesco appartenente al movimento romantico.
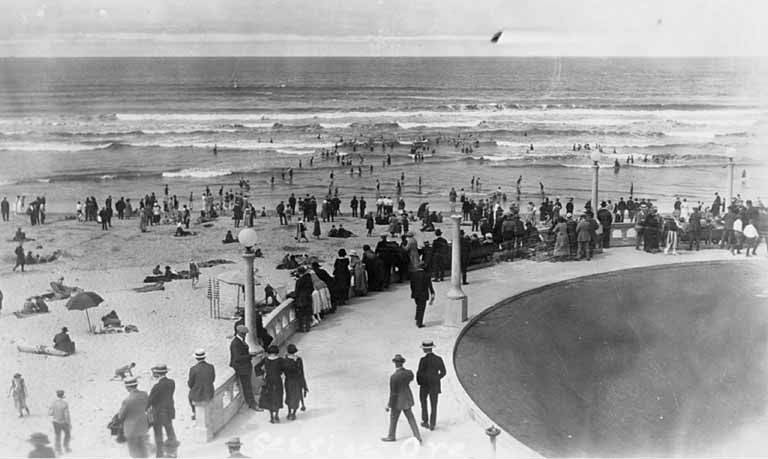
Stazione balneare sulla costa dell'Oregon (Stati uniti), tra il 1915 e il 1925.
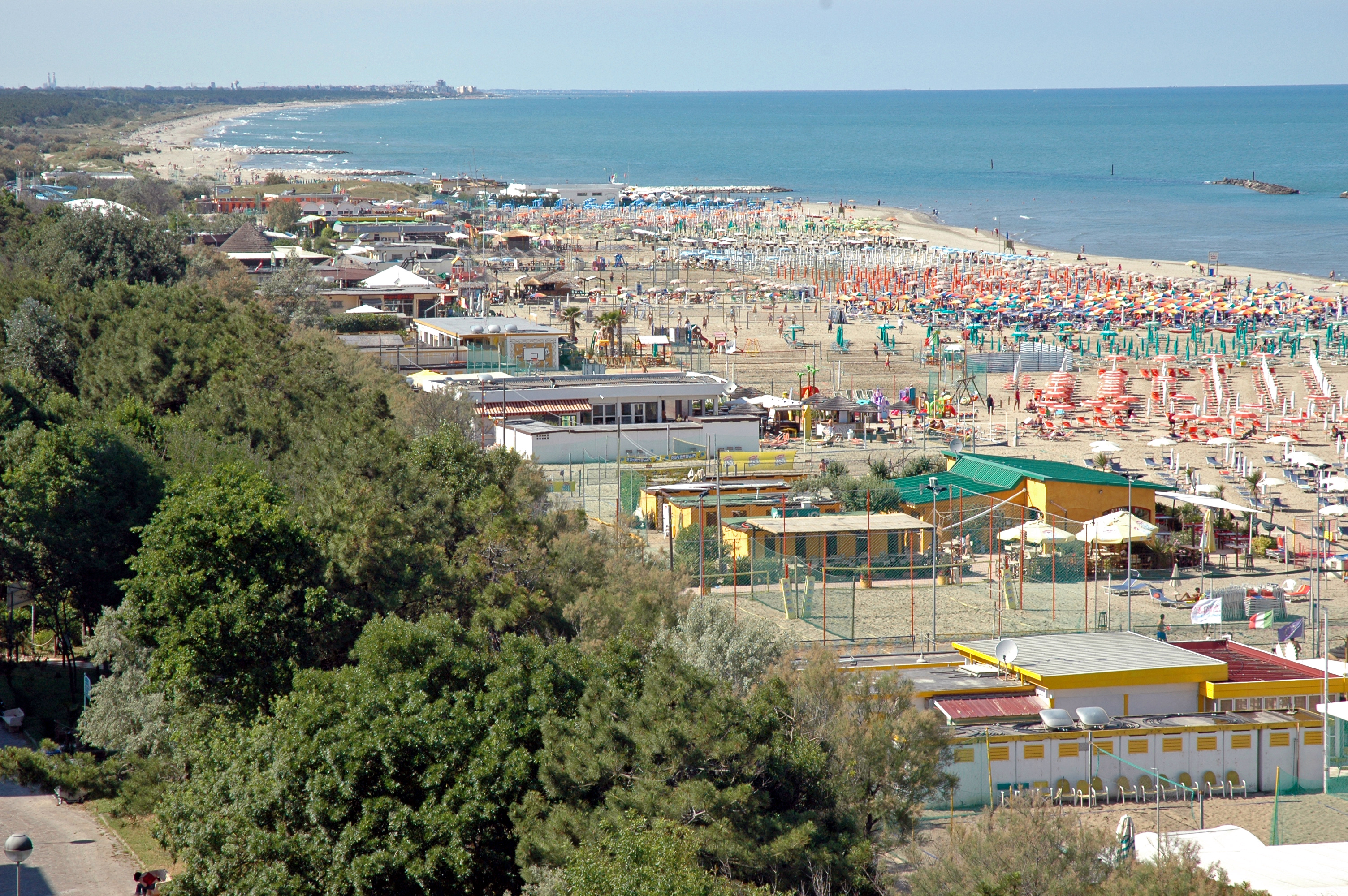
Spiaggia attrezzata attuale (2006). Lido di Classe, Italia.
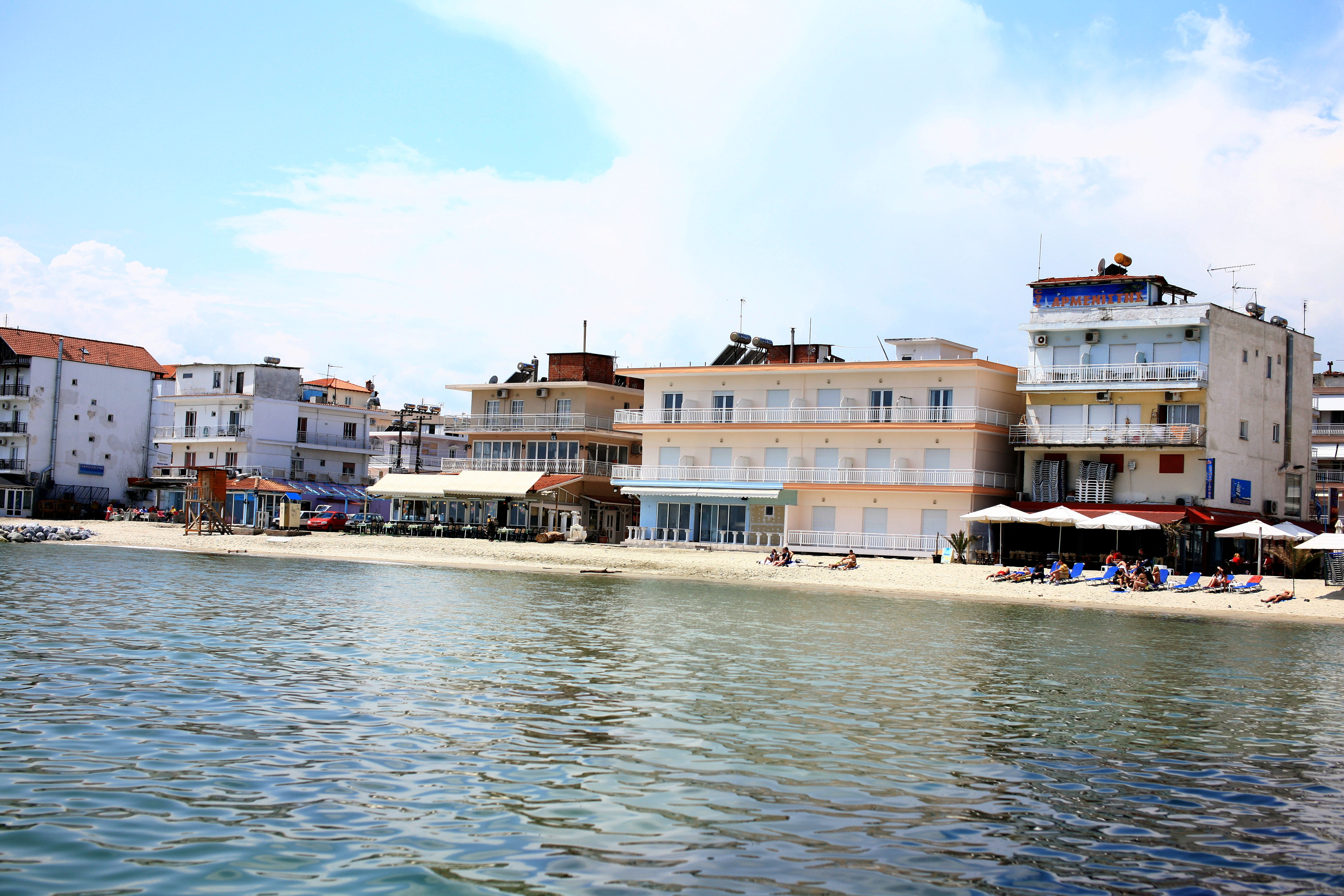
Edilizia residenziale-turistica a Paralia (Grecia settentrionale), particolarmente invasiva e ravvicinata alla linea di riva.
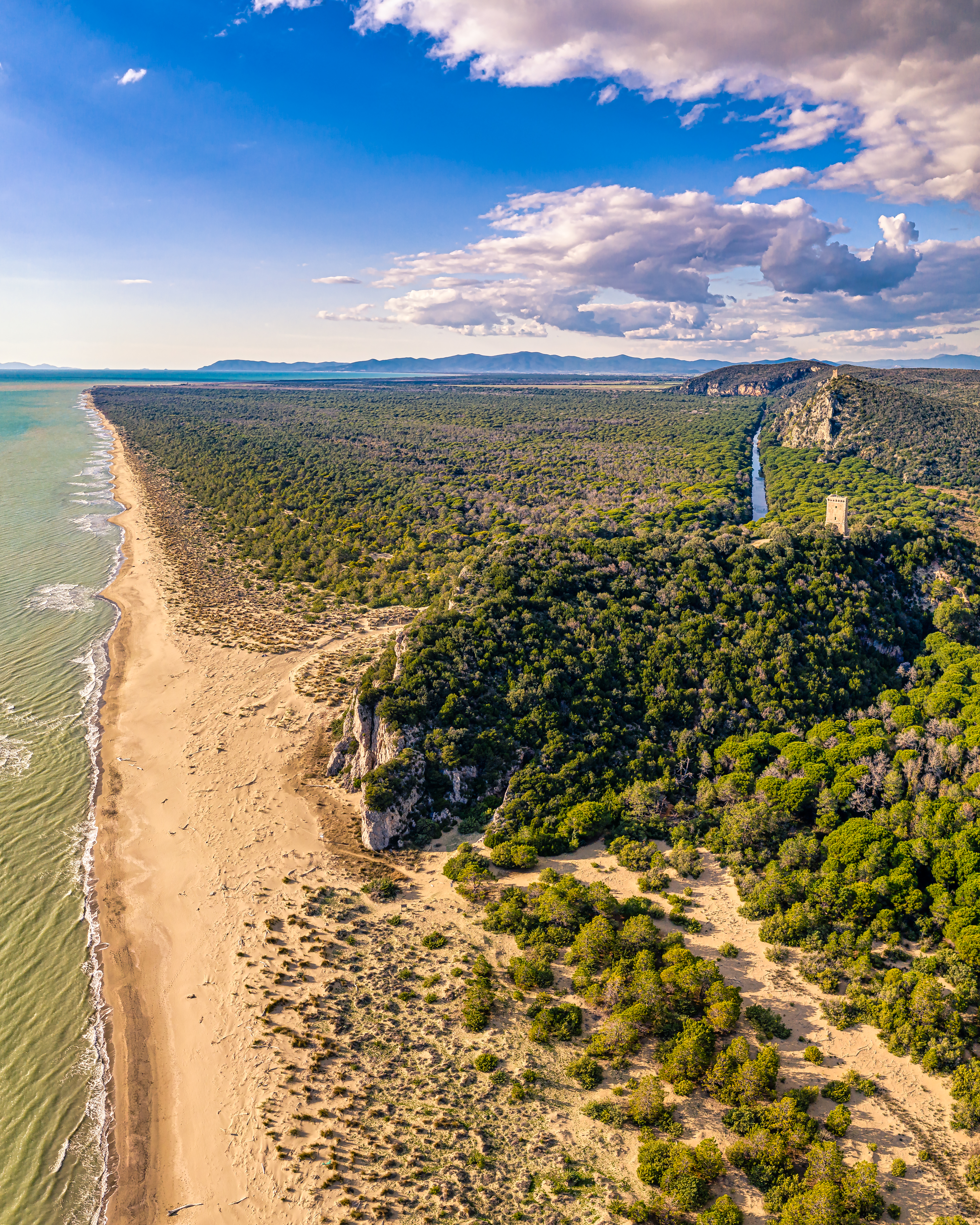
Veduta aerea del Parco dell'Uccellina, nella Maremma toscana.
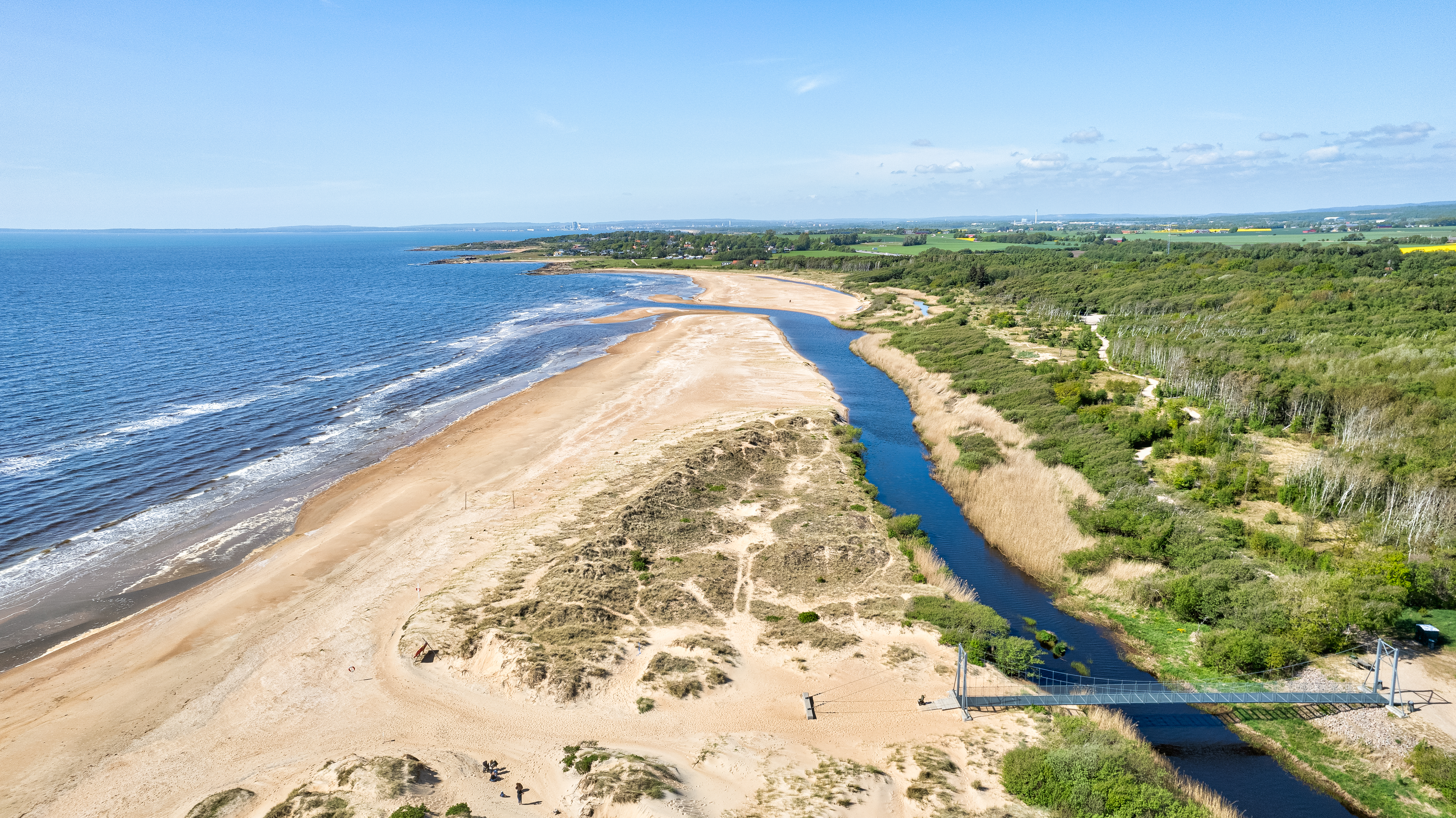
Area costiera protetta attrezzata in Svezia (Gullbranna).
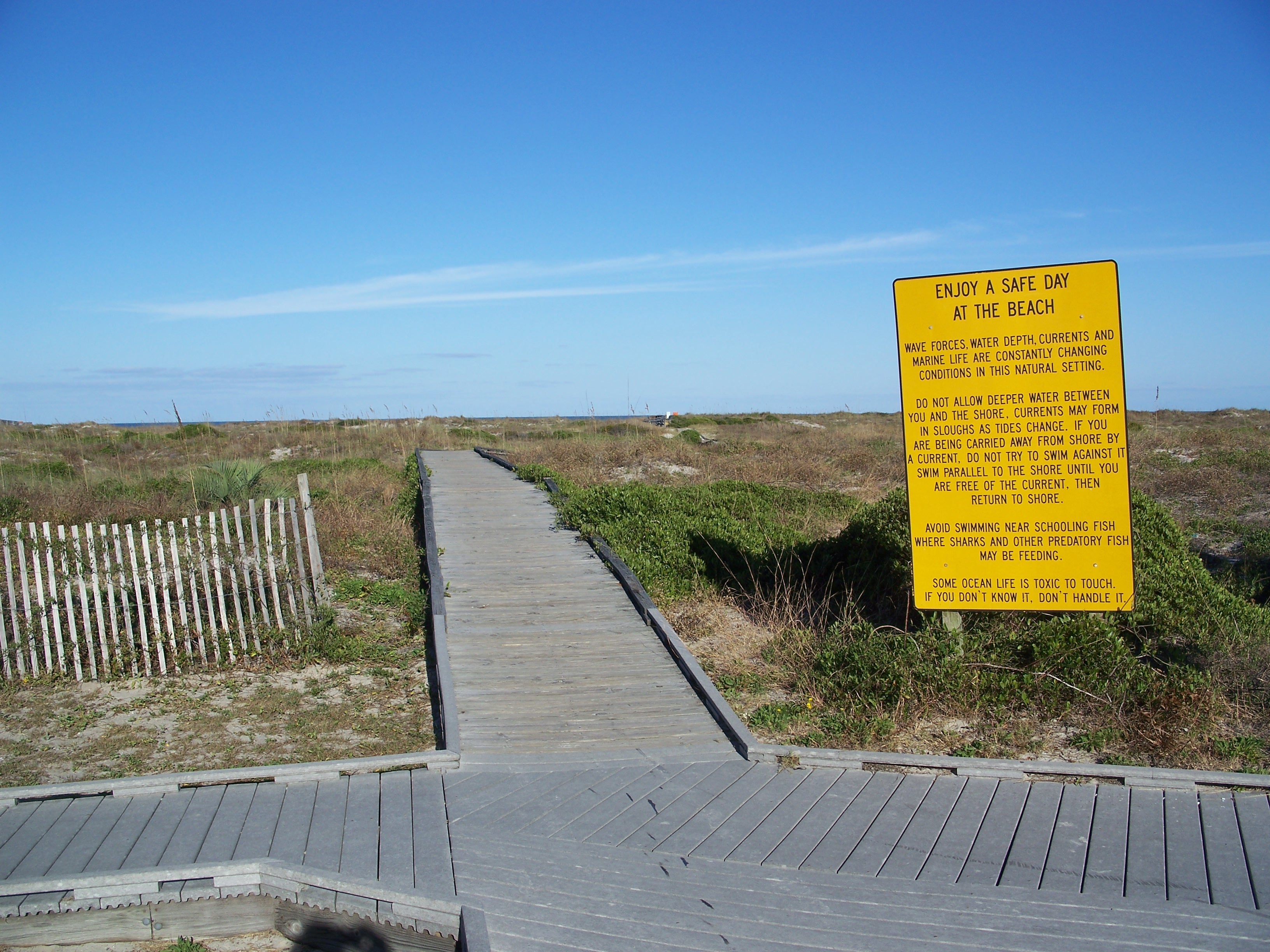
Area costiera protetta attrezzata con passerelle lignee (Florida, USA).

### Esplicative
1. ↑  Corpi sabbiosi simili a spiagge si possono trovare anche in un contesto alluvionale, lungo un corso d'acqua, più facilmente in ambienti fluviali a meandri, nella parte interna di un meandro corrispondente alla superficie affiorante della barra di meandro. In questo caso non si tratta però di spiagge in senso proprio, anche se nell'accezione comune sono definite tali, in quanto in questo tipo di ambiente prevale l'azione delle correnti fluviali (e non delle onde), con morfologie e strutture sedimentarie molto diverse.
2. ↑  È il limite al largo del quale il movimento delle onde non giunge a smuovere le particelle di sedimento del fondale: in questa zona la sedimentazione è prevalentemente per decantazione e non vi arriva il materiale trasportato lungo costa dalle correnti, il cui sviluppo è interno alla zona di frangenza delle onde. Si hanno però ancora livelli sabbiosi sporadici dovuti a episodi di tempesta (tempestiti).
3. ↑  Correnti verso mare che raggiungono velocità di alcuni metri al secondo, estremamente pericolose per i bagnanti.
4. ↑  Si parla ovviamente di moto ondoso medio, non di grandi tempeste o onde di maremoto (tsunami)
5. ↑  L'angolo di riposo di un sedimento granulare tende ad aumentare con le dimensioni dei granuli.
6. ↑  Organismi che vivono sotto la superficie del sedimento.
7. ↑  La disciplina che se ne occupa è l'icnologia.
8. ↑  La stessa disposizione è indicata per la fascia costiera lacustre:«...i territori contermini ai laghi compresi in una fascia della profondità di 300 metri dalla linea di battigia, anche per i territori elevati sui laghi»
9. ↑  Gli aborigeni in tale contesto evitano ad esempio di gettare carne in mare, per non rischiare di risvegliare il Serpente Arcobaleno giacente in quel luogo (Pannell, 2007; p. 72).
10. ↑  Significativa la descrizione dell'approdo di Ulisse, naufrago, sul lido della terra dei Feaci, in Odissea, libro V
11. ↑  Si veda la vicenda di Eumeo, servo di Ulisse in Odissea, libro XV, rapito bambino da mercanti fenici e venduto a Laerte, padre di Ulisse, come schiavo.
12. ↑  Si noti anche qui il confine marino sentito come "porta" verso l'al di là, ma vissuto in questo caso senza cupezza né timore
13. ↑  Tra gli altri, nei componimenti poetici di Alcyone come La pioggia nel pineto e Undulna).
14. ↑  Entro la vasta produzione del poeta, si segnala la raccolta Ossi di seppia, in particolare nelle sezioni "Mediterraneo" e "Meriggi e ombre".
15. ↑  Una definizione calzante per questa dimensione ricreativa è "turismo delle tre s" (sun, sea, sand) (Salizzoni, 2012; p. 210).
16. ↑  Si assiste fra l'altro al progressivo declino e abbandono delle strutture elioterapiche, fino al radicale cambiamento di atteggiamento della medicina ufficiale, per la quale l'esposizione al sole è sconsigliata o considerata come pratica da attuarsi con estrema cautela (Hobday, 1997; p. 472)

### Bibliografiche
1. ↑  Davidson-Arnott (2010), pp. 183-184.
2. ↑  Davidson-Arnott (2010), pp. 280-281; p. 284; fig. 10.1.
3. 1 2 3  Nichols (2009), p. 216.
4. ↑  Davidson-Arnott (2010), p. 189; pp. 369-394.
5. ↑  Davidson-Arnott (2010), pp. 189-192.
6. ↑  Davidson-Arnott (2010), p. 139.
7. ↑  Ricci Lucchi (1980c), pp. 182-183.
8. ↑  Ricci Lucchi (1980c), pp. 183-188.
9. ↑  Nichols (2009), p.201; fig. 13.3.
10. ↑  Nichols (2009), p.204; fig. 13.8.
11. ↑  Nichols (2009), pp. 206-207.
12. ↑  Nichols (2009), p.200; pp. 220-222.
13. 1 2  Nichols (2009), p. 200.
14. ↑  Nichols (2009), pp. 58-59.
15. ↑  Ricci Lucchi (1980b), pp. 33-34.
16. ↑  Nichols (2009), pp. 199-200.
17. ↑  Ricci Lucchi (1980c), pp.189-196; fig. 109-111.
18. ↑  Nichols (2009), pp. 26-27; 216.
19. ↑  Nichols (2009), p. 216.
20. ↑  Nichols (2009), p. 216 ; p. 228.
21. ↑  McLachlan (2001), pp. 748-749.
22. ↑  Nichols (2009), pp. 165-167.
23. ↑  Davidson-Arnott (2010), p. 183; p. 184, fig. 8.1.
24. ↑  Nichols (2009), p.218; fig. 14.2.
25. ↑  Nichols (2009), pp. 58-60; fig. 4.22-4.24.
26. ↑  Nichols (2009), pp.22-223; fig. 14.5, 14.8, 14.9, 14.10.
27. ↑  Nichols (2009), p.201-202; fig. 13.3, 13.4.
28. 1 2  Davidson-Arnott (2010), pp. 191-192, fig. 8.7.
29. ↑  Nichols (2009), p.202; fig. 13.5.
30. ↑  Nichols (2009), pp. 203-204; fig. 13.1.
31. ↑  Davidson-Arnott (2010), pp. 280-285; fig. 8.14.
32. 1 2  Lucarini et al. (2007), p. 20; fig. 2.2.7.
33. ↑  Davidson-Arnott (2010), pp. 199-200; fig. 10.1, 10.2, 10.3.
34. ↑  Davidson-Arnott (2010), pp. 398, 426; fig. 13.26.
35. ↑  Nichols (2009), pp. 199-200; fig. 13.1.
36. ↑  McLachlan (2001), pp. 742-743; fig. 1; p. 744, fig. 2.
37. ↑  Mclachlan (2001), pp. 744-747.
38. ↑  Gigaanni (miliardi di anni)
39. ↑  Eriksson et al. (2004), p. 20.
40. ↑  Eriksson et al. (2004), pp. 22-23.
41. ↑  Eriksson et al. (2004), p. 31.
42. ↑  Nichols (2009), pp. 351-353.
43. ↑  Nichols (2009), pp. 364-365.
44. 1 2  Nichols (2009), pp. 373-376.
45. ↑  Nichols (2009), p. 373.
46. ↑  Nichols (2009), pp. 376-377.
47. ↑  Haq et al. (1987).
48. ↑  Schlacher et al. (2008), pp. 73-74.
49. 1 2 3 4 5  Schlacher et al. (2008), p. 74.
50. ↑  McLachlan (2001), pp. 744-745.
51. ↑  McLachlan (2001), p. 745.
52. ↑  McLachlan (2001), pp. 745-747.
53. ↑  Lucarini et al. (2007), p. 25; FIG. 2.3.1.
54. ↑  Lucarini et al. (2007), pp. 113; 131.
55. ↑  Lucarini et al. (2007), pp. 99-107.
56. ↑  Lucarini et al. (2007), pp. 107-108.
57. ↑  Lucarini et al. (2007), pp. 65-76.
58. ↑  Lucarini et al. (2007), pp. 48-65.
59. ↑  Lucarini et al. (2007), pp. 59-64.
60. ↑  Lucarini et al. (2007), p. 6; pp. 35-36.
61. ↑  Lucarini et al. (2007), p. 54.
62. ↑  Lucarini et al. (2007), p. 53.
63. ↑  Lucarini et al. (2007), p. 126.
64. ↑  Lucarini et al. (2007), p. 157.
65. ↑  Lucarini et al. (2007), pp. 91-94.
66. ↑  Lucarini et al. (2007), p. 25; fig.2.3.1.
67. ↑  Bisht e Martinez-Alier (2023), p. 238.
68. ↑  Selley (2000), p. 239.
69. ↑  Bisht e Martinez-Alier (2023), p. 246, Fig.2.
70. ↑  Selley (2000), pp. 239-240.
71. ↑  Selley (1985), p. 160.
72. ↑  Nichols (2009), pp. 335-348.
73. ↑  Selley (2000), pp. 235-237.
74. ↑  Selley (2000), pp. 160-165.
75. ↑  Schlacher et al. (2008), p. 70.
76. ↑  Schlacher et al. (2008), p. 83; Tab. 2.
77. ↑  Bisht e Martinez-Alier (2023).
78. ↑  Schlacher et al. (2008), p. 83-85; Tab.4.
79. ↑  Schlacher et al. (2008), p. 83.
80. 1 2  Schlacher et al. (2008), p. 84.
81. ↑  Schlacher et al. (2008), p. 85.
82. 1 2  Cassazione civile, Sez. III, sentenza n. 10304 del 28 maggio 2004
83. ↑  Cassazione civile, Sez. V, sentenza n. 4769 del 9 marzo 2004
84. ↑  Cassazione civile, Sez. Unite, sentenza n. 19703 del 13 novembre 2012
85. ↑  Pret. Acri 7.6.1947; conforme Cass.Civ., 5.8.1949, n. 2231, che indica che, oltre al tratto di terra in astratto soggetto alle mareggiate, la costituiscono anche tutti quegli altri tratti di terra anticamente sommersi e tuttora idonei ad usi marittimi, spettando comunque allo stato di stabilire sin dove si estenda la spiaggia.
86. ↑  Legge 27 dicembre 2006, n. 296, articolo 1, in materia di "Disposizioni per la formazione del bilancio annuale e pluriennale dello Stato (legge finanziaria 2007)."
87. ↑  Interrogazione a risposta immediata Archiviato il 31 ottobre 2012 in Internet Archive., Applicazione delle norme contenute nella legge finanziaria 2007 riguardanti il libero e gratuito accesso alla battigia, del deputato Angelo Bonelli nella seduta n. 151 del 3 maggio 2007 della Camera dei deputati.
88. ↑  Legge 15 dicembre 2011, n. 217, articolo 11, in materia di "Disposizioni per l'adempimento di obblighi derivanti dall'appartenenza dell'Italia alle Comunità' europee - Legge comunitaria 2010."
89. ↑  Diritti in spiaggia, tutto quello che c’è da sapere
90. ↑  Decreto Legislativo 22 gennaio 2004, n. 42 Codice dei beni culturali e del paesaggio, ai sensi dell’articolo 10 della legge 6 luglio 2002, n. 137
91. ↑  Art. 33, comma 1, lettera b) della legge n. 47 del 1985
92. ↑  Art. 3, 5 della Convenzione di Montego Bay.
93. ↑  Villa et al. (2020), pp. 12-14.
94. ↑  Borrello (2004), p. 37.
95. ↑  Borrello (2004), pp. 20-22.
96. ↑  Depalmas e di Gennaro (2015), pp. 24-28.
97. ↑  Pannell (2007), p. 72.
98. ↑  Pizzirani (2014), pp. 71-73.
99. ↑  Salizzoni (2012), p. 208.
100. ↑  Schottenhammer (2012), p. 67.
101. ↑  Sito del Ministero del Turismo del governo indiano
102. ↑  Begovič e Schrunk (2015), pp. 9-10.
103. ↑  Begovič e Schrunk (2015), pp. 16-17.
104. ↑  Bono (1999), pp. 13-15.
105. ↑  Hobday (1997), pp. 455-471.
106. ↑  Salizzoni (2012), pp. 209-210.
107. ↑  Salizzoni (2012), pp. 210-211.
108. ↑  Salizzoni (2012), pp. 211-216.

### Processi fisici
- Onda marina
- Correnti costiere
- Marea

### Strutture sedimentarie
- Laminazione prodotta da correnti ondulatorie

### Ambienti sedimentari relazionati
- Piattaforma continentale
- Piana di marea
- Laguna
- Delta fluviale
- Piattaforma carbonatica

### Altro
- Ripascimento
- Costa